# Chiesa di Santa Maria del Fiore (Forlì)
La chiesa di Santa Maria del Fiore (nota in precedenza come Chiesa dei Santi Vito e Modesto, Madonna del Popolo, Santa Maria di Fuori, per la sua collocazione fuori delle mura della città) è una chiesa di Forlì dedicata alla Madonna. L'immagine di Maria è presente in un affresco staccato, collocato sull'altare maggiore che la rappresenta con Gesù in braccio.
L'assetto attuale della chiesa è secentesco, mentre la decorazione ha una fase tardo cinquecentesca-secentesca (affreschi di ambito di Francesco Menzocchi e di Gianfrancesco Modigliani) e una ottocentesca (decorazioni francescane di Pompeo Randi realizzate tra il 1856 e il 1865 e di Alessandro Guardassoni).
La devozione francescana del luogo è testimoniata anche dalla presenza del convento che nel tempo è stato sede di formazione dei giovani frati.
All'inizio del Novecento risalgono diversi restauri, tra cui il completamento della facciata della chiesa con l'attuale portico.

## Storia

La chiesa prima della costruzione del portico

La via su cui è collocata la chiesa è quella che conduce a Ravenna sin dai tempi romani, tuttora chiamata Ravegnana. La zona si trovava fuori dalle mura cittadine: la città vera e propria partiva da Porta San Pietro, all’ingresso dell’attuale corso Mazzini.
Il primo luogo di culto qui edificato risale almeno al 1160. Si hanno notizie di una chiesa dedicata ai santi Vito e Modesto, con ospedale annesso. Vito, martire cristiano del III secolo era invocato di frequente nel Medioevo per le malattie difficili e Modesto era, secondo la tradizione, il pedagogo che lo aveva convertito alla fede cristiana. L'ospedale è stato completamente eliminato entro il Seicento, mentre la chiesa ha avuto probabilmente uno sviluppo durante il Quattrocento e poi nel Cinquecento.

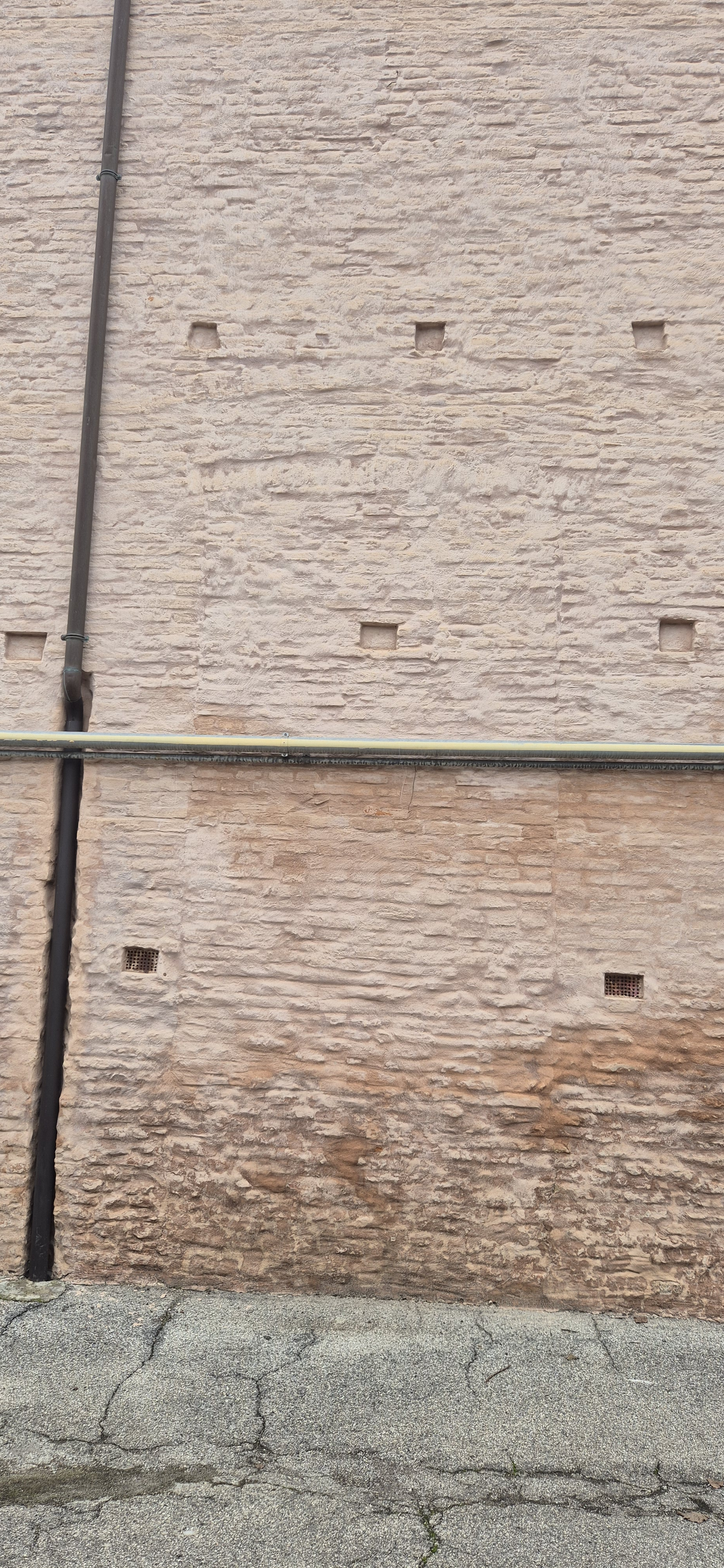
Forlì Santa Maria del Fiore, tracce della porta laterale

In mancanza di notizie precise si può ipotizzare che il perimetro della chiesa dei Santi Vito e Modesto nella sua versione quattro-cinquecentesca, fosse lo stesso dell'attuale chiesa, mentre gli ingressi in origine erano due, uno l'attuale, l'altro, che dava verso la città è stato murato, come si vede dalla sagoma presente nel muro che dà sul cortile laterale. Il muro di facciata, per seguire il profilo della strada, non è parallelo al muro absidale e si presenta realizzato a sacco, ovvero composto da due strati paralleli riempiti con materiale vario. Sulla parte destra si vedono i segni dell’ingresso che dava accesso all’antico campanile, non più presente.
Nella chiesa dei Santi Vito e Modesto, nel 1577, era stata portata l’immagine della Madonna che si trovava in una celletta dell'ospedale di San Colombano in Villa Pianta. Comincia quindi in questo momento, probabilmente, la dedicazione alla Madonna, che poi prevarrà nella versione successiva della chiesa. Si hanno infatti notizie di lavori forse di ampliamento, realizzati con mattoni recuperati dalla Rocca di Ravaldino, che portano a consacrare nel 1634 la chiesa con il nome di Madonna del Popolo. A questo periodo risale la decorazione absidale
Nel 1717 la chiesa passa in gestione ai Signori della Missione, congregazione fondata da Vincenzo de' Paoli dedita alla predicazione nelle campagne. Dal 1725 al 1798 viene gestita dai Trinitari, che vengono mandati via con le soppressioni napoleoniche.
A quel punto chiesa e annesso convento vengono messi all’asta e venduti a privati. Negli inventari viene chiamata non più Madonna del Popolo, ma Madonna di fuori, ovvero ubicata fuori dalle mura e da qui con errata lettura Madonna dei Fiori. L’analogia del Cristo con il Fiore del Creato ha poi portato alla denominazione di Santa Maria del Fiore che tuttora persiste.
La chiesa viene restaurata grazie al marchese Luigi Paulucci de' Calboli, che la salva dalla demolizione, acquistandola da alcuni privati che se l'erano aggiudicata in un’asta pubblica e intendevano riciclare il materiale. Viene quindi riconsacrata nel 1808, ma l'immagine di Maria non è più sull’altare, perché è stata venduta e sostituita dalla Vergine del Buon Consiglio, opera del 1753.
Nell'Ottocento si hanno importanti cambiamenti: 
- Il complesso passa ai Cappuccini nel 1822 (restano fino al 2012)
- La chiesa ha un secondo intervento decorativo nel 1856-65 realizzato da Pompeo Randi, pittore forlivese che si era formato a Venezia, Firenze e Roma, particolarmente legato a questa chiesa perché la sua casa natale era dall'altra parte della strada. In questo momento vengono anche aggiunti elementi decorativi al soffitto e alle paraste, da parte dei pittori Costantino Rossi, Livio Serfi e Carlo Cappelli[7]
- Nel 1874-77 vengono rifatti i finestroni e aggiunte le balaustre del presbiterio. Vengono inoltre decorati i soffitti centrale e delle cappelle di S. Felice e S. Giuseppe e collocato sull'altare il tabernacolo del XVII secolo.
- Nel 1883 la croce che tradizionalmente era collocata di fronte alla chiesa viene distrutta di ignoti e sostituita da una croce in ferro, tuttora presente.
- Vengono collocate le statue di Gaetano Vitené: gli Evangelisti dell'altare maggiore (1885) e San Francesco e l'Immacolata, non sempre esposte, 1892.

Terzo grande intervento si ha negli anni ’30 del Novecento:

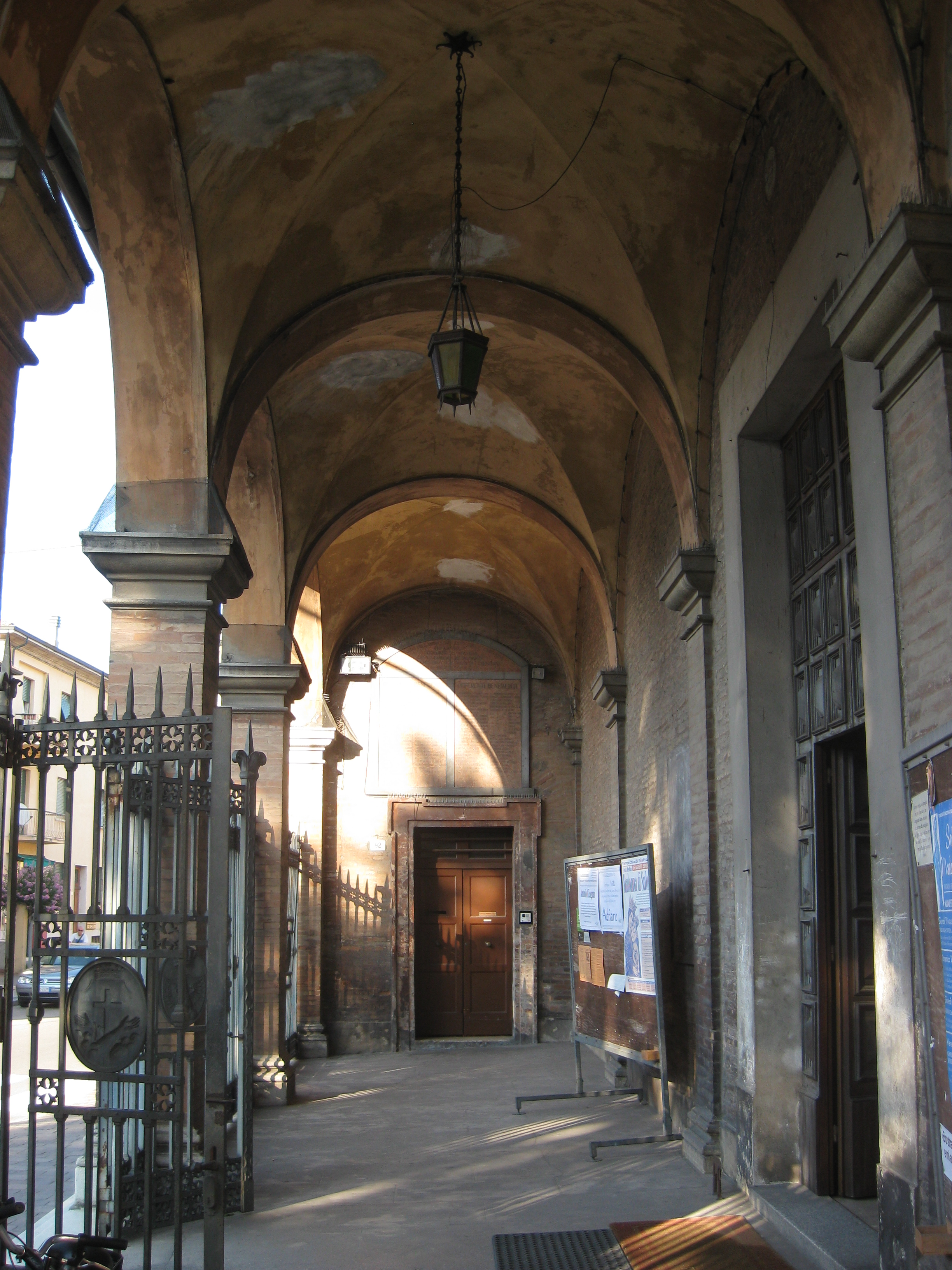
Portico visto dall'interno

- Portico visto dall'internoViene costruito il portico su progetto dell’ingegner Gino Cervesi (1933) che propone cinque archi come visibili in una traccia nella facciata originaria: essa già probabilmente prevedeva un portico che poi non era stato costruito. La cancellata viene realizzata dalla ditta Maccaferri di Bologna e riporta stemmi con nomi delle famiglie dei finanziatori
- Viene eseguita la pavimentazione interna
- Viene recuperata dalla chiesa di Trentola l'immagine della Madonna del Fiore, ricollocata sull'altare maggiore (1930)
- Viene aggiunta un'ala al convento, sempre su progetto di Cervesi (1934), per ospitare uno studentato. Si tratta della parte che chiude il claustro e che consente di aprire il convento con un ingresso indipendente più oltre lungo la via (attuale scuola materna ed elementare)
- Dal 1940 la chiesa è parrocchia

## Facciata

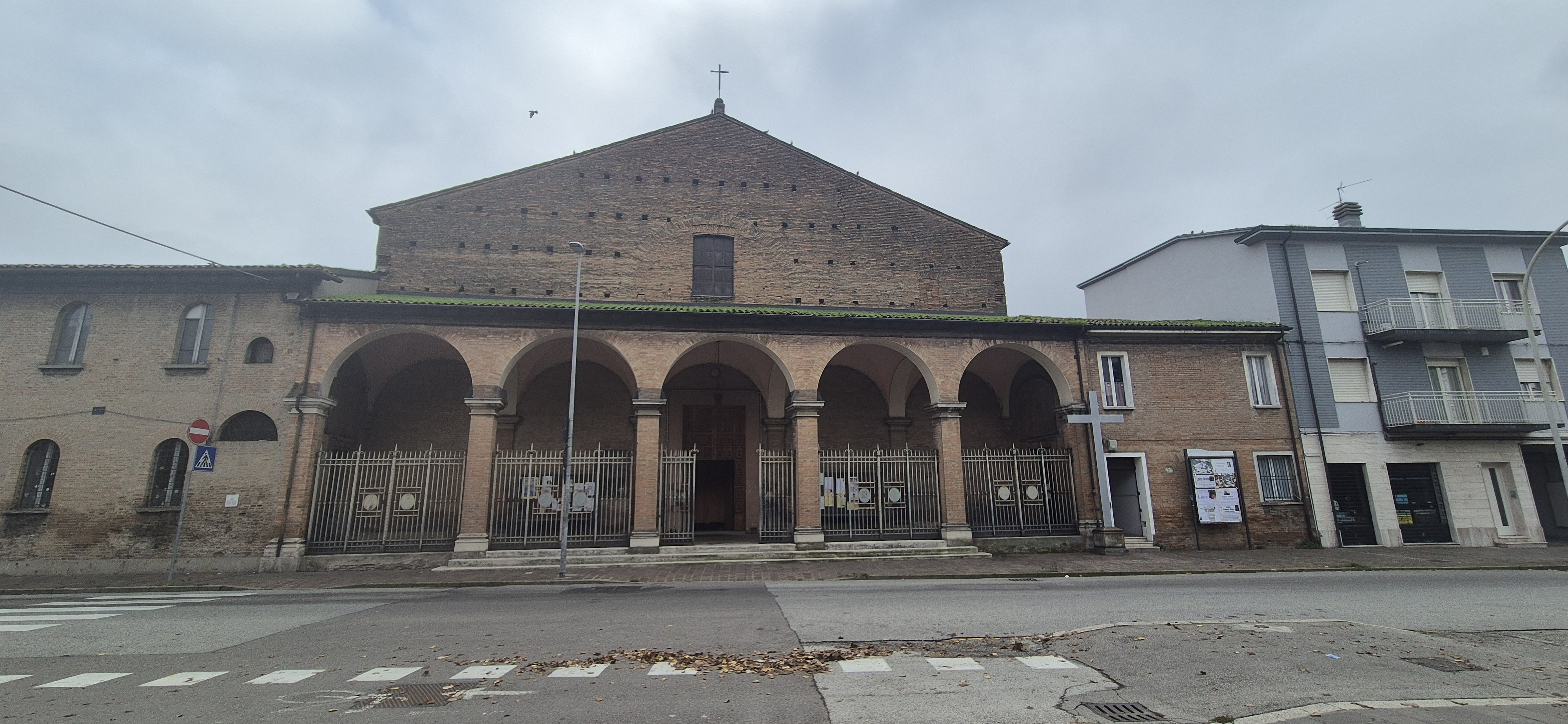
Facciata Santa Maria del Fiore Forlì

Nonostante sia di periodo barocco, la chiesa si presenta dalla strada con una semplice facciata a capanna in mattoni, ora in parte nascosta dal portico da cui si accede al primo cortile sul lato destro e al convento sul lato sinistro. Il campanile attuale, non visibile dalla facciata, è inglobato fra la chiesa e la struttura conventuale. Esisteva, almeno fino al Settecento, un campanile in facciata, sul lato destro, a cui si accedeva mediante la porta interna che ora mette in collegamento con la cantoria in controfacciata. Non restano altre tracce di questo campanile.

## Interno

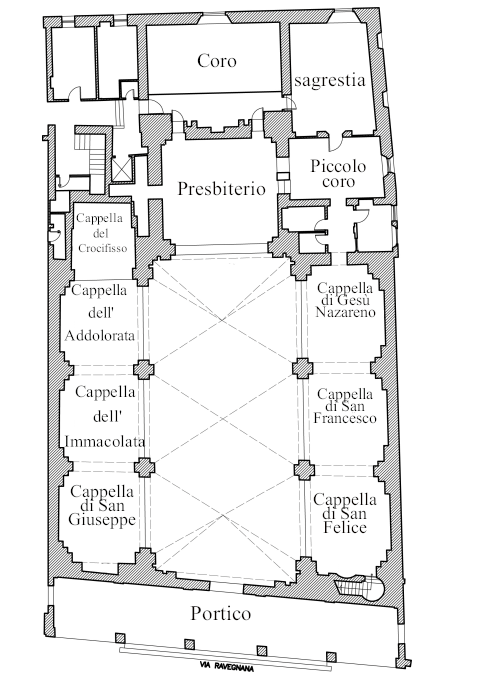
Pianta della chiesa con indicate le varie zone. Si noti che il fronte non è parallelo al muro finale.

A differenza dell'esterno, che è semplice, l'interno è riccamente decorato. La pianta prevede una navata singola coperta a volte a crociera su cui si aprono sei cappelle voltate a botte, tre per ogni lato, a cui se ne aggiunge una quarta a sinistra più recente. Il presbiterio è a base quadrata ed è collegato a diversi ambienti che danno anche accesso al convento.
Si identificano tre periodi decorativi, partendo dalla zona più antica che è quella absidale:
- Decorazioni cinque-secentesche della prima versione della chiesa
- Interventi decorativi di Pompeo Randi (1856-65) che danno un’impronta francescana
- Interventi novecenteschi

La lettura globale della decorazione della chiesa ha dunque pieno compimento nell’Ottocento. Partendo dal fondo, si vede in controfacciata il tema della morte (a destra dell’entrata la commemorazione della morte della madre del pittore Pompeo Randi e a sinistra un Compianto), unito al tema della salvezza, rappresentata dalla figura del Cristo nella Moltiplicazione dei pani (ora parzialmente coperta dalla struttura del coro per l'organo), che richiama le opere assistenziali del convento. Le prime cappelle laterali dall'ingresso forniscono due esempi maschili di santi educatori: San Giuseppe e San Felice da Cantalice. Si passa poi alle cappelle dedicate alle due figure di riferimento della chiesa: San Francesco e la Madonna, qui affiancata da figure di santi (cappella dell'Immacolata). Le cappelle più vicine all'altare, che probabilmente sono le più antiche, sono dedicate alle figure più importanti, Cristo e la Madonna, nel loro aspetto sofferente (la Passione e l'Addolorata). Anche nel presbiterio vediamo l’unione della più antica dedicazione, ovvero quella mariana, con aggiunte ottocentesche legate all'ambito francescano.

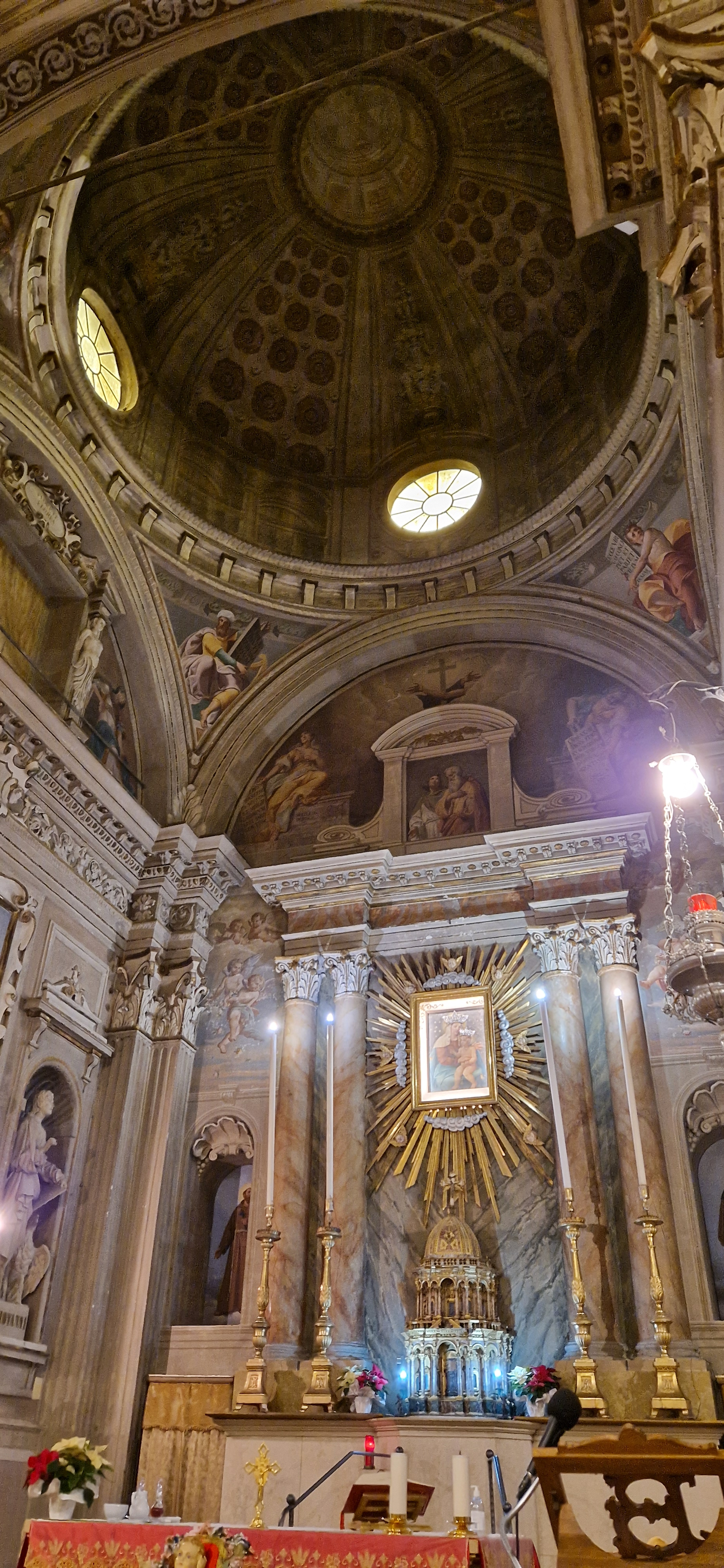
Presbiterio

### Presbiterio

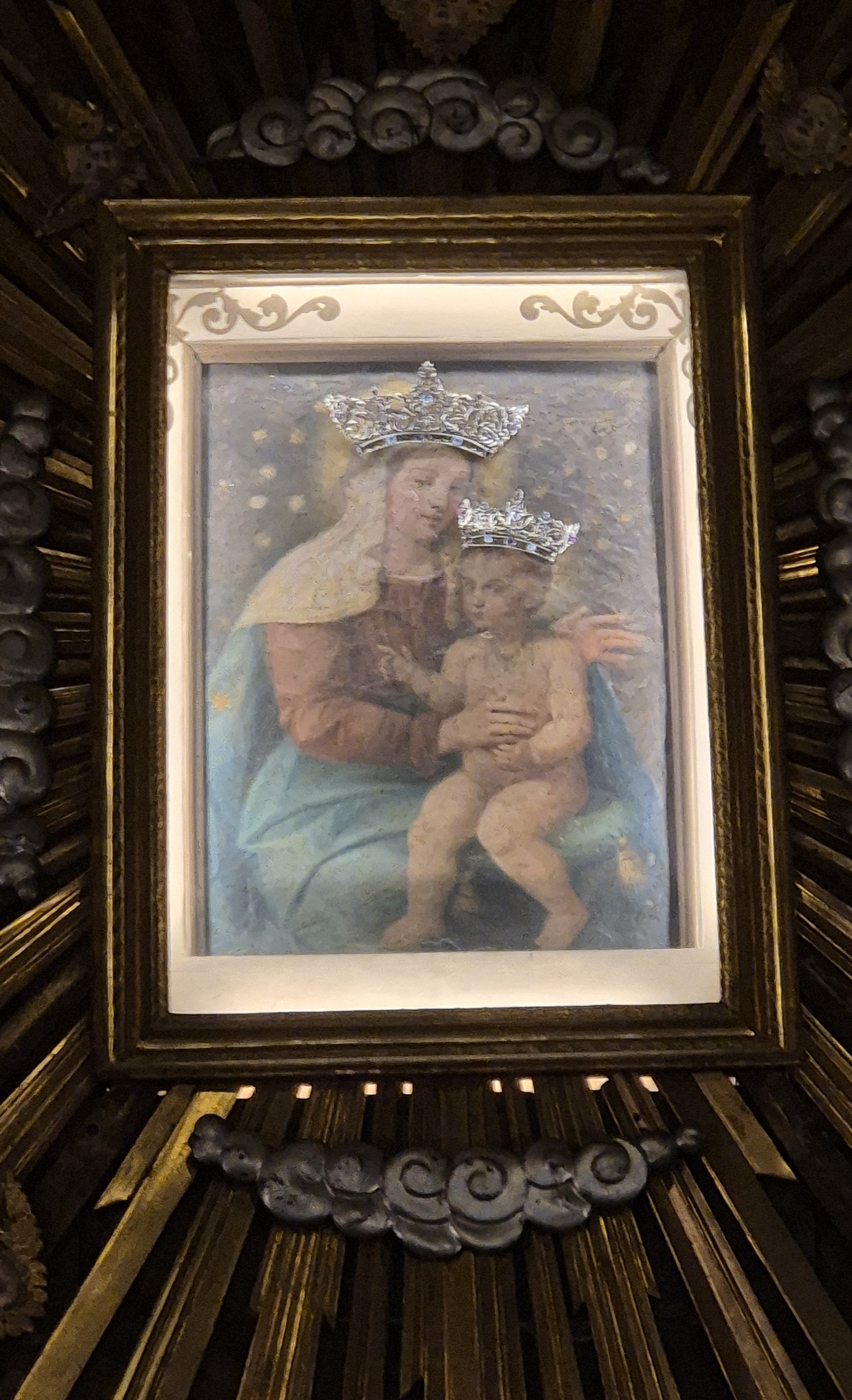
Scuola forlivese, Madonna con Bambino

Il presbiterio è diviso dalla chiesa da balaustre in marmo ottocentesche. La cupola, rinchiusa in un tiburio esterno, è decorata in modo da simulare un lucernario con finta lanterna ed è illuminata da finestroni rotondi ripristinati nel 1874-77.
Il programma decorativo originario riguardava la venuta del Cristo mediante l’incarnazione ed era dunque sviluppata intorno alla figura della Vergine Maria. L'immagine della Madonna, oggi detta Santa Maria del Fiore, è l’immagine più antica presente all’interno della chiesa. Si tratta di un affresco rimosso con ancora la porzione del muro originario, proveniente da una celletta dell'ospedale di San Colombano in Villa Pianta. Dal punto di vista stilistico si notano le forme rinascimentali che richiamano la scuola forlivese del Quattrocento, ma, dato che ci sono notizie riguardo a questa immagine a partire dal Trecento, si può supporre che ci sia stata una ridipintura su un'opera più antica con forme gotico-bizantine.
Nell'affresco la Vergine si presenta giovane e delicata, in atteggiamento affettuoso con il figlio. L’ambiente notturno serve a mettere in evidenza le stelle stilizzate e i bagliori delle aureole, mentre i vestiti sono del tradizionale colore mariano, rosso e blu. I gioielli erano stati collocati in epoca non ben definita seguendo le indicazioni di padre Girolamo Paolucci, ideatore della pratica di incoronare le immagini della Madonna. I gioielli originali, visibili in alcune fotografie, sono stati rubati e poi sostituiti nel 2014.

#### Sibille
Intorno alla figura di Maria, inserita in un complesso decorativo secentesco, che prevede marmi, stucchi e bronzo dorato, si trovano lunette con dipinte le Sibille. Sono figure femminili diverse e vivaci, vestite all’antica con panneggi eleganti dai colori tenui, appoggiate a un basamento in marmo. Esse sostengono delle tavole con profezie. Il fondo è bruno scuro e uniforme. I gesti manieristi, le posizioni e le iconografie richiamano il maestro della scuola forlivese Francesco Menzocchi, a cui vengono attribuite. Gli associati cartigli e in parte l’iconografia sembrano basarsi su un testo quattrocentesco, che pare sia all’origine di molte delle profezie delle Sibille riportate in opere d'arte, un opuscolo, opera di Filippo Barbieri, siciliano, pubblicato a Roma nell'anno 1481. Sulla lunetta principale si trovano la Sibilla Persica e la Sibilla Libica. La prima, che appare meno giovane e con sguardo rivolto verso l’alto, riprende alcuni elementi iconografici tradizionali (vestita con una veste d'oro e col capo coperto da un velo bianco). La sua iscrizione recita: Deus nascetur in mundo et Virginis grembum erit salus mundi ("Dio nascerà nel mondo e il grembo della Vergine sarà la salvezza del mondo") e si riferisce alla profezia della venuta del Cristo, tradizionalmente attribuita a lei.
La seconda, la Sibilla Libica, ha vestiti del medesimo colore di quella michelangiolesca e viene presentata in una posa articolata. Il testo cita il fatto che dovrebbe essere vecchia (qui non lo è), con una ghirlanda di fiori sul capo e con un ampio mantello qui presente. La sua profezia recita: tenebit Eum in gremio Virgo Domina gentium ("La Vergine, Signora delle genti, lo terrà nel grembo").
Nella lunetta a sinistra compaiono la Sibilla Delfica e la Sibilla Cumana. La prima non corrisponde all’iconografia del testo di Barbieri (dovrebbe avere una veste nera e capelli legati), ma reca la profezia che invece corrisponde, anche se non in maniera filologica: Propheta nascetur ex Virgine, agnosce Dominum Deum Tuum qui vere est Filius Dei ("Un Profeta nascerà dalla Vergine, riconosci Il Tuo Signore Dio che è veramente Figlio di Dio").
La Sibilla Cumana non reca sulla pietra le parole di Virgilio, come da tradizione, ma un passo tratto da testi antichi e utilizzato anche dal compositore franco-fiammingo Orlando di Lasso in un mottetto del Prophetiae Sibyllarum, dove però è riferito alla Sibilla Cimmeria (Militiae aeternae regem sacra virgo cibabit Lacte suo, "La Santa Vergine nutrirà con il suo latte il Re della Milizia Eterna"). 
Nella lunetta opposta si vedono la Sibilla Tiburtina ed Eritrea. La prima segue alla lettera l’iconografia del Barbieri (vestito dorato, manto violetto) e la profezia: Nascetur Christus in Bethleem. O felix mater cujus ubera illum lactabunt! ("Cristo nascerà a Betlemme. O felice madre il cui seno lo allatterà!"). La Sibilla Eritrea, che viene da Babilonia, porta la profezia: In ultima aetate jungetur humanitati divinitas. Jacebit in feno agnus et officio puellari educabitur ("Nell'ultima era, la divinità si unirà all'umanità. L'agnello giacerà nel fieno e sarà allevato come un fanciullo").

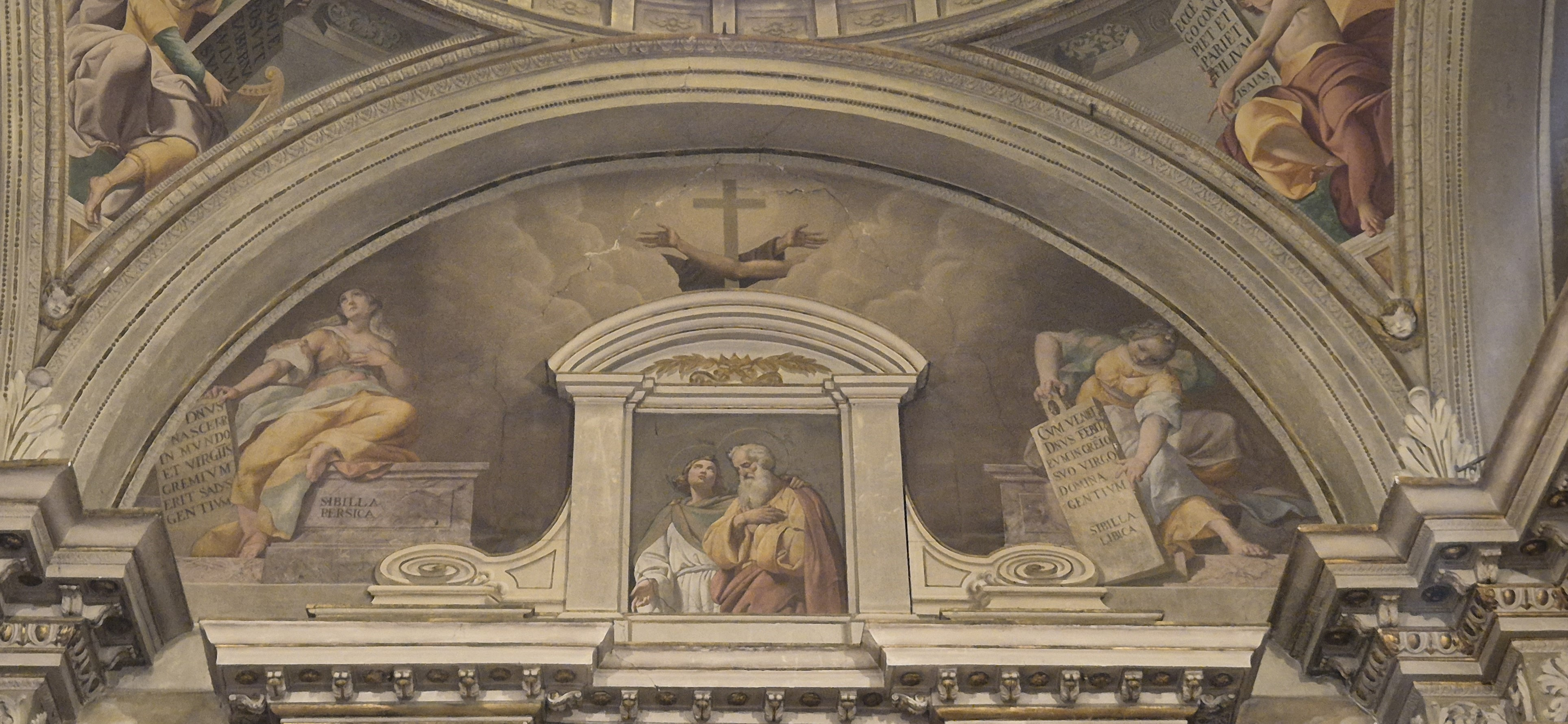
Francesco Menzocchi (attribuito), Lunetta del fronte principale, con le Sibille Persica e Libica, XVI sec., affresco, 600x300 cm, Forlì, Santa Maria del Fiore
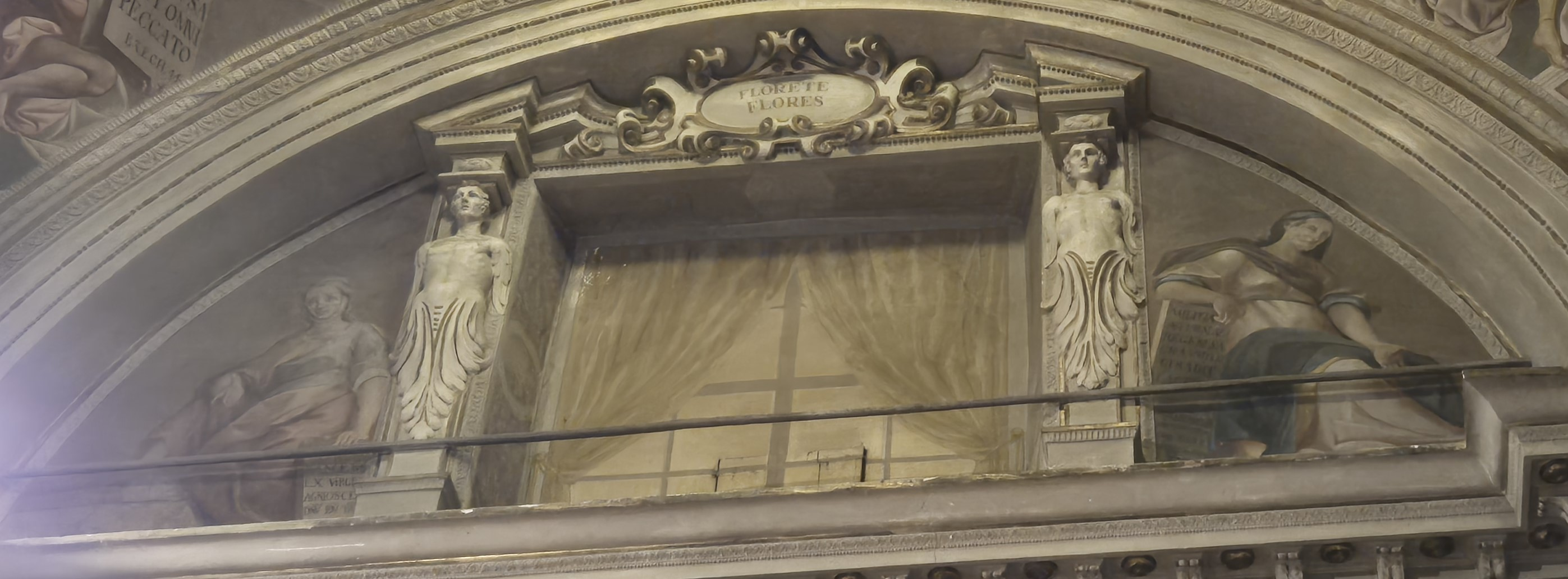
Francesco Menzocchi (attribuito) Sibilla Delfica e Cumana, 200x127, Forlì, Santa Maria del Fiore
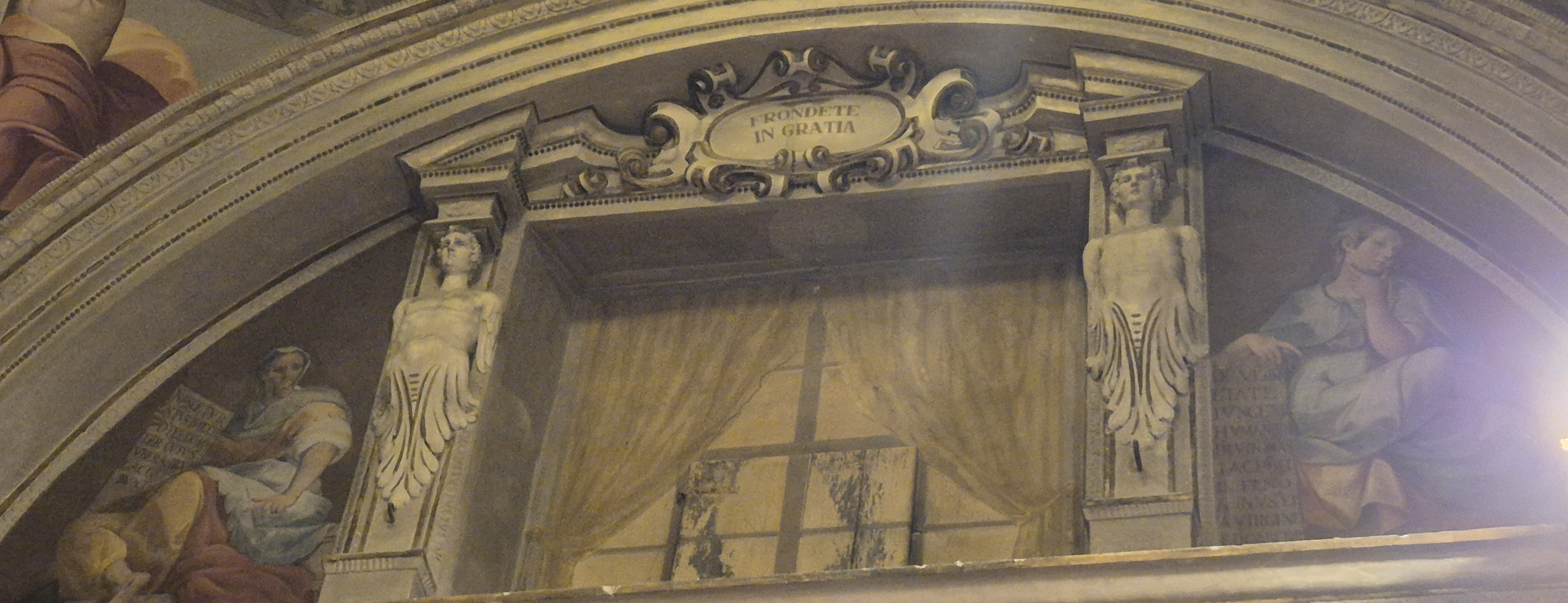
Francesco Menzocchi (attribuito), Sibilla Tiburtina ed Eritrea, ogni sezione di lunetta 200x127, Forlì, Santa Maria del Fiore

#### Profeti
Come tradizione alle Sibille sono associati i profeti, che qui sono quattro e occupano i pennacchi. In mancanza di riferimenti certi la critica li ha attribuiti alla scuola di Gianfrancesco Modigliani, pittore di ambito forlivese del tardo Cinquecento. I due profeti visibili dalla navata indicano chiaramente verso la Madonna con il bambino. Tutti, come le Sibille, recano in mano delle epigrafi con brani tratti dall'Antico Testamento, quelli di Davide e Isaia corrispondono a canti gregoriani. Sono collocati nello spazio difficile del pennacchio, con anatomie complesse esaltate dai drappi che creano morbide onde che si armonizzano con le forme circolari dominanti nel presbiterio. Essi sono: Davide, Isaia, Geremia ed Ezechiele. Davide ha corona e cetra e nell’epigrafe reca scritto: In sole posuit tabernaculum suum ("Nel sole pose la sua tenda"), tratto dal Salmo 18,6. La profezia, parlando di tenda si riferisce ancora una volta a Maria, prima dimora del Cristo. Isaia viene presentato con un’iconografia non tradizionale (è giovane e la sua gioventù è evidente anche nella nudità del busto invece che anziano e non ha un cartiglio né un libro). Tuttavia è inequivocabile l’identificazione, dato che la citazione, Ecce Virgo concipiet et pariet filium (Isaia 7,14), e il nome vengono indicati in maniera esplicita nell’epigrafe. Sicuro è anche il riferimento a Maria. L’iconografia di Geremia corrisponde con la tradizione (lunga barba e aspetto assorto), l’epigrafe riporta una frase dal Libro di Geremia 31, 22, Creavit Dominus novum super terram, ovvero Il Signore creò qualcosa di nuovo sulla terra; la prosecuzione, (femina circumdabit virum, la donna circonderà l’uomo) è interpretata come profezia della nascita del Cristo da Maria. Per Ezechiele, la cui iconografia non è fissa (qui è un giovane forse per metterlo in corrispondenza con Isaia), la citazione non è letterale, ma parafrasata dal Libro di Ezechiele (44, 1-2), Porta orientalis clausa erit omni peccato, "La porta orientale sarà chiusa a ogni peccato". Anche in questo caso potrebbe essere allusione alla purezza di Maria e all'Immacolata concezione. Altre iscrizioni rimandano al tema del fiore, sempre legato a Maria, ma probabilmente inserite dopo che la chiesa ha assunto definitivamente il nome di Santa Maria del Fiore: sono infatti tutte citazioni bibliche che hanno tema floreale: Florete Flores (quasi lilium) (dall'Ecclesiaste, 39,19, "Fiorite, fiori, come il giglio"); fulcite me floribus stipate me malis quia amore langueo ("Fortificatemi con delle schiacciate d'uva, sostentatemi con de' pomi, perch'io son malata d'amore". Dal Cantico dei cantici di re Salomone, 2,5); Flores mei fructus / honoris et honestate (Dall’Ecclesiaste 24,23).

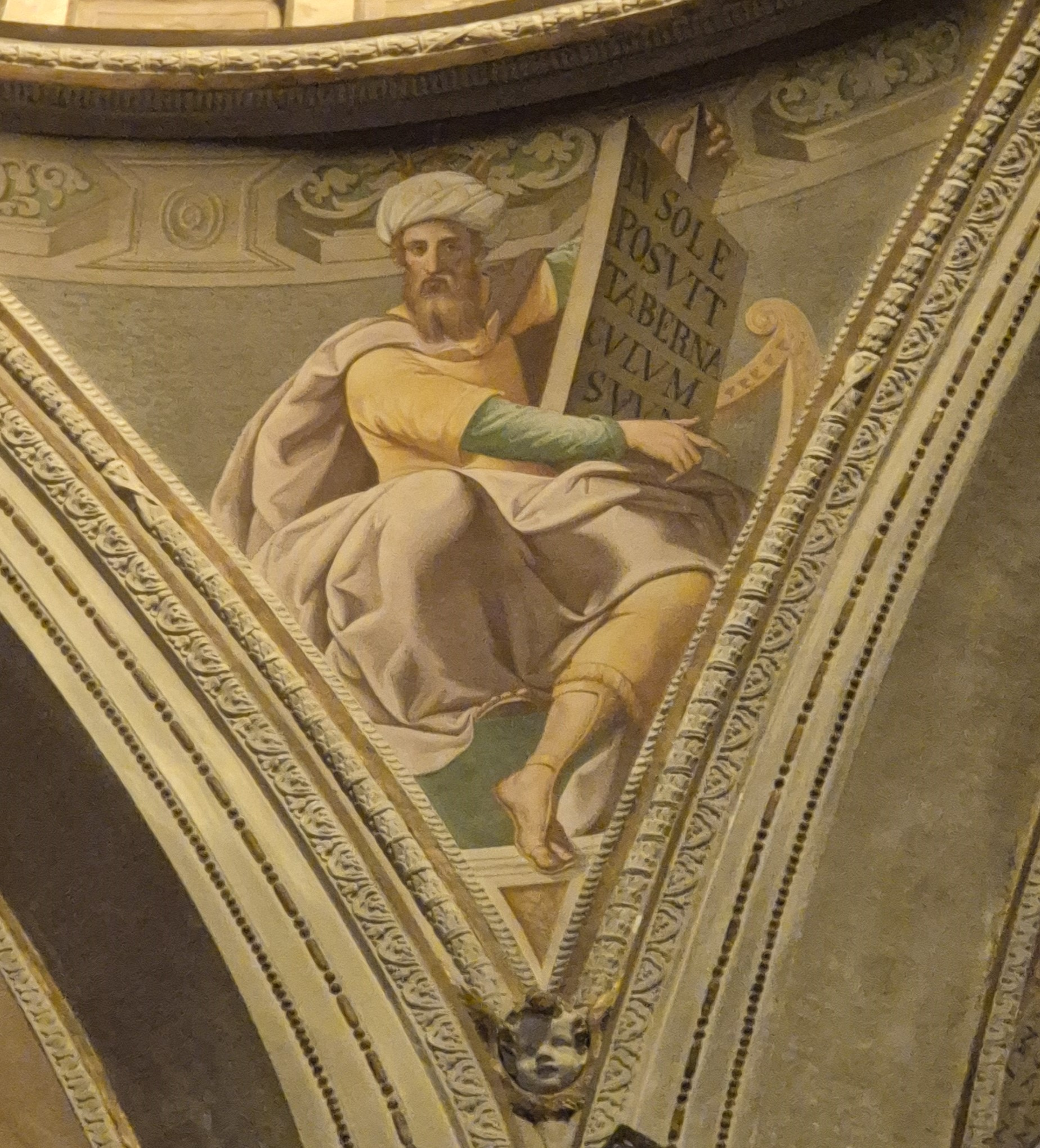
Gianfrancesco Modigliani, Davide, XVI secolo, affresco, 300x300, Forlì, Santa Maria del Fiore
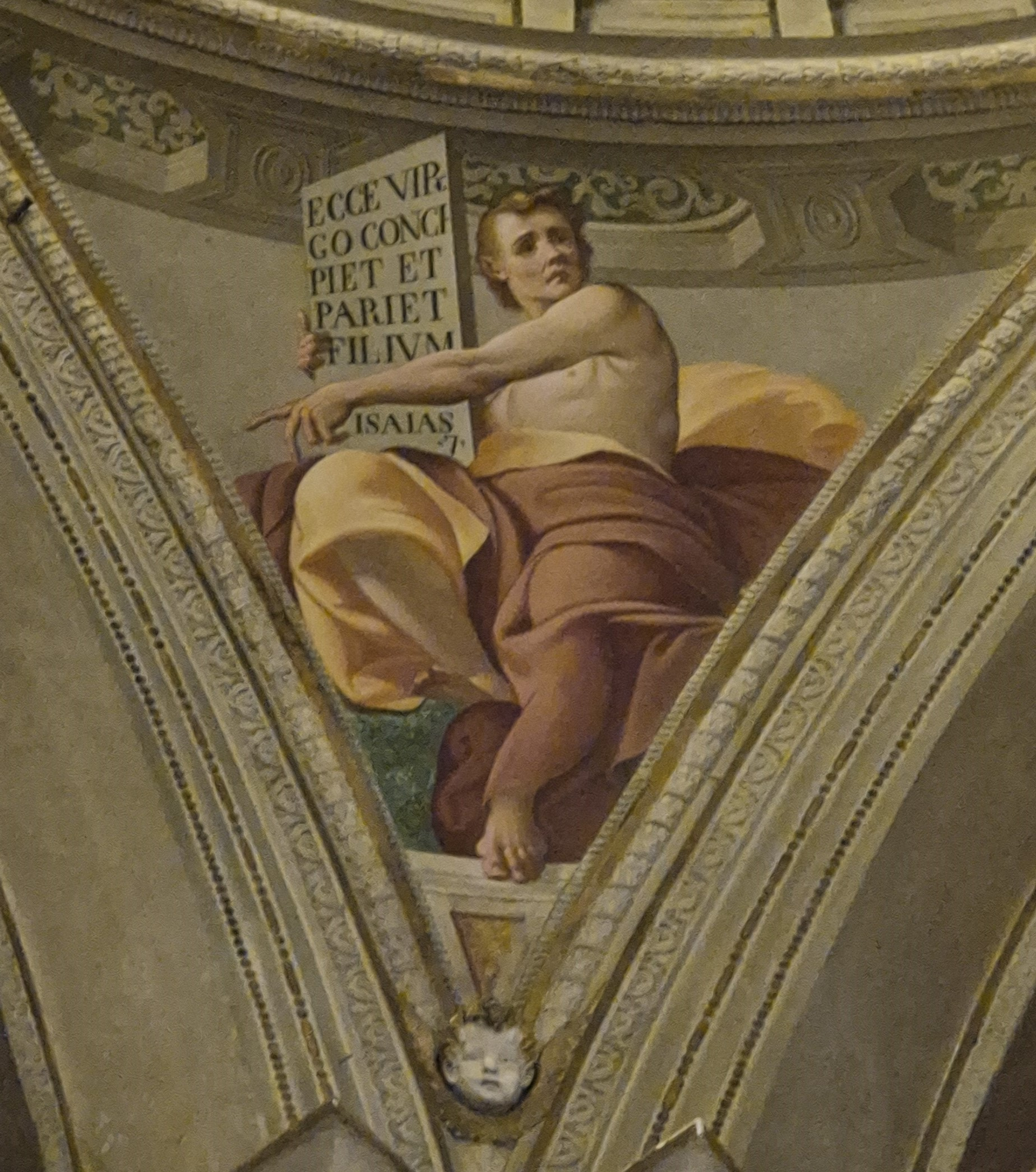
Gianfrancesco Modigliani, Isaia, XVI secolo, affresco, 300x300, Forlì, Santa Maria del Fiore
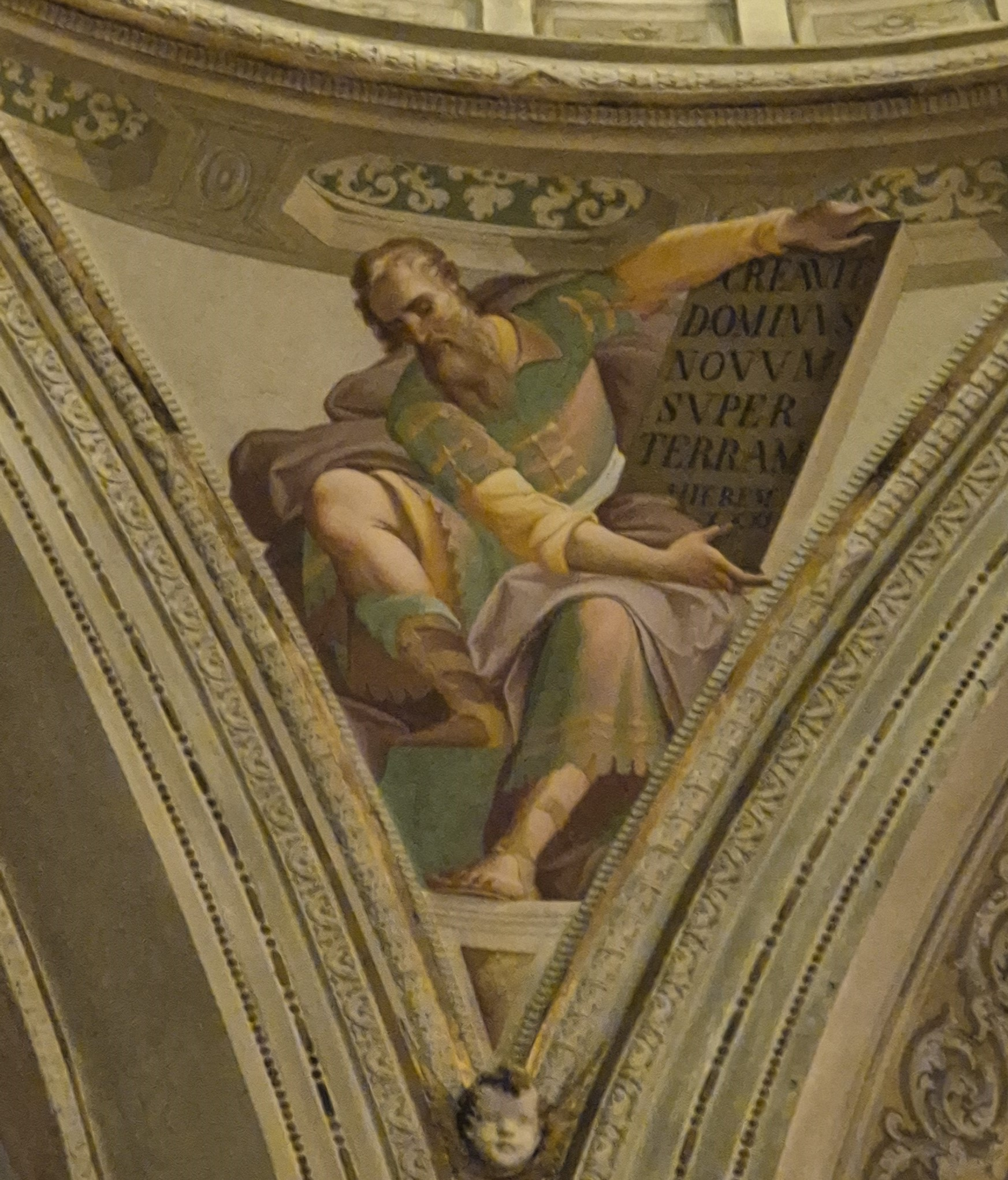
Gianfrancesco Modigliani, Geremia, XVI secolo, affresco, 300x300, Forlì, Santa Maria del Fiore
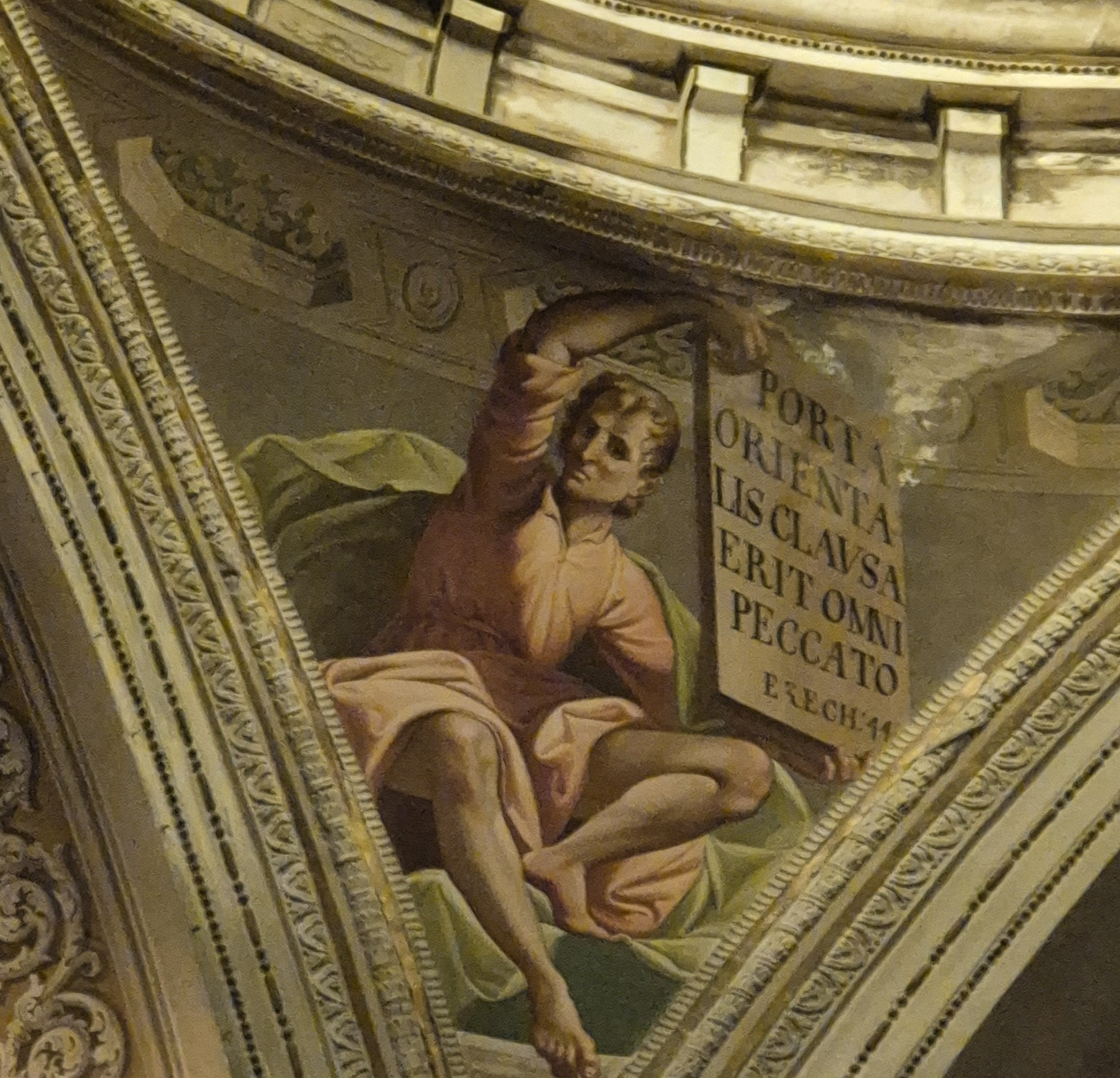
Gianfrancesco Modigliani, Ezechiele, XVI secolo, affresco, 300x300, Forlì, Santa Maria del Fiore

#### Tabernacolo

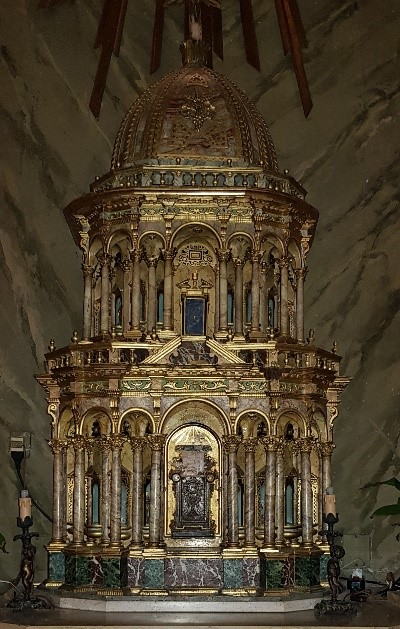
Frate Vittorio della Bastia, Tabernacolo dell'altare maggiore, 1663, legno intagliato, scolpito, dipinto, rame in lamina, sbalzato, 170x 90x 60

Sull'altare è presente un tabernacolo che si trova in grande evidenza sulla parete di fondo. È giunto in questa chiesa nel 1877 a seguito delle soppressioni napoleoniche che avevano chiuso un convento di Budrio in cui era collocato, ma risale al 1663 e fu scolpito dal sacerdote scultore fra Vittorio della Bastia. La cupola e la croce sormontante non sono coevi alla parte sottostante. La parte secentesca in legno dipinto e dorato si articola in due strutture a pianta centrale che simulano due peristili corinzi nelle cui nicchie erano presenti statuette di Santi trafugate in parte.

#### Interventi di Pompeo Randi
L'altare assume la forma attuale con l’ultimo intervento decorativo, che avviene a opera di Pompeo Randi. È un’operazione che vuole rendere il carattere francescano della chiesa, dato che i cappuccini ne avevano preso possesso nel 1822. 
Partendo dall'alto si notano le braccia incrociate di Cristo (nudo) e Francesco (vestito con il saio) con le stimmate nelle mani e in mezzo la croce. Si tratta dello Stemma dell'Ordine francescano. Lo stesso simbolo si ritrova nei confessionali ottocenteschi.

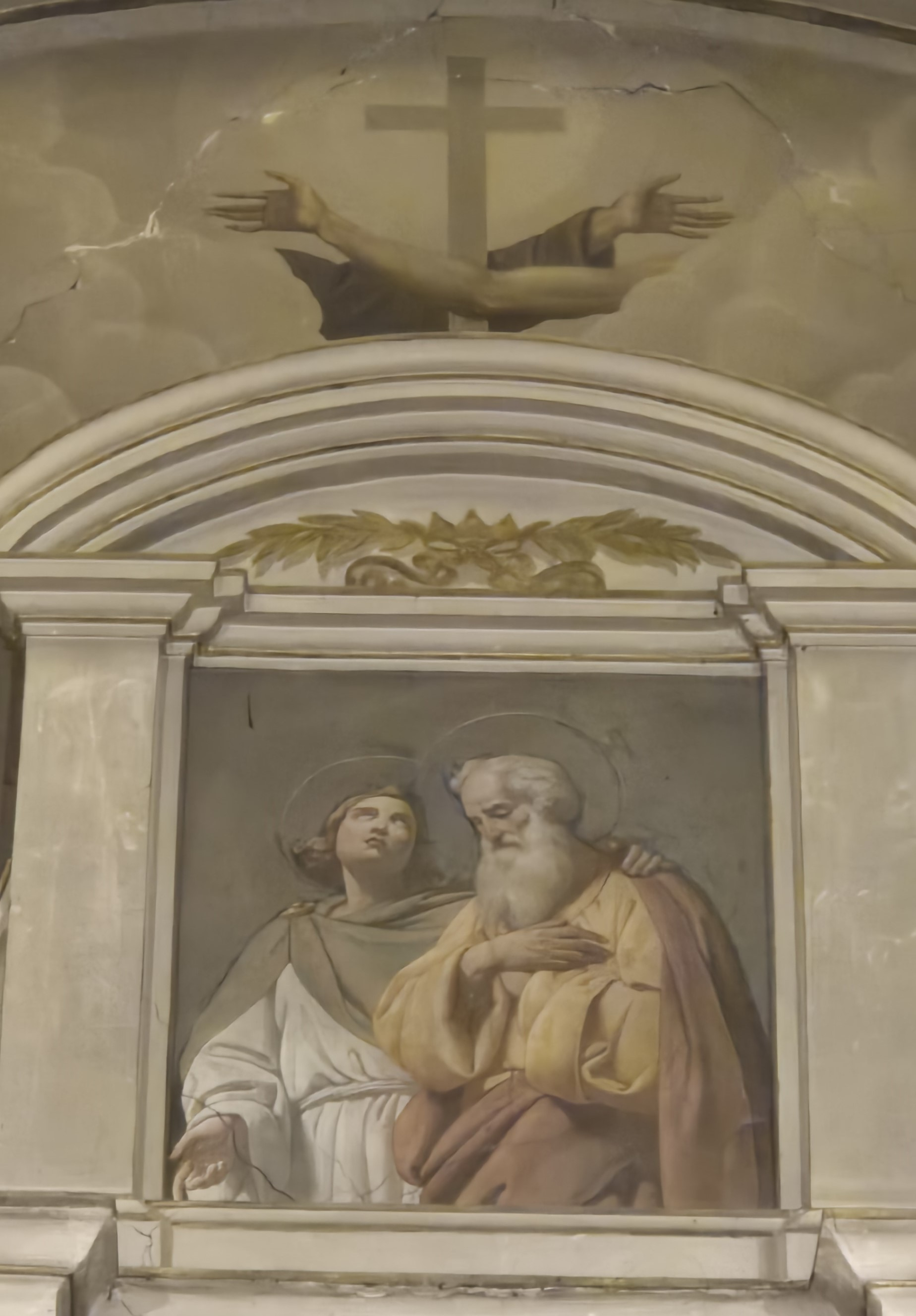
Pompeo Randi, Santi Vito e Modesto, 1861, affresco con finiture a secco, 120x110, Forlì, Santa Maria del Fiore

Dentro a una struttura aggiunta Randi dipinge l'immagine dei due santi dedicatari della prima chiesa: Vito e Modesto. Il pittore non segue un’iconografia specifica e non veste Vito, il giovane, alla romana, come viene in genere raffigurato. Lo mostra però con gli occhi rivolti al cielo nell’atto di indicare anche lui la Madonna del Fiore, alla quale la chiesa viene dedicata, quasi a voler ribadire la maggiore importanza di quest’ultima rispetto a lui stesso. Modesto, il pedagogo che secondo l’agiografia portò il giovane Vito a convertirsi e che lo seguì nel martirio, viene rappresentato come anziano e dignitoso. Richiama stilisticamente le altre figure di vecchi presenti negli affreschi di Randi.

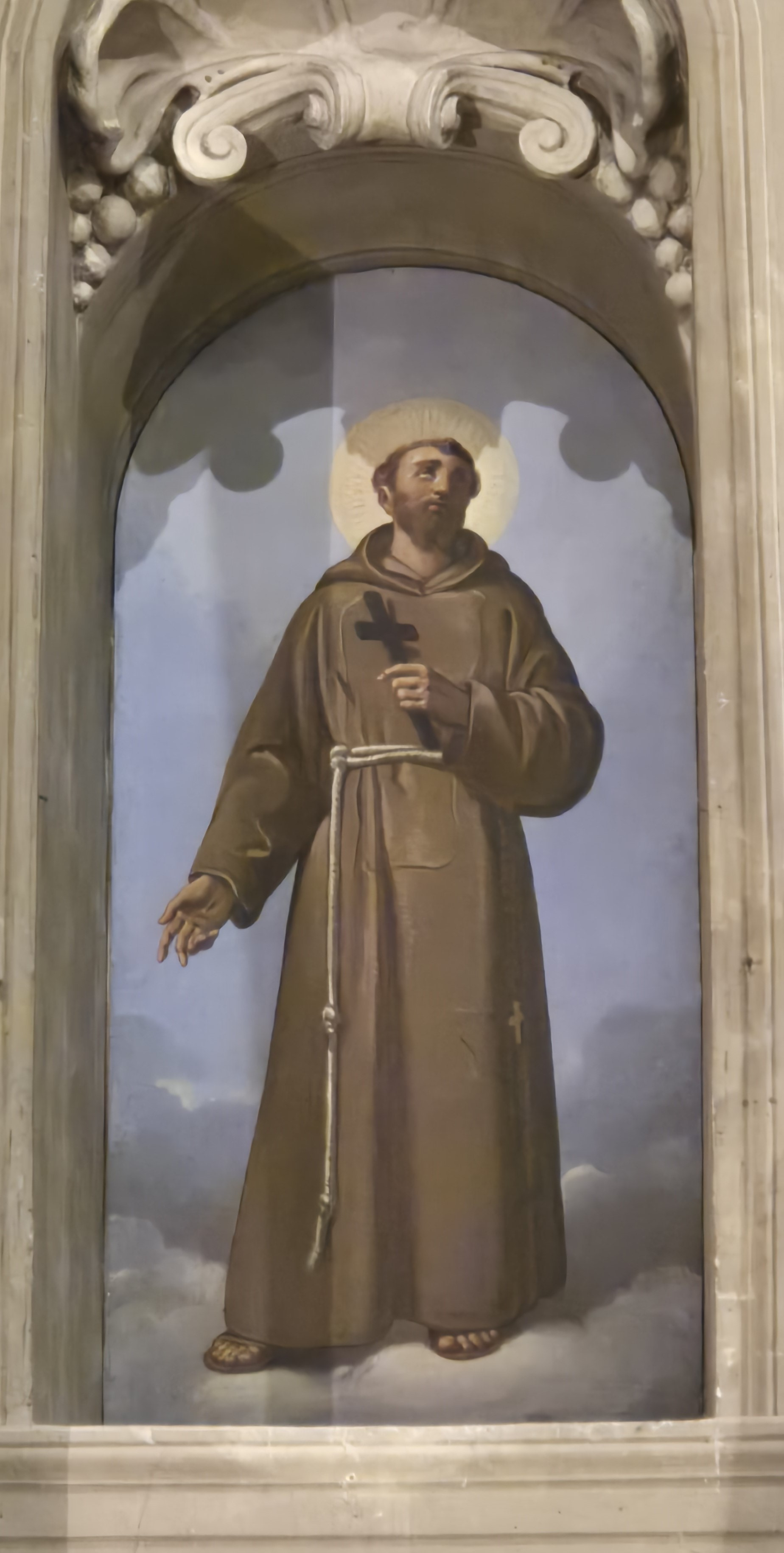
Pompeo Randi, San Francesco, 1861, tempera su tavola, 170x75, Forlì, Santa Maria del Fiore

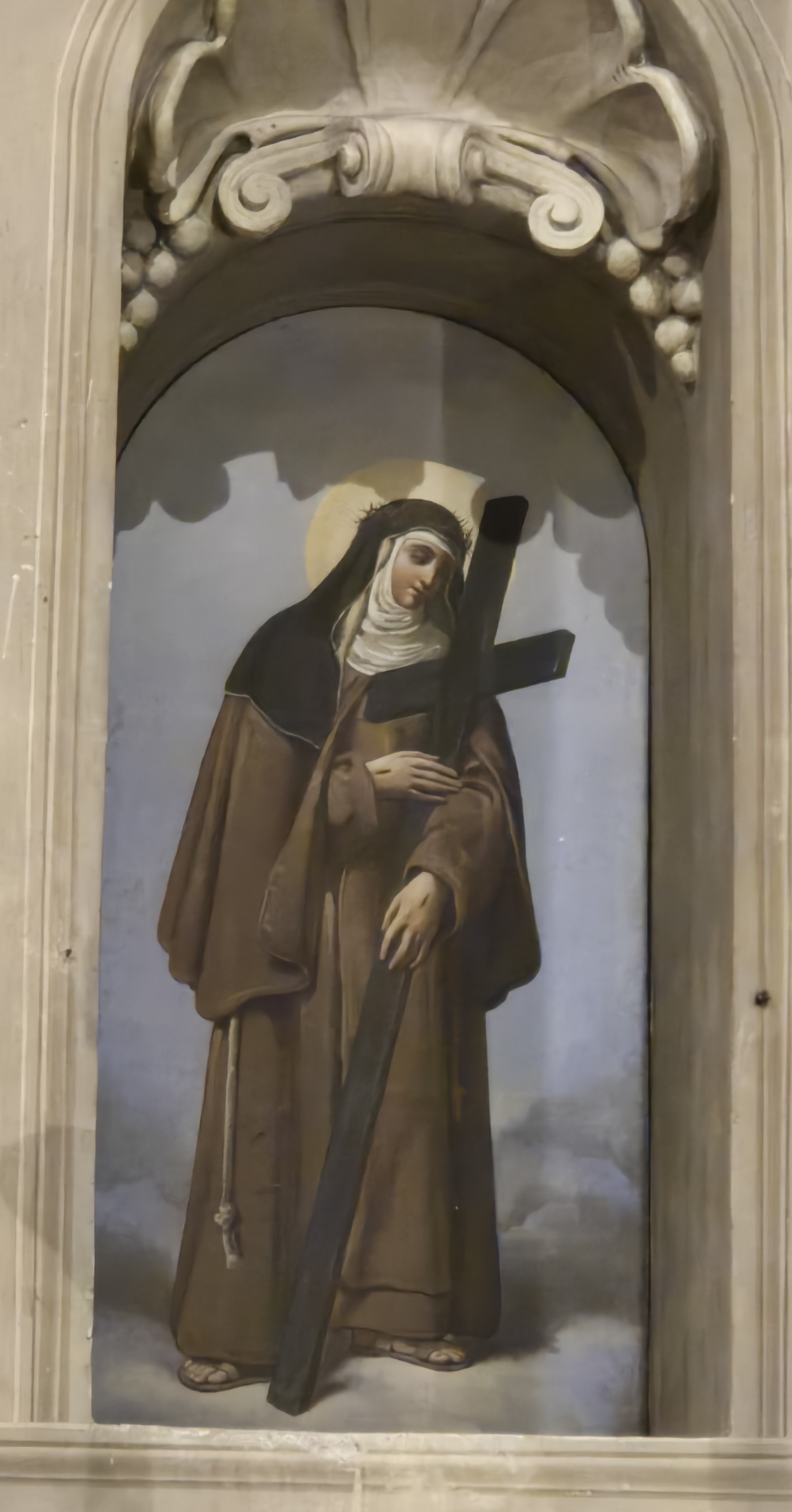
Pompeo Randi, Santa Veronica Giuliani, 1861, tempera su tavola, 170x75, Forlì, Santa Maria del Fiore

Nei due sportelli laterali il pittore ribadisce il tema delle stimmate, raffigurando nel 1861 in due dipinti a tempera su tavola lo stesso San Francesco e Santa Veronica Giuliani, badessa del monastero delle Clarisse cappuccine di Città di Castello, morta nel 1727 e santificata nel 1839, che praticò vita ascetica e la cui iconografia prevede le stimmate (visibili nel dipinto). Per il viso della santa, di cui esistono vari studi preparatori, posò Geltrude Piraccini, modella preferita di Randi. Entrambi questi sportelli possono essere aperti in modo da mettere la chiesa in comunicazione con il coro retrostante.. 

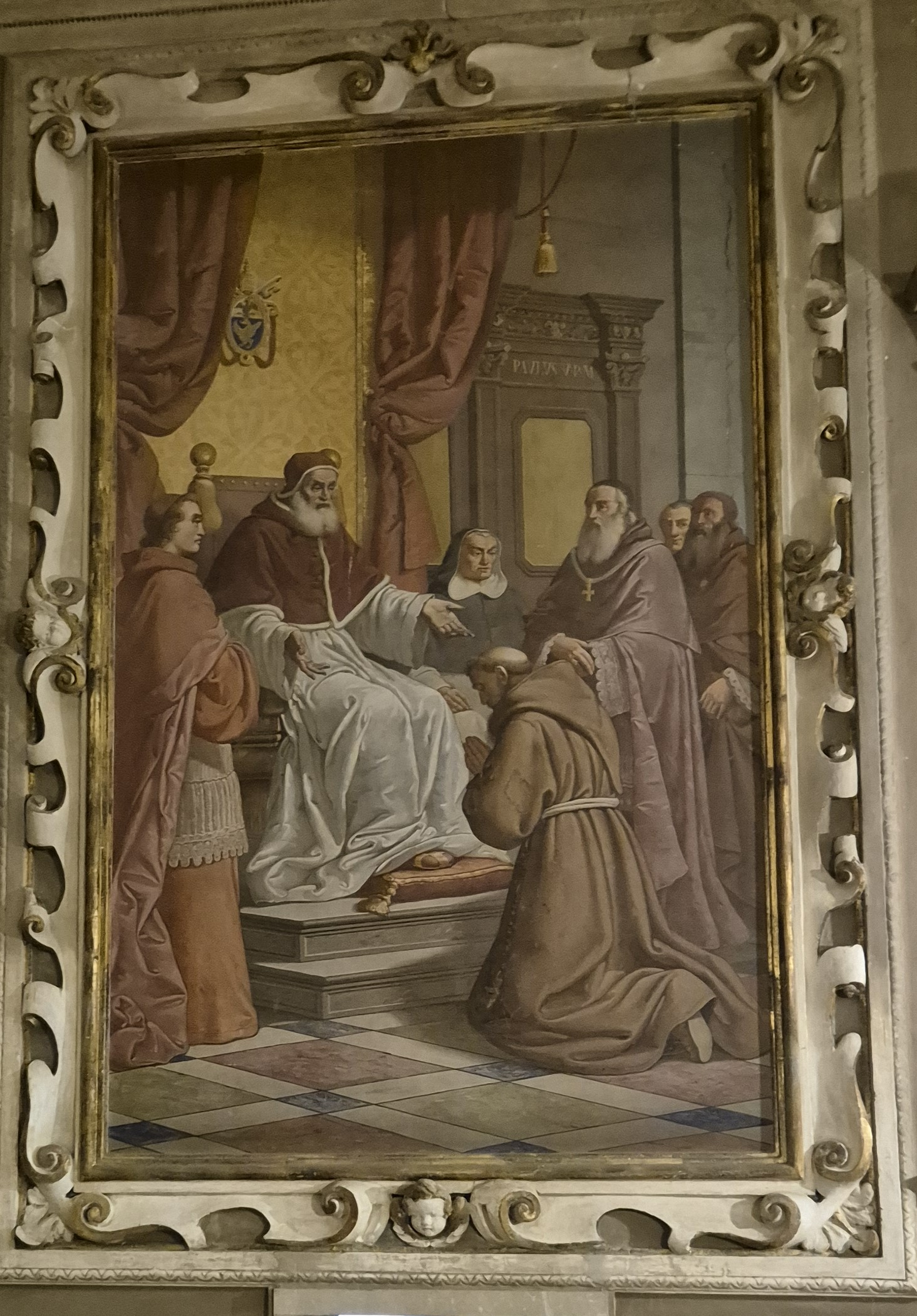
Pompeo Randi, Paolo V nomina San Lorenzo da Brindisi ambasciatore in Spagna, 1861, affresco, 400x212, Forlì, Santa Maria del Fiore

Nei due grandi affreschi laterali, incorniciati da una cornice in stucco che simula due grandi tele, vengono raffigurate due scene della vita di San Lorenzo da Brindisi, frate cappuccino morto nel 1619 e all’epoca della realizzazione degli affreschi solo beato (fu santificato nel 1881, gli affreschi sono del 1861). Il primo episodio vede un Lorenzo più giovane ricevere l’incarico dal papa Paolo V di recarsi in Spagna per chiedere supporto a re Filippo III per la Lega Cattolica tedesca (1609). In questo caso Randi prende ispirazione dall’opera dipinta da Luigi Sabatelli nella Villa Puccini di Pistoia (Raffaello davanti a Giulio II1840) e sceglie di raffigurare il papa non con le fattezze di Paolo V, ma con quelle di Giulio II, ispirandosi a un ritratto di Raffaello. Il papa è però chiaramente identificabile dallo stemma della famiglia Borghese e dalla scritta sull’architrave. Tutti i volti in generale sono espressivi e risultato di studi di persone reali in cui Randi eccelleva. La costruzione prospettica e solida, esaltata dal pavimento a scacchiera è impostata su una piramide ruotata che ha il vertice nel volto del pontefice e la diagonale principale nel corpo del frate di cui viene così a essere messo in evidenza il saio e il cordone. Il colore bianco della veste, posto nel centro, crea un fulcro visivo.

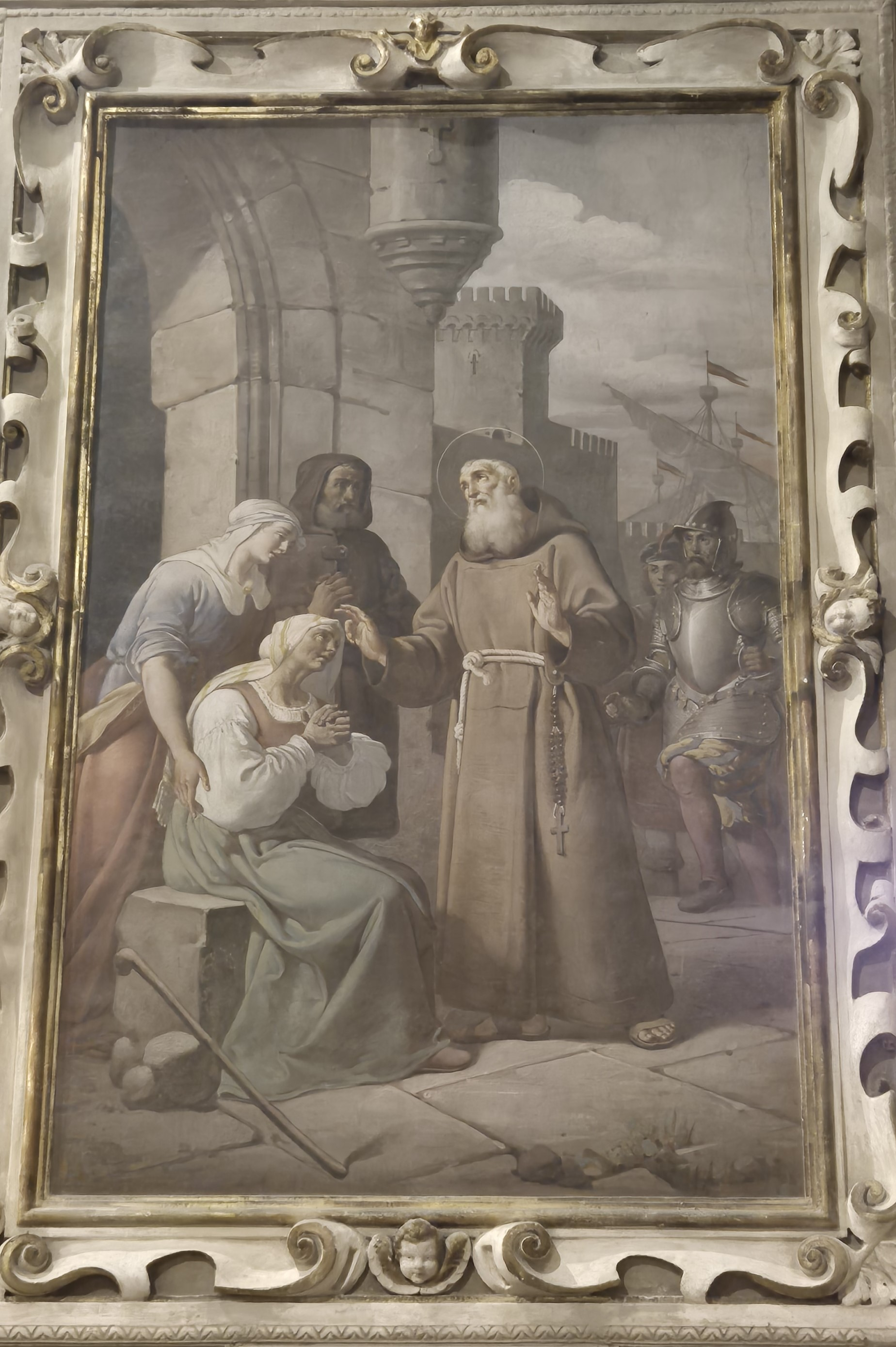
Pompeo Randi, San Lorenzo da Brindisi guarisce un’inferma, 1861, affresco, 400x212, Forlì, Santa Maria del Fiore

L’altro dipinto rappresenta invece la guarigione di un’inferma. In questo dipinto è chiara la vicinanza del pittore alla pittura romantica di matrice italiana, che ha in Francesco Hayez il maggiore esponente. Questo è evidente nel gusto per i costumi e per le armature e per un effetto favolistico dato dal castello di cui sono evidenti le grandi pietre e le merlature. Di Pompeo Randi sono anche gli angeli sul fronte. Il pittore ha dipinto svariate figure di angeli in tutta la chiesa, sull’altare sono bambini, in consonanza con la figura di Maria e Gesù, mentre nelle cappelle laterali hanno aspetto più vario. Grande abilità dell’autore è stata quella di integrare il suo intervento con le preesistenze secentesche..

#### Statue degli Evangelisti
Sempre sull’altare si trovano le statue dei quattro Evangelisti con relativi simboli. Sono realizzati nel 1885 da Gaetano Vitené (1826–1906), artista faentino specializzato in arte sacra, formatosi nella bottega Ballanti Graziani. Teste, mani e piedi sono in cartapesta e gesso applicati a manichini su cui sono posti teli di lino ammollati in colla calda lavorati dall'artista. Il tutto è ricoperto di cartapesta e rifinito. Nonostante siano realizzate in materiali poveri, queste sculture sono inserite con sapienza nelle nicchie di forme classiche. Sempre della stessa bottega Ballanti Graziani, o comunque di ambito faentino, sono le altre statue presenti nella chiesa: San Giuseppe, San Felice di Cantalice con il Bambino, Nazareno, la Madonna Addolorata, San Giuseppe e i due Angeli portacandela (dell’Ottocento) San Francesco, la Vergine Immacolata e le statue nella grotta di Sant'Antonio in fondo alla chiesa (del Novecento). A differenza di queste, però, che sono colorate, le statue degli Evangelisti sono bianche, in linea con la struttura barocca, simulando stucchi e per armonizzarsi con i colori del presbiterio dove prevalgono il bianco, il rosso dei marmi e le decorazioni dorate delle profilature, dei raggi e dei candelabri.

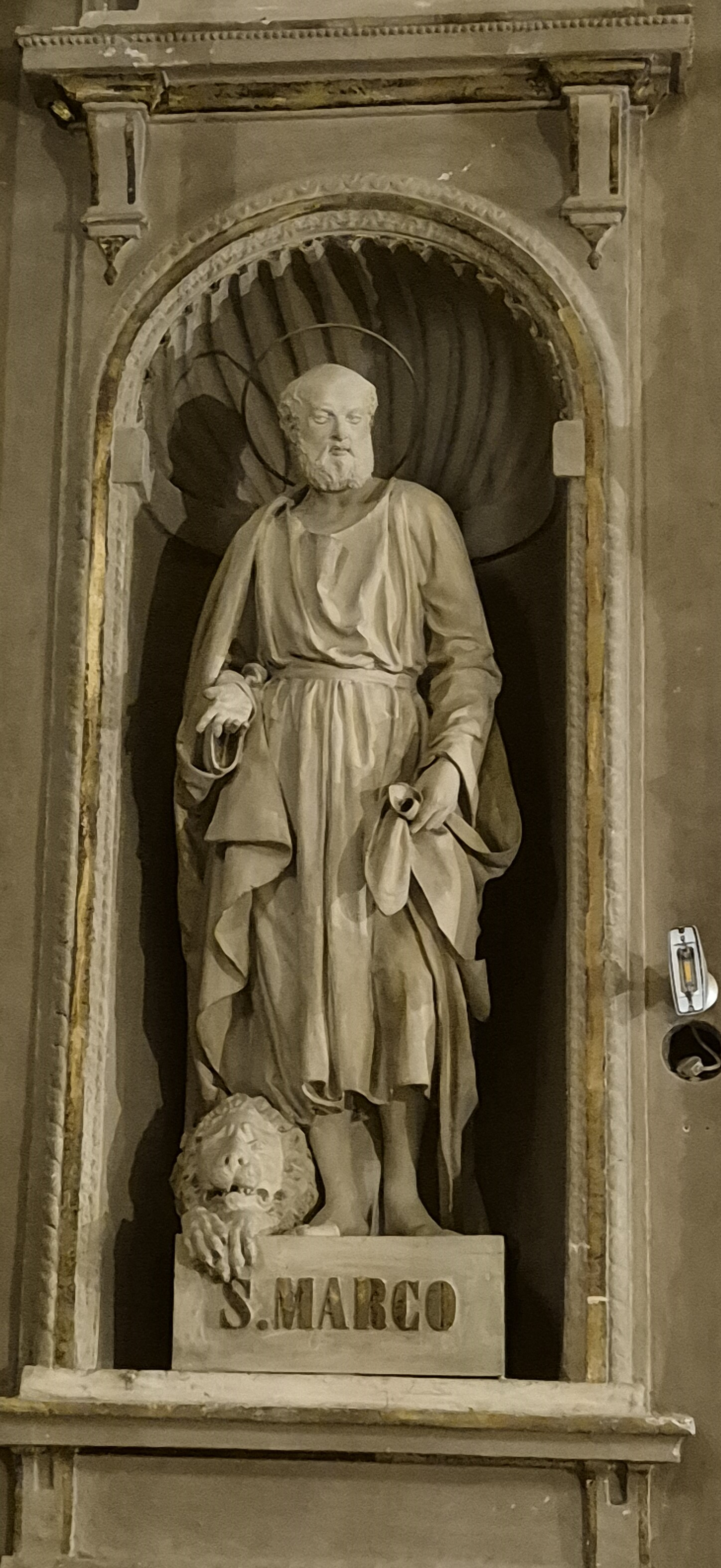
Gaetano Vitenè, 1885, San Marco, gesso modellato, dipinto, iuta, metallo trafilato, h 230 cm, Forlì, Santa Maria del Fiore
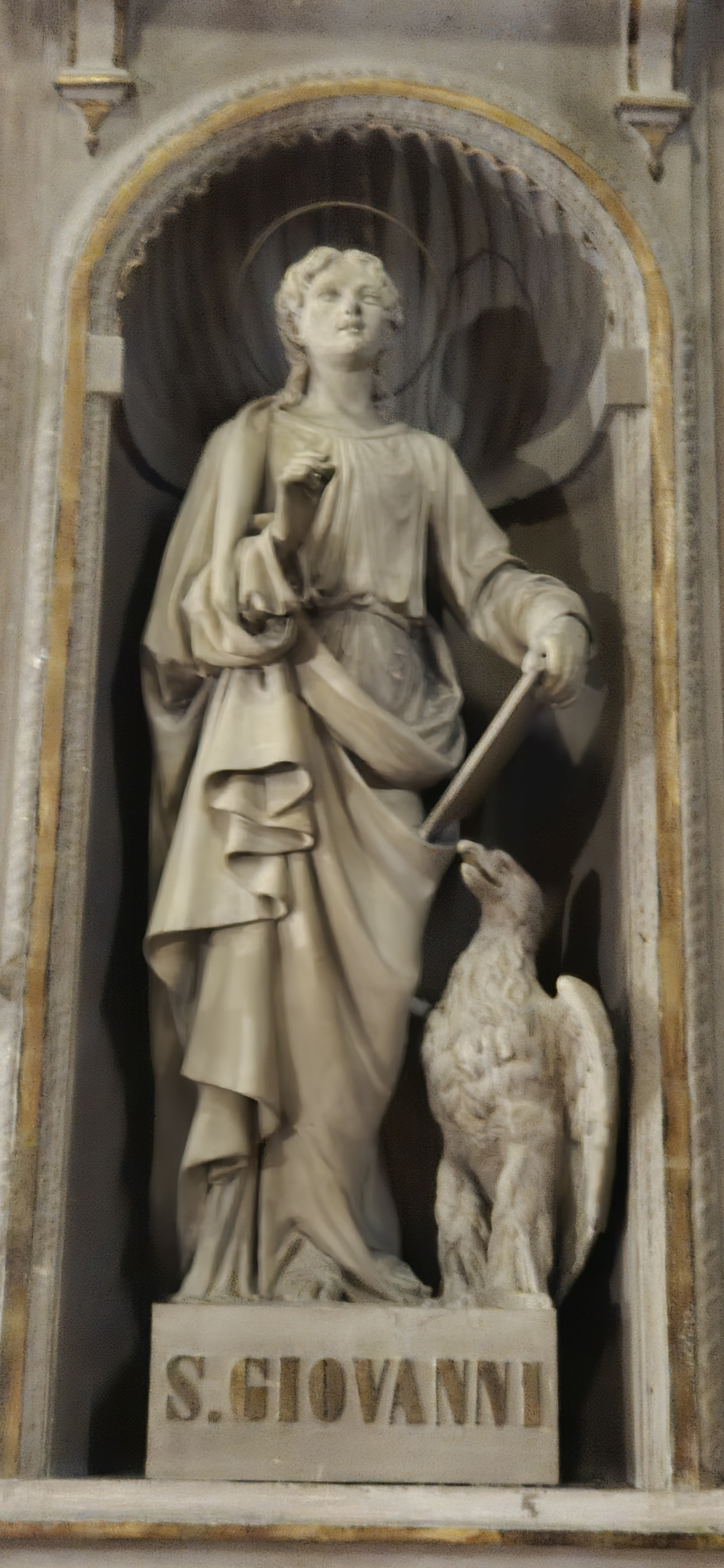
Gaetano Vitenè, 1885, San Giovanni, gesso modellato, dipinto, iuta, metallo trafilato, h 230 cm, Forlì, Santa Maria del Fiore
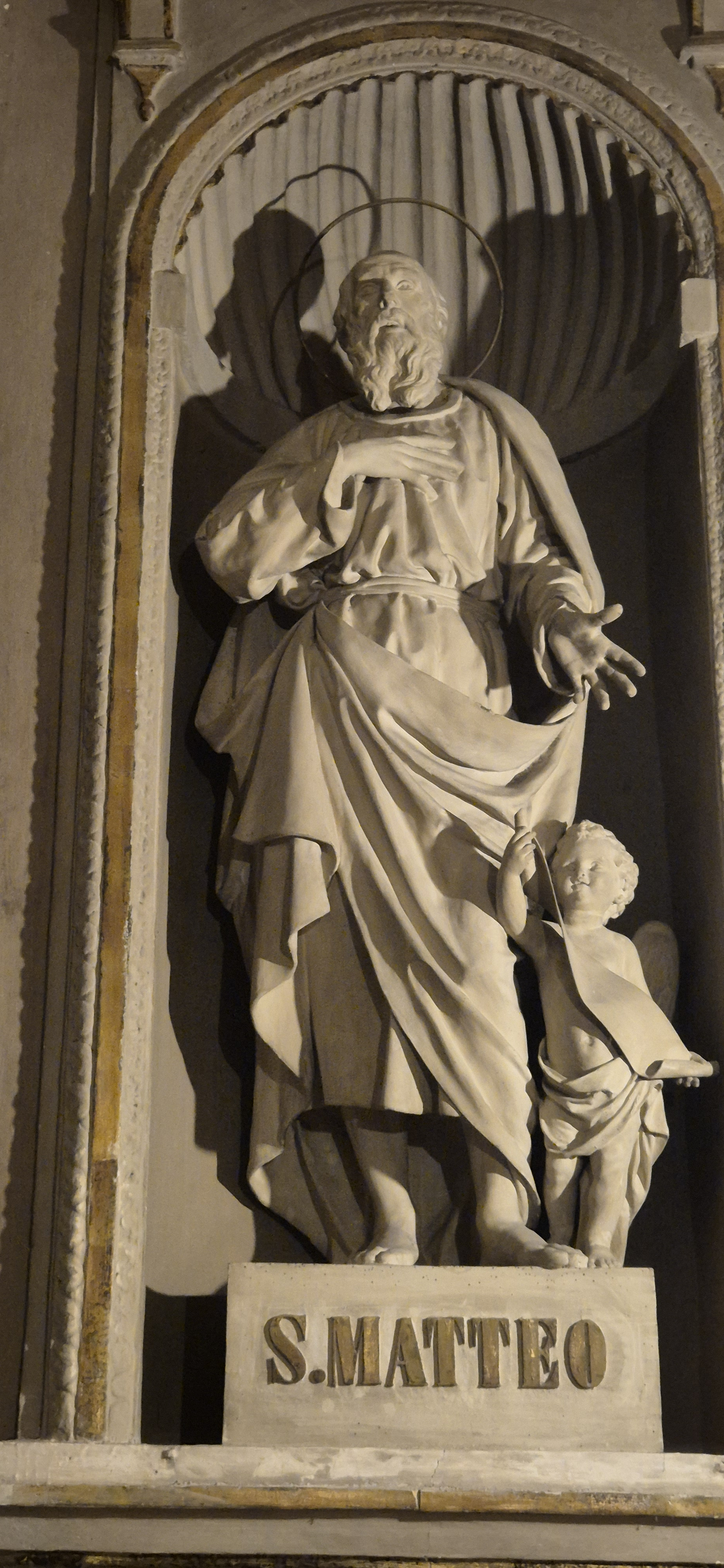
Gaetano Vitenè, 1885, San Matteo, gesso modellato, dipinto, iuta, metallo trafilato
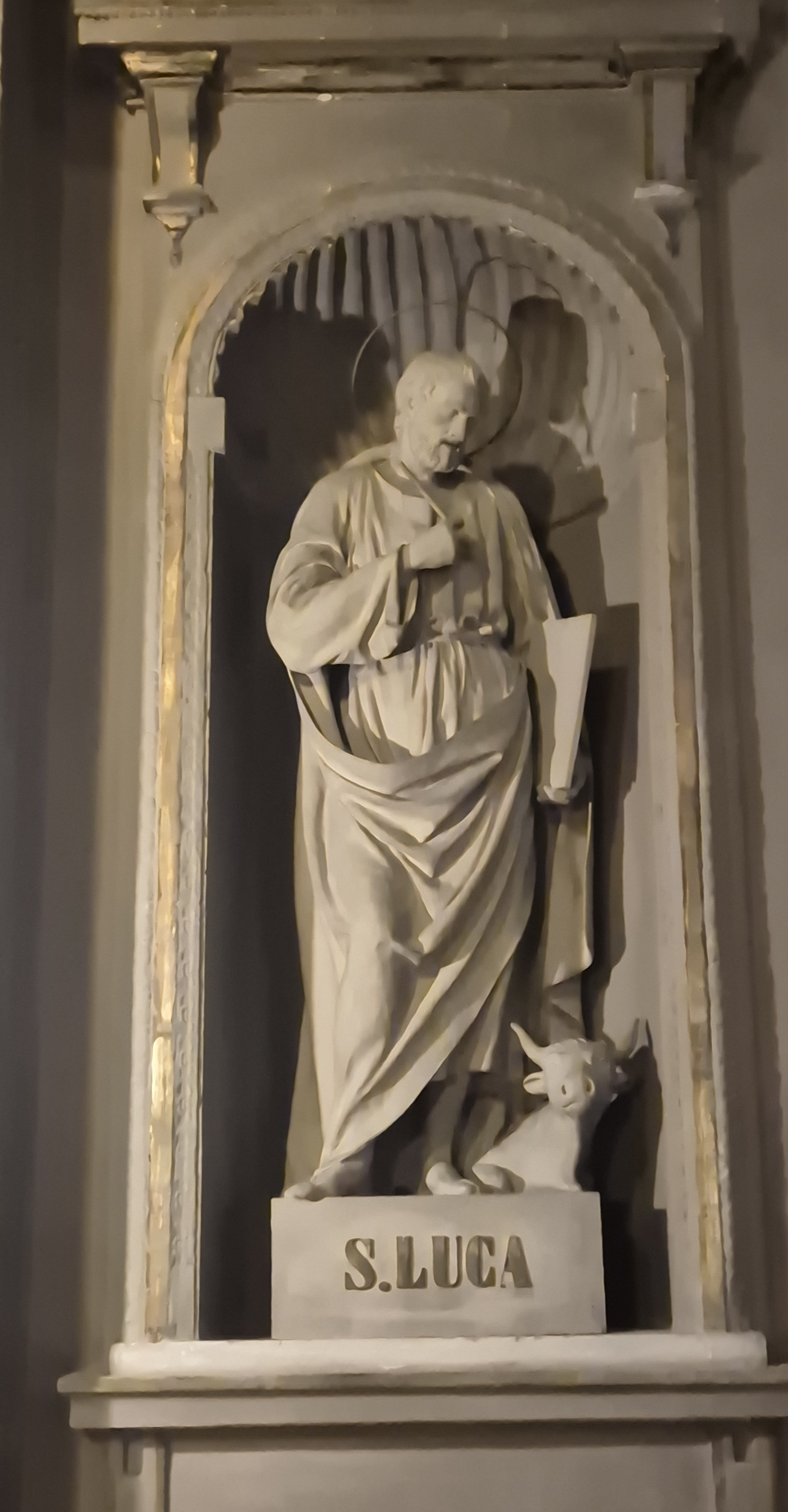
Gaetano Vitenè, 1885, San Luca, gesso modellato, dipinto, iuta, metallo trafilato, h 230 cm, Forlì

### Cappelle laterali
Le cappelle laterali hanno un’impostazione ricorrente: altare ligneo dipinto a finti marmi con tabernacolo, sopra, una statua singola di ambito faentino o un affresco nelle due cappelle centrali, in entrambi i casi si trovano architetture dipinte o in bassorilievo che finiscono con un arco. Nelle risulte degli archi si trovano angeli e più sopra, nelle lunette, figure femminili allegoriche, angeli e scene sono dipinte da Pompeo Randi. Il soffitto, risalente a periodi diversi a seconda delle cappelle, mostra immagini e cartigli con iscrizioni in tema con la dedicazione della cappella e fiori. 

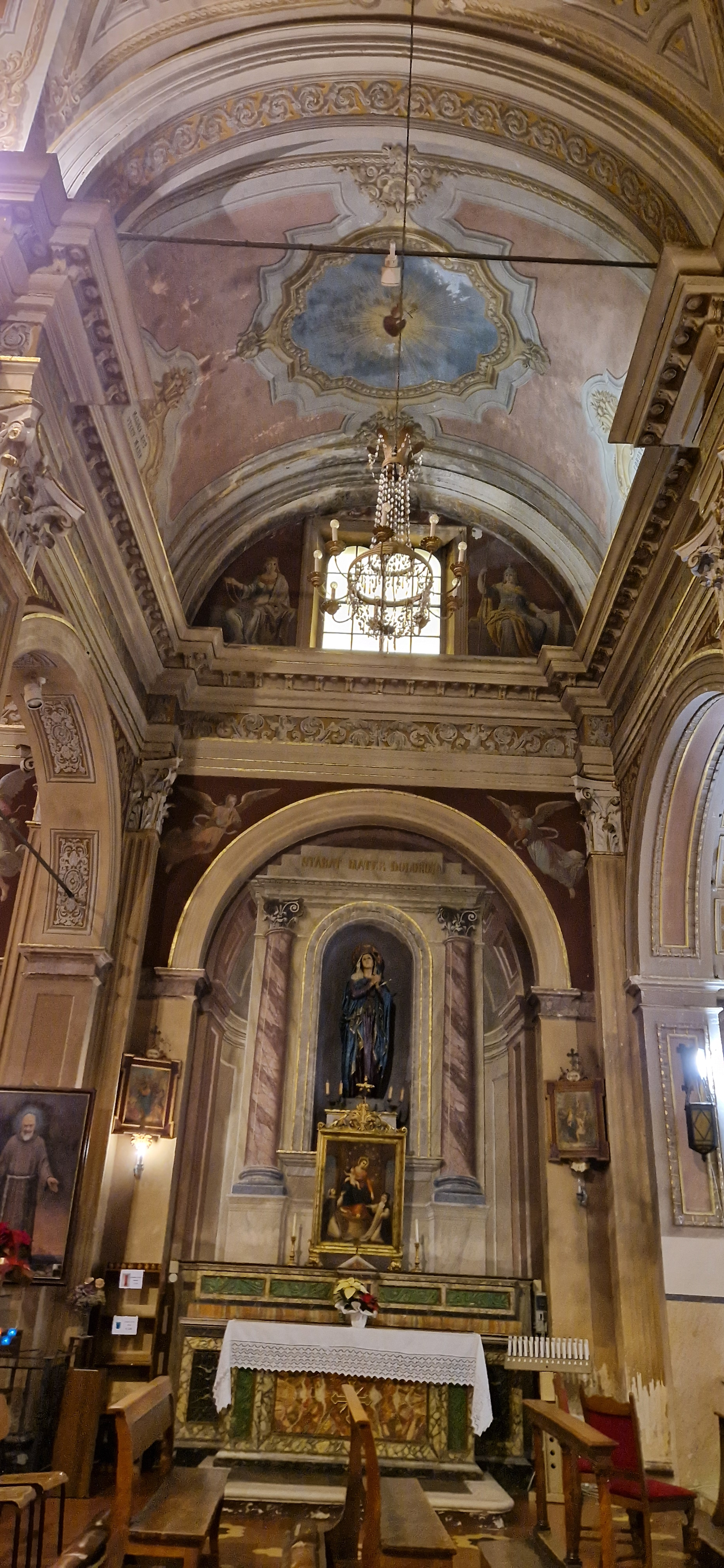
Cappella dell'Addolorata

#### Cappella dell’Addolorata
La cappella dell'Addolorata è la prima a sinistra guardando l'altare. In questa e in quella di fronte, dedicata al Nazareno, si trovano figure allegoriche femminili dipinte che rappresentano le Virtù Cardinali. Sopra la statua della Madonna addolorata, presente in questa cappella, si vedono la Fortezza (donna armata con elmo, scudo e lancia) e la Temperanza (che ha in mano una corda, che raffigura la capacità di frenare le passioni, come una briglia). La statua, realizzata nell’Ottocento dalla bottega faentina Ballanti Graziani raffigura Maria Addolorata, ovvero sofferente per la morte del Figlio, rappresentato nel momento della passione nella cappella diametralmente opposta. Nel soffitto si trovano il cuore trafitto e le iscrizioni: Coronans coronabit te tribulatione (Incoronandoti ti coronerà di tribolazione, tratto da Isaia) e Magna est velut mare contritio tua (“La tua contrizione è grande come il mare”, tratto da Geremia), parole profetiche riferite a Gerusalemme e interpretate poi in funzione del dolore di Maria in occasione della morte del Cristo in chiave cristiana. Sopra Maria si trova scritto stabat Mater Dolorosa. A Maria sono associati anche due angeli giovinetti in preghiera.

#### Cappella del Nazareno

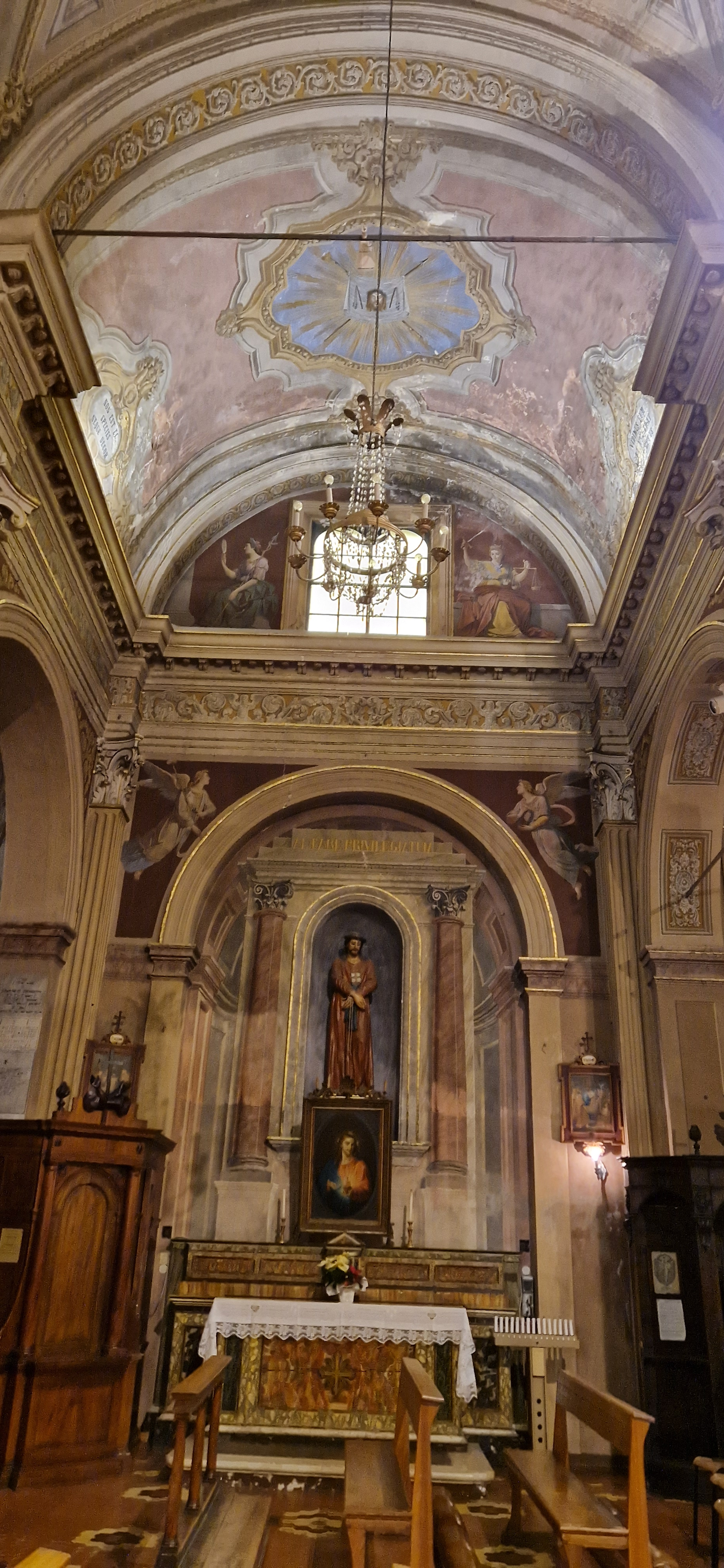
Cappella del Nazareno

La cappella del Nazareno è la prima a destra guardano verso l’altare. L'impostazione è la medesima di quella della Cappella dell'Addolorata. La statua, realizzata dalla bottega faentina Ballanti Graziani, rappresenta Cristo con la veste rossa. Nel soffitto si trovano dipinti il Velo della Veronica, la picca e la spugna. Le iscrizioni recitano Non est ei species neque decor; et vidimus eum, et non erat aspectus (Non ha bellezza né apparenza; l’abbiamo veduto: un volto sfigurato dal dolore), da Isaia e sono interpretate come profezie della Passione. Anche gli angeli associati concorrono alla raffigurazione della Passione, dato che hanno nelle mani il martello per i chiodi e la corona di spine. Sopra il Cristo si trova la dicitura in oro Altare privilegiatum. Le allegorie associate sono la Giustizia con la bilancia e la Prudenza con lo specchio e il serpente: si dice infatti che la prudenza con lo specchio veda anche dietro le proprie spalle, mentre il serpente rappresenta il tempo, indice che questa virtù va esercitata sempre.

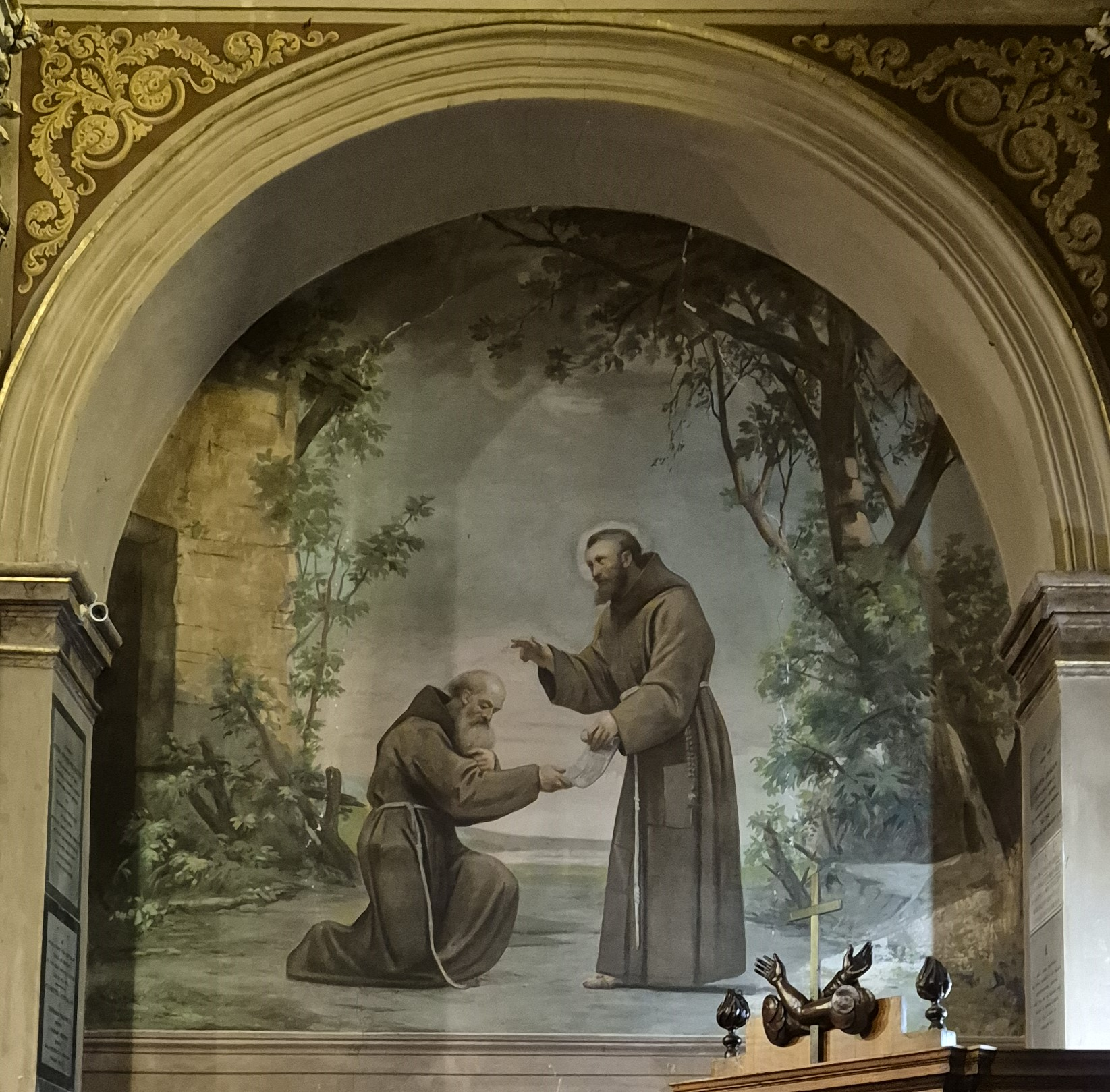
Alessandro Guardassoni, San Francesco benedice Frate Leone, affresco, 400x370

Lateralmente, all’ingresso del Piccolo Coro che conduce alla Sagrestia, si trova un affresco del pittore bolognese Alessandro Guardassoni, lo stesso che ha realizzato la Pietà in controfacciata. Impostato da Pompeo Randi, come testimoniano dei lavori preparatori in cui il paesaggio era maggiormente elaborato, viene finito da Guardassoni con maggiore rigore formale. Rappresenta San Francesco che consegna a Frate Leone la Chartula.

#### Cappella dell'Immacolata Concezione

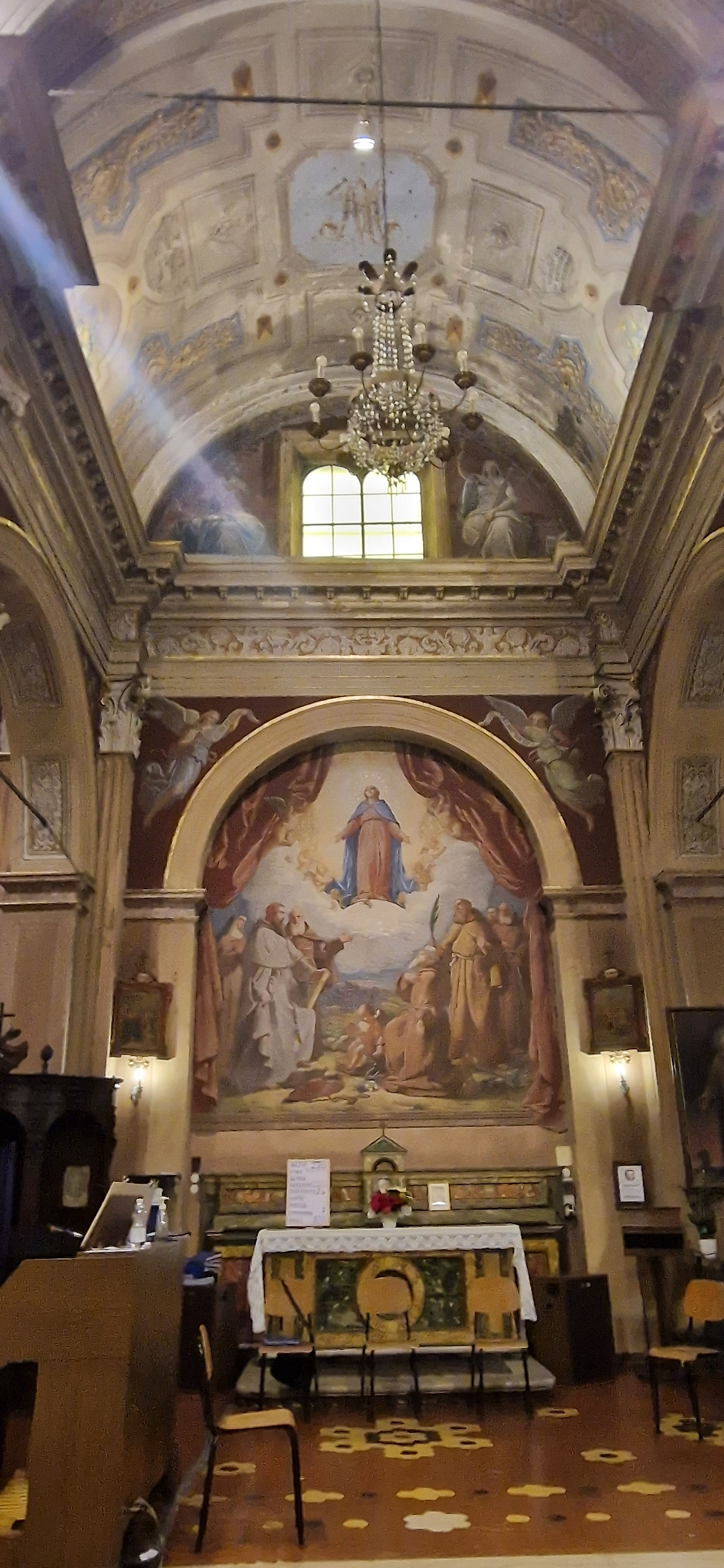
Cappella dell'Immacolata Concezione

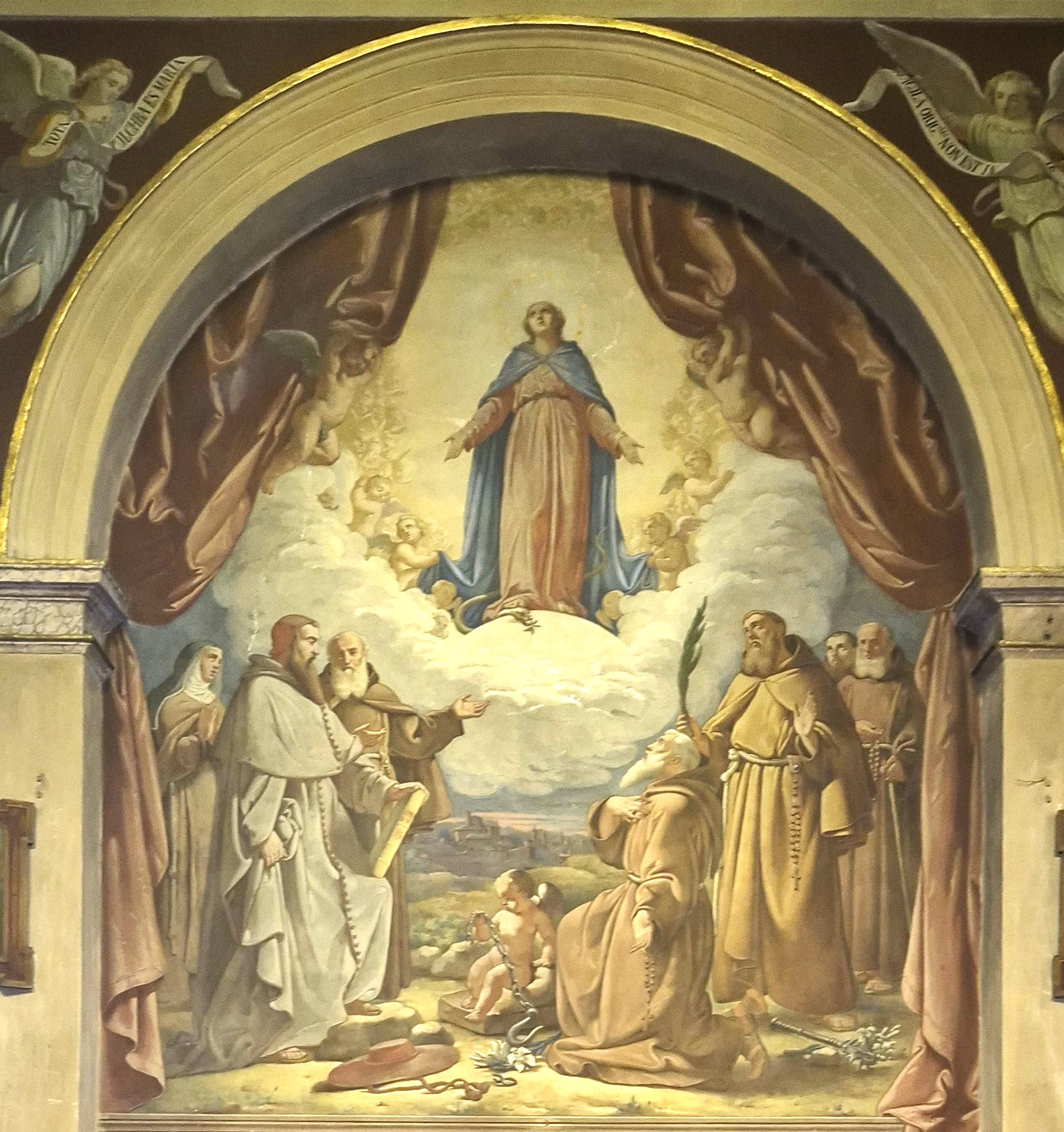
Pompeo Randi, Immacolata Concezione, 1861, affresco, 410x380, Forlì, Santa Maria del Fiore

La cappella prende il nome dall’affresco di Pompeo Randi che rappresenta l’Immacolata Concezione, un dogma che all’epoca in cui è stato dipinto l’affresco era appena stato proclamato (l’affresco è del 1861, il dogma viene proclamato da Pio IX nel 1854). Di questo affresco esiste un bozzetto preparatorio a olio su tela nella Pinacoteca di Forlì. La composizione è impostata come se fosse una scena teatrale, con degli angeli che discostano un fastoso drappo rosso che funge da sipario. L'iconografia dell’Immacolata riprende quella della Donna dell'Apocalisse: incoronata di dodici stelle, vincitrice del serpente, che sta schiacciando con un piede. Sotto di lei si trova una veduta di Forlì con al centro il convento dei cappuccini come si presentava allora (si nota anche la chiesa di San Mercuriale) e dei santi radunati in preghiera: sono, da sinistra, santa Chiara (per il cui volto posò Geltrude Piraccini, la stessa che posò per Santa Veronica dello sportello sull’altare), san Bonaventura da Bagnoregio, biografo di san Francesco e cardinale (ha ai piedi il tipico cappello rosso) e un frate cappuccino. Dall’altra parte si vedono invece, inginocchiato san Lorenzo da Brindisi, a cui sono dedicati anche i dipinti sull'altare, san Fedele da Sigmaringen, missionario tedesco morto martire (ha la palma del martirio), ucciso fuori della chiesa con una mazza, strumento che si vede ai suoi piedi e altri due monaci francescani. I volti dei personaggi sono stati studiati dal pittore in studi preparatori a olio, anch’essi presenti nei depositi della Pinacoteca, dove si evidenzia l'uso di modelli reali, di cui alcuni gli stessi monaci presenti nel convento all’epoca della realizzazione dell'opera. L'idea del drappo richiama la Madonna Sistina di Raffaello, mentre l’impostazione di Maria in un cerchio dorato ricavato da angioletti si riferisce all'Assunta dei Frari di Tiziano, segno che Randi è pittore citazionista, conoscitore della storia dell’arte. Gli angeli giovani reggono due cartigli con iscrizioni Tota Pulchra es Maria e Macula originalis non est in Te ("Tutta Bella sei, Maria; Il peccato originale non è in te"), inizio della preghiera cristiana Tota pulchra es, del IV secolo: derivano dal Cantico e nel breviario romano vengono utilizzate come antifona ai primi e secondi Vespri dell’Immacolata Concezione. Le allegorie presenti nella lunetta rappresentano la Speranza (la donna a sinistra che porta un braccio al cuore e poggia su un’ancora) e la Fede (vestita di bianco, con il calice e l’ostia). Sulla volta a botte del soffitto si trova un monogramma mariano dato dall’intreccio delle lettere MRA (che stanno per il nome Maria) e le scritte Nunc diligunt eam in visione ("Ora La amano nella visione", tratta dall’Ecclesiastico) e Viderunt Eam et beatissimam praedicaverunt ("L'hanno vista e l'hanno detta Beatissima", tratta dal Cantico), entrambi riferimenti alla fede per Maria di chi la vede con gli occhi della preghiera.

#### Cappella di San Francesco

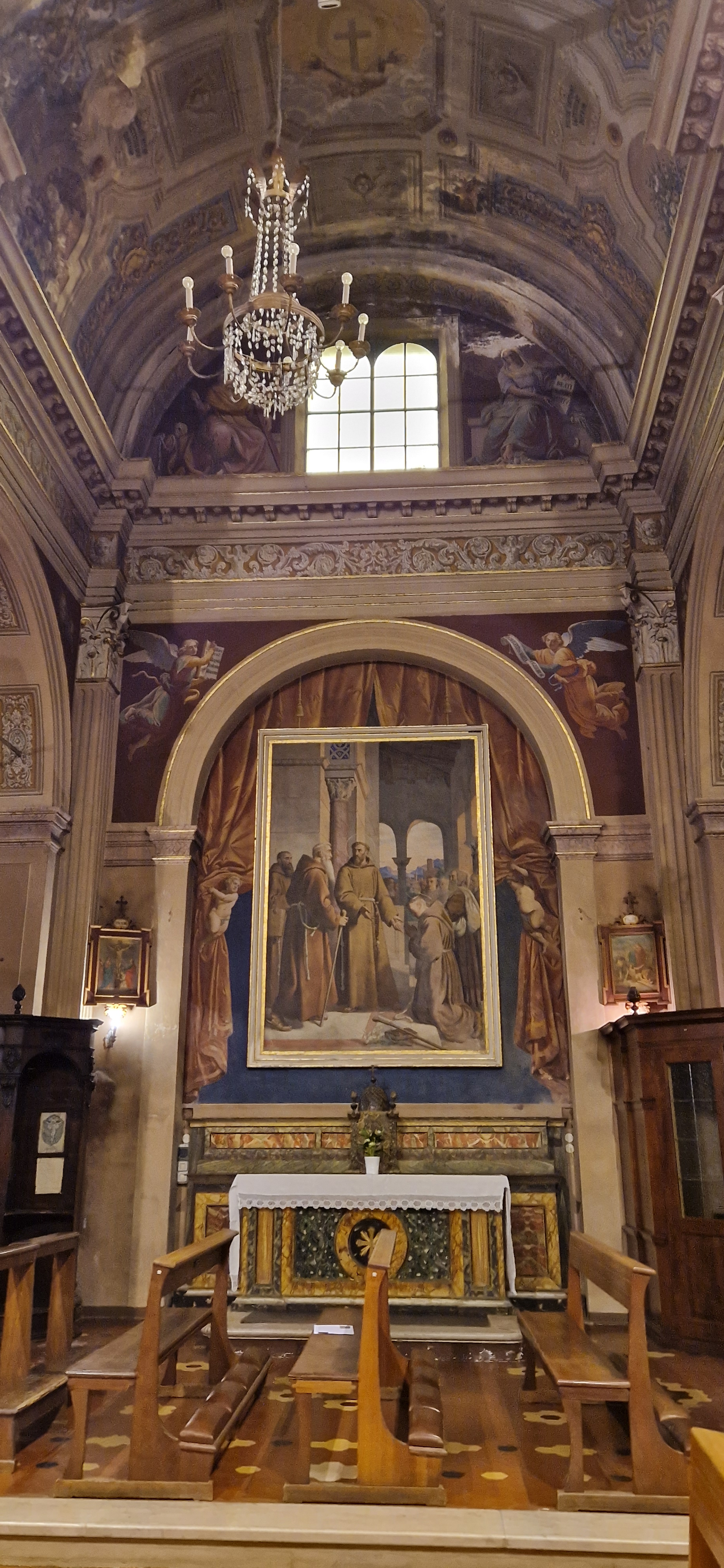
Cappella di San Francesco

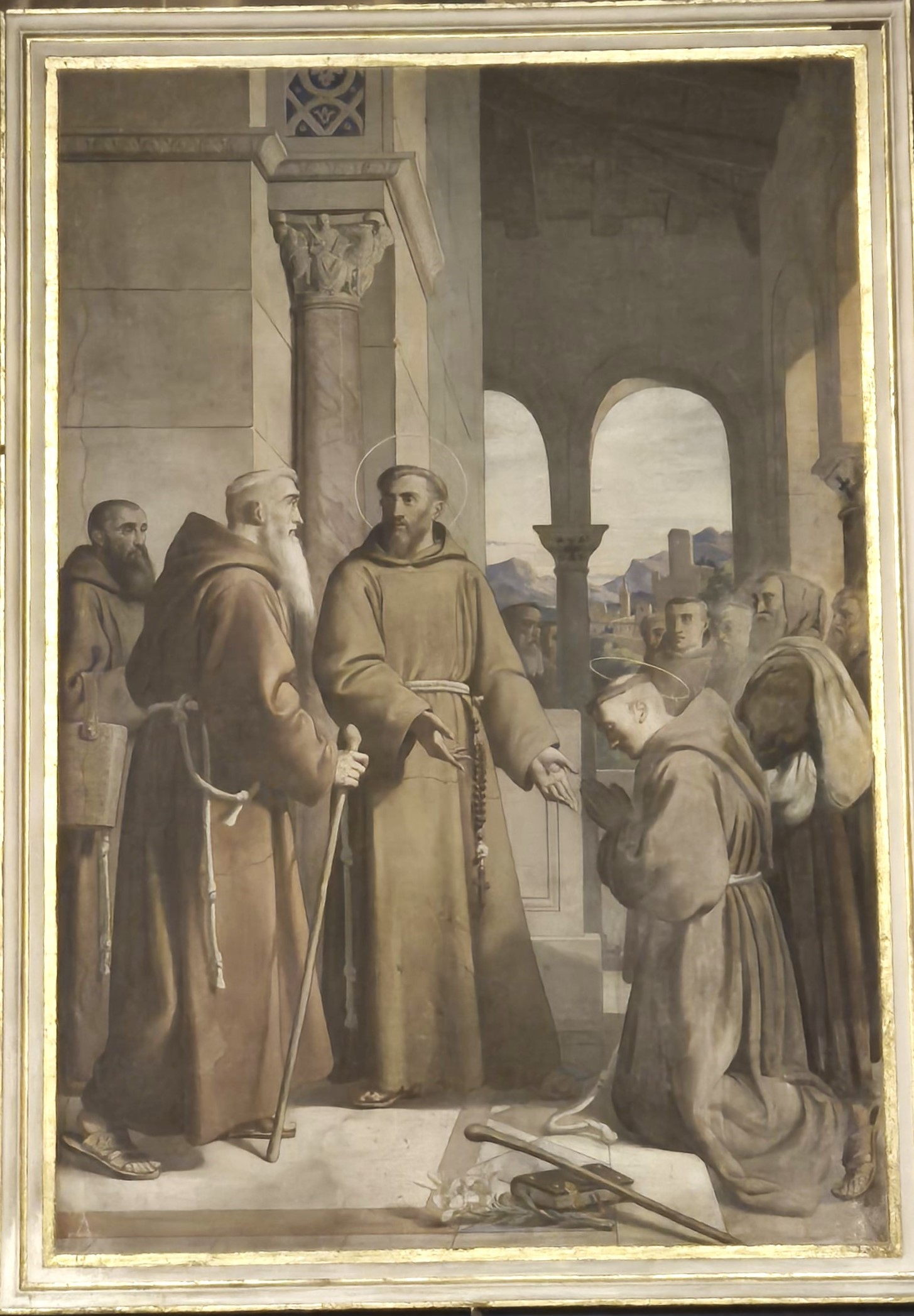
Pompeo Randi, San Francesco d'Assisi affida sant'Antonio da Padova a padre Graziano, affresco, 312x210

La cappella di San Francesco, come quella dell'Immacolata, che si trova davanti, è realizzata da Pompeo Randi. Il dipinto, pur presentando un drappo sostenuto da putti, è organizzato in maniera differente rispetto a quello speculare: infatti la scena principale viene profilata da una cornice in stucco che simula una pala d’altare. Raffigura San Francesco che raccomanda sant'Antonio di Padova al Provinciale di Romagna, padre Graziano. L'episodio si svolge nel 1221 e si riferisce al cosiddetto Capitolo delle Stuoie. Non ci sono testimonianze dirette di un incontro fra Francesco e Antonio, né di una raccomandazione al frate di Romagna. Tuttavia poi il giovane Antonio, rimasto senza collocazione, sarà accolto proprio da padre Graziano, che lo porta a Monte Paolo di Dovadola. La struttura è ispirata da dipinti di Francesco Hayez. La scena si svolge all'interno di uno spazio prospettico di ispirazione rinascimentale. La composizione è simmetrica e un muro solido viene associato a uno sfondato paesaggistico, con un'immagine di Assisi, visibile tramite le aperture ad arco del portico. Le figure dei frati sono monumentali, esaltate da volumi solidi e geometrie semplici. Prevalgono le tinte pastello per sottolineare la sobrietà dell’evento. Nella zona a destra, dove sono rappresentati i frati che partecipano al Capitolo, si nota un problema conservativo che riguarda la testa di uno di loro, forse dovuto a una goffa ridipintura successiva, tradizione vuole per far somigliare il volto al primo parroco della chiesa fatta parrocchia nel 1940, padre Venanzio Menegatti. Nella lunetta si trovano due allegorie che dovrebbero rifarsi all’ambito francescano: la Penitenza (che regge una croce e nella mano destra ha una frusta per flagellarsi, associata al teschio, simbolo di rifiuto della vanità) e la Povertà in Spirito (una figura con sguardo umile per la cui interpretazione viene in aiuto il cartiglio, dove si legge Beati Pauperes Spiritu, "Beati i Poveri in Spirito").

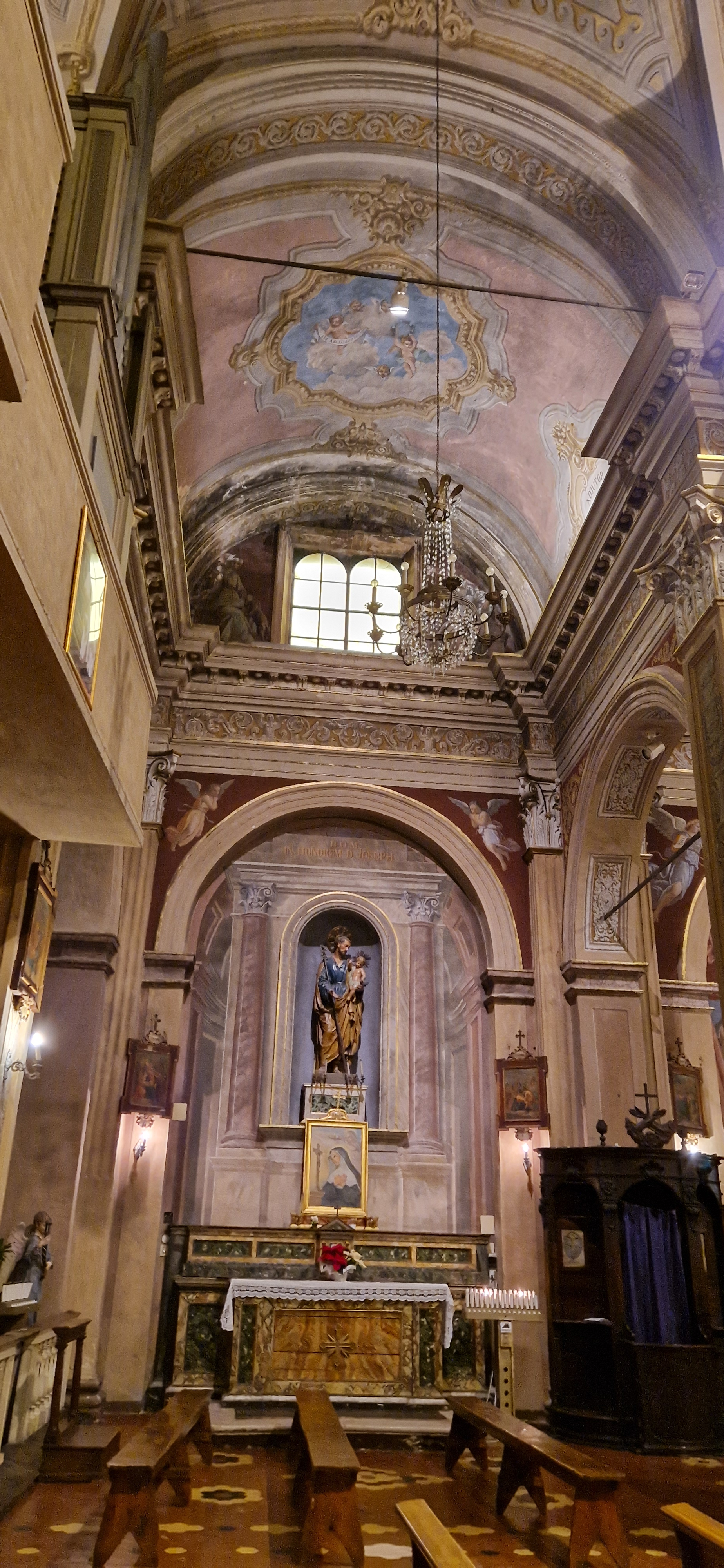
Cappella di San Giuseppe

#### Cappella di San Giuseppe
La cappella si trova a sinistra dell'entrata. La statua è realizzata, come le altre della chiesa, dalla ditta faentina Ballanti Graziani. Si tratta di una delle due dedicate alle figure di riferimento maschili per i monaci del convento, ovvero san Giuseppe, qui raffigurato con in braccio Gesù Bambino. Le lunette sono molto rovinate a causa di infiltrazioni di umidità. Potrebbero rappresentare la Pace (che ha una colomba e una fronda d'ulivo) e la Fedeltà, che ha vicino un cane. Giovani angeli si trovano anche nelle risulte degli archi e nel soffitto, in legame con la figura del Bambino e del tema dell'educazione dei giovani.

#### Cappella di San Felice

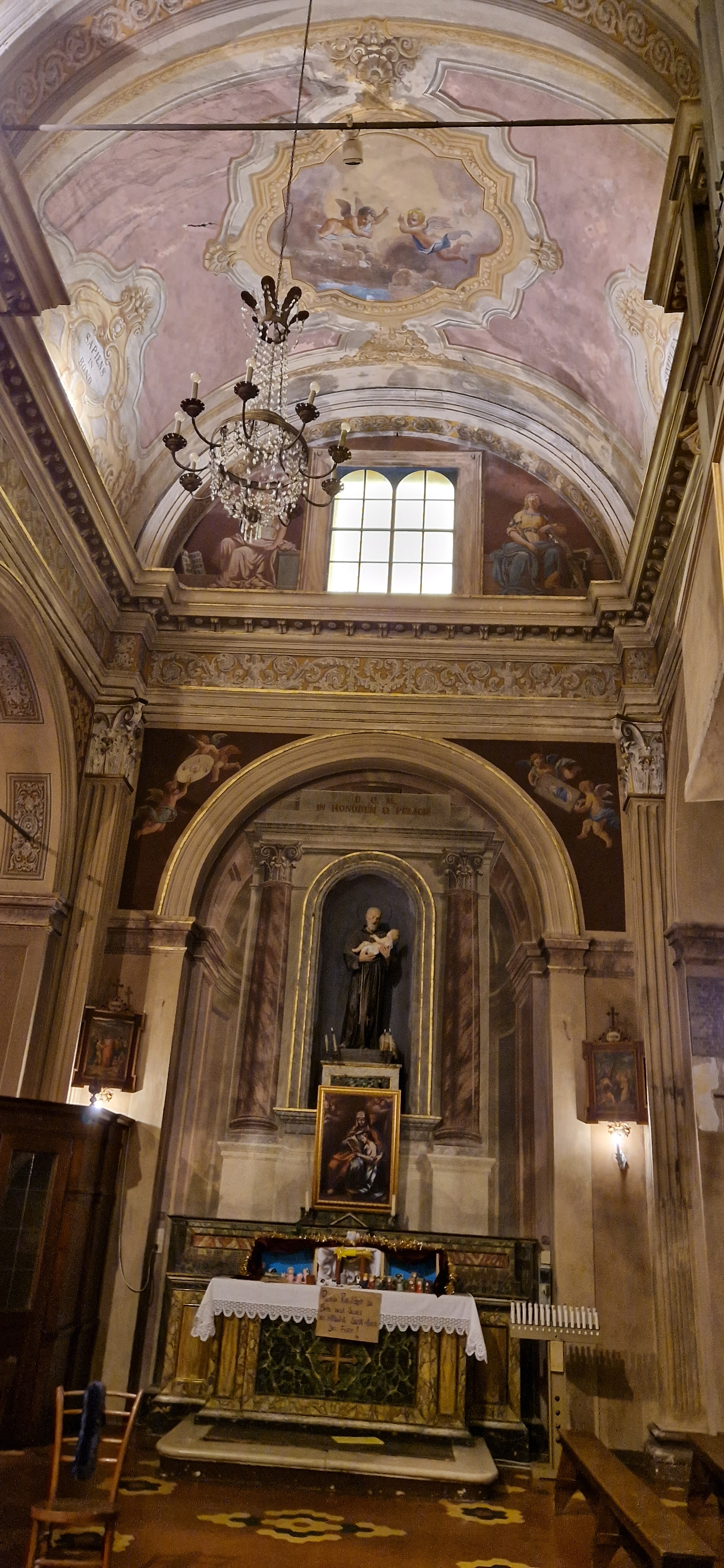
Cappella di San Felice

La prima cappella a destra dell'entrata è dedicata a San Felice da Cantalice, di cui è presente una statua della ditta Ballanti Graziani. I putti dipinti reggono in mano un vassoio con raffigurate le piaghe del Cristo (sinistra) e un'immagine dell'Immacolata Concezione (destra). Le allegorie delle lunette sono pesantemente rovinate e dunque di difficile interpretazione. La donna con colomba potrebbe essere la Purezza e l’altra l’Obbedienza, dato che ha in mano un crocifisso e si appoggia a un giogo con sopra scritto Suave est, indicando che il giogo dell’obbedire a Cristo è leggero.

#### Cappella del Crocifisso

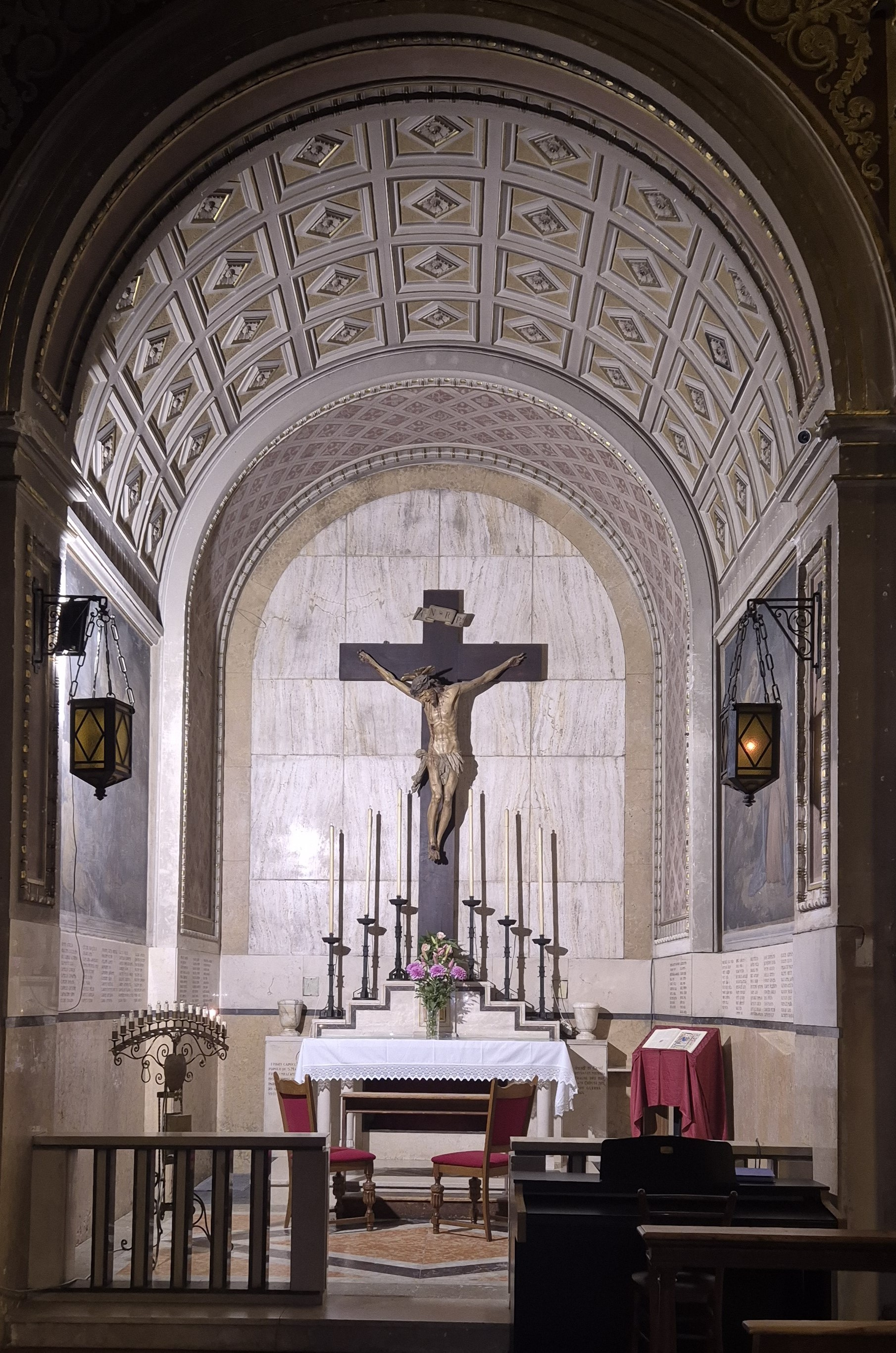
Cappella del Crocifisso

La cappella del Crocifisso è anomala rispetto alle altre, perché non contemporanea: è stata infatti edificata nel 1861 per contenere il Crocifisso. Quest'opera, in legno dipinto e di pregevole fattura è di autore non certo, ma si sa che proviene dalla Sicilia. Si tratta di un dono di un sacerdote scultore a padre Carlo Girolamo Severoli, che da Palermo lo portò con sé a Forlì quando fu trasferito. Cristo appare sofferente, con accentuazione delle ferite e del sangue e con l’espressione del volto contratta.

La cappella fu integrata da una decorazione ottocentesca a opera di Pompeo Randi che richiama il tema della Passione di Cristo: Gesù nell’orto degli ulivi e Gesù che sta andando al Calvario e incontra la Madre (che ricollega la vicenda con il culto mariano). Del 1950 è invece l’altare e la decorazione annessa, realizzati dallo scultore Ugo Savorana (1890–1984) con l’elenco delle vittime del bombardamento americano del 19 maggio 1944 che causò almeno 140 morti e distrusse il quartiere fra il Ponte del Vapore e la vecchia stazione, risparmiando però la chiesa.

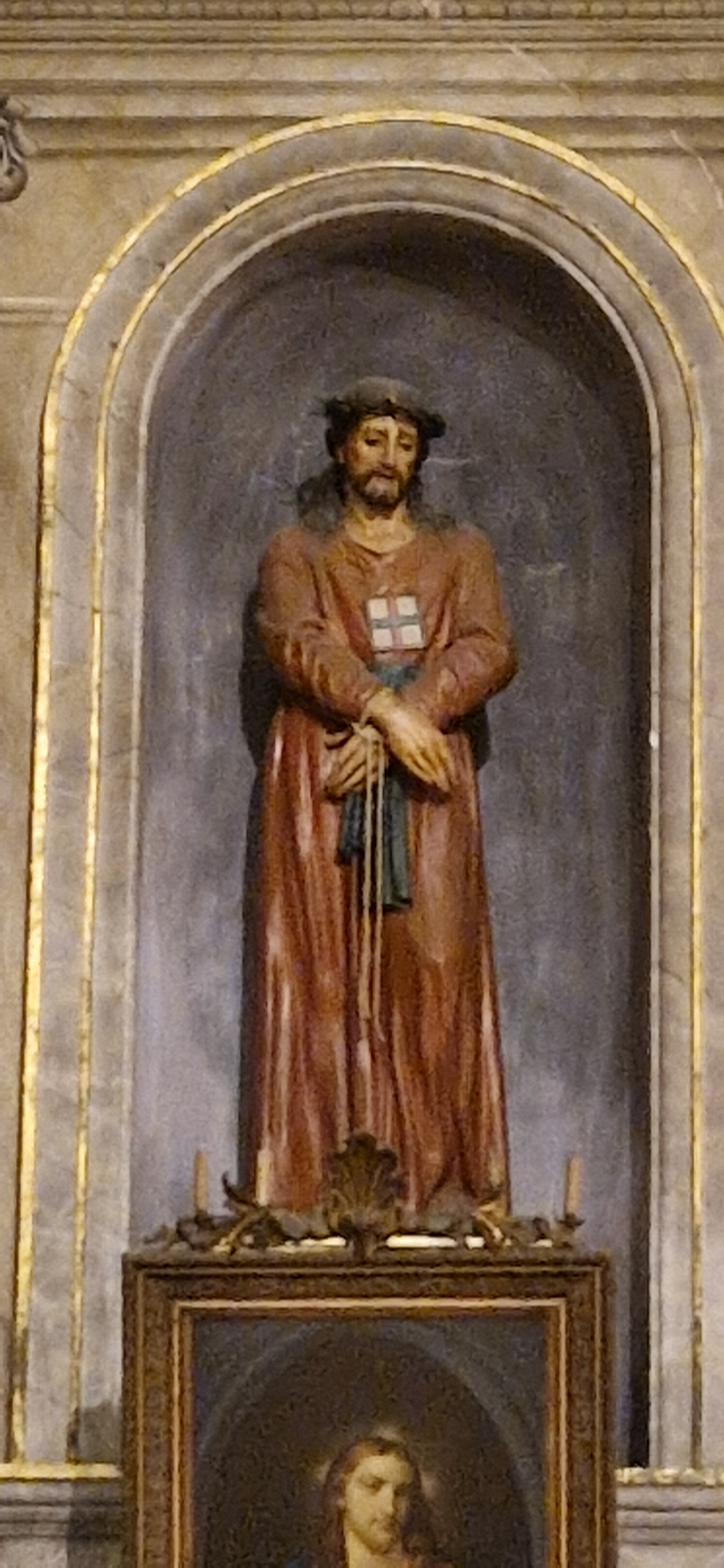
Bottega Ballanti-Graziani (Faenza), Cristo Nazareno, cartapesta policroma, h200, Forlì, Santa Maria del Fiore
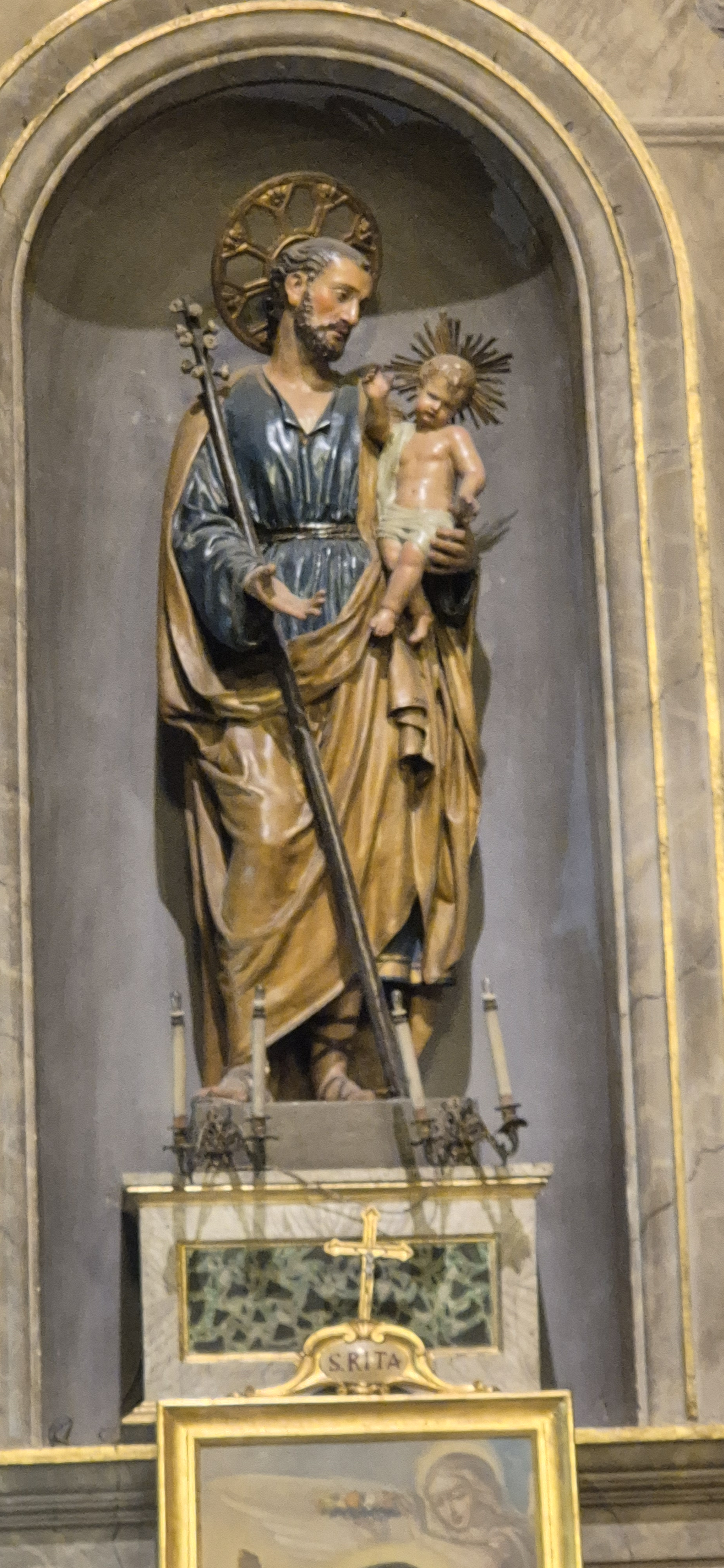
Bottega Ballanti-Graziani (Faenza), San Giuseppe, cartapesta policroma, h200, Forlì, Santa Maria del Fiore
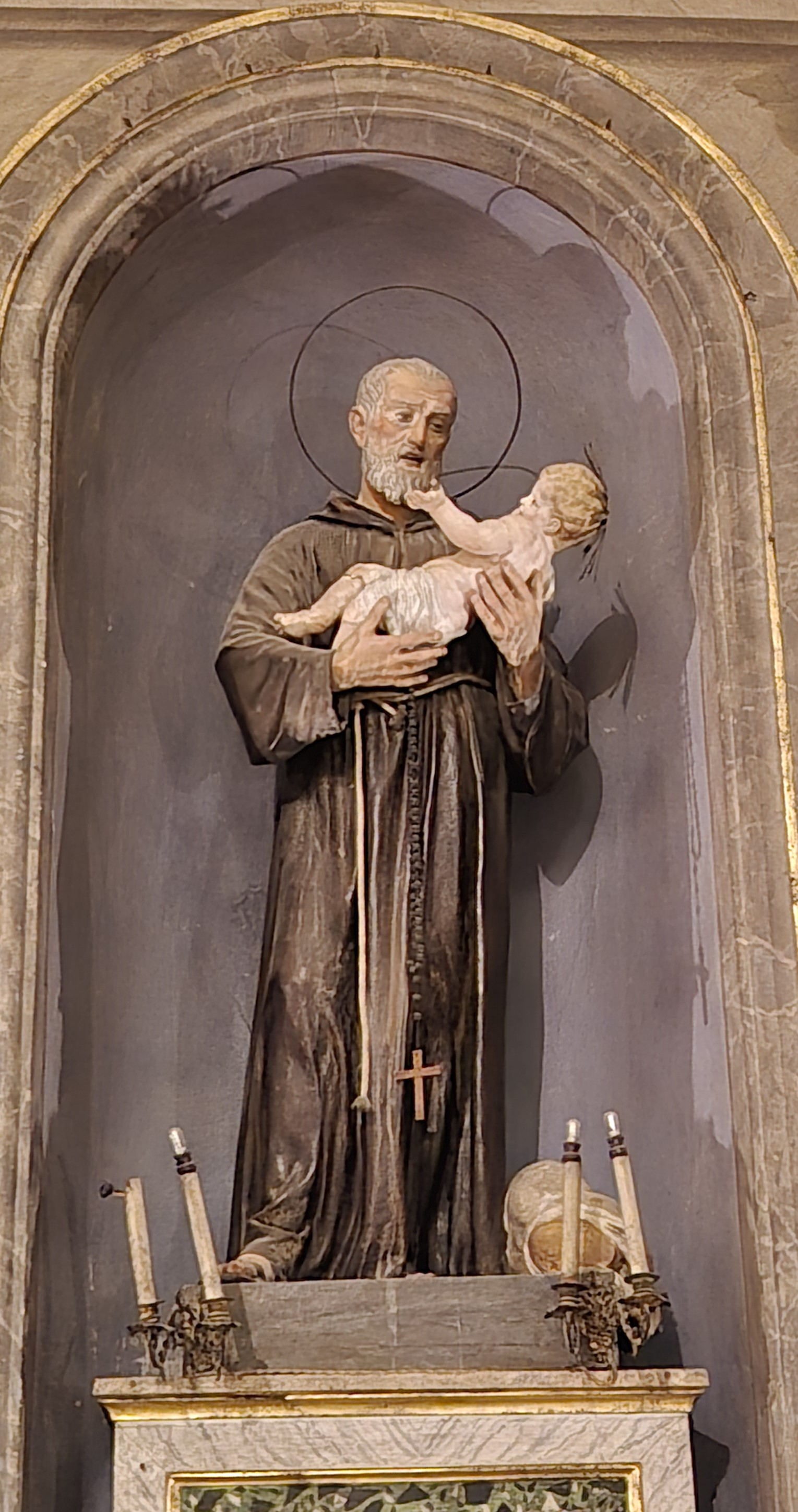
Bottega Ballanti-Graziani (Faenza), San Felice da Cantalice, Cartapesta policroma, h200, Forlì, Santa Maria del Fiore

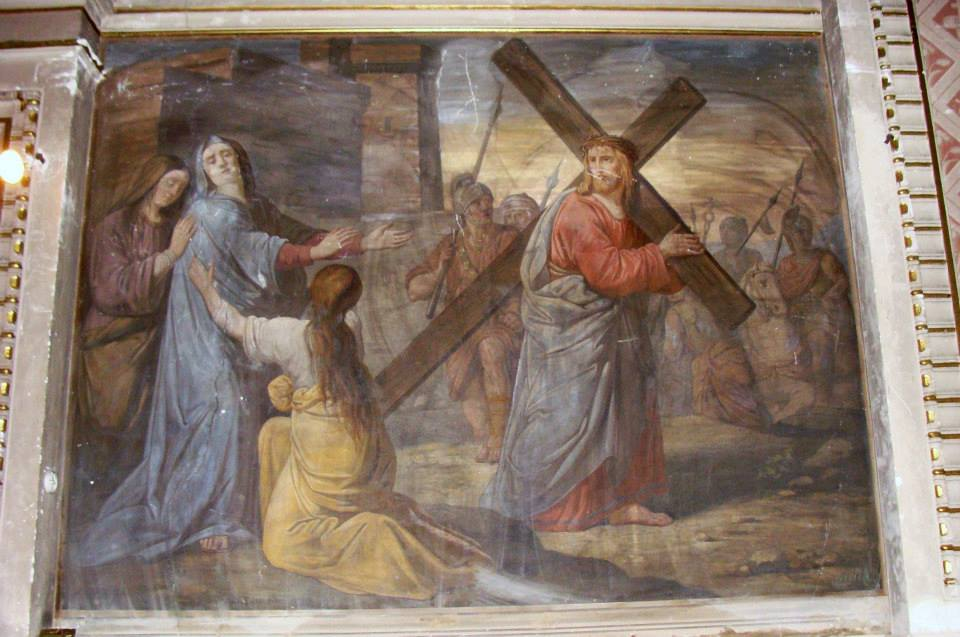
Pompeo Randi, L'incontro di Gesù con la Madre, 1865, affresco, 200x265
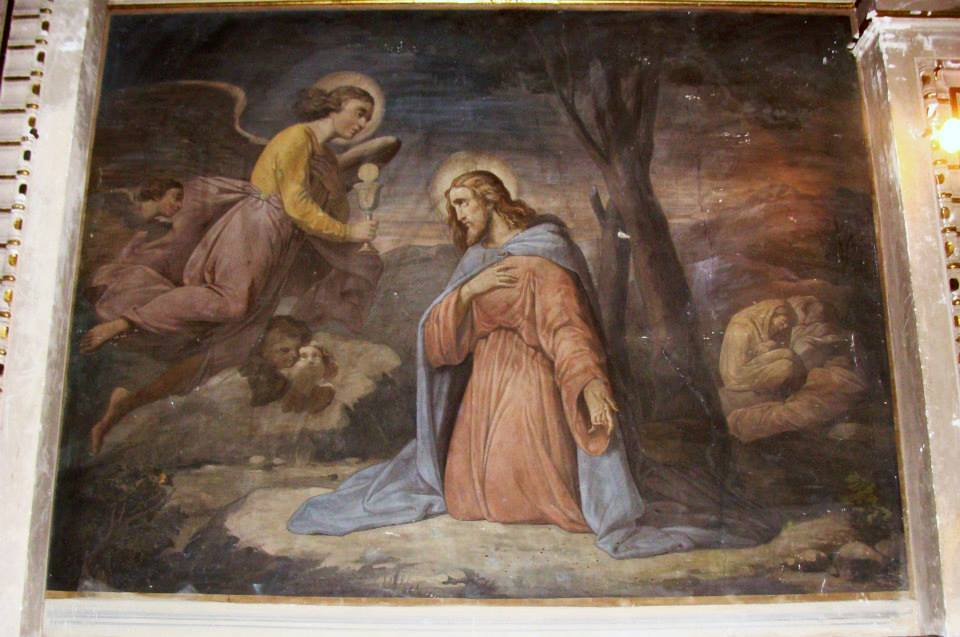
Pompeo Randi, Cristo dell'Orto degli ulivi, 1865, affresco, 205x265
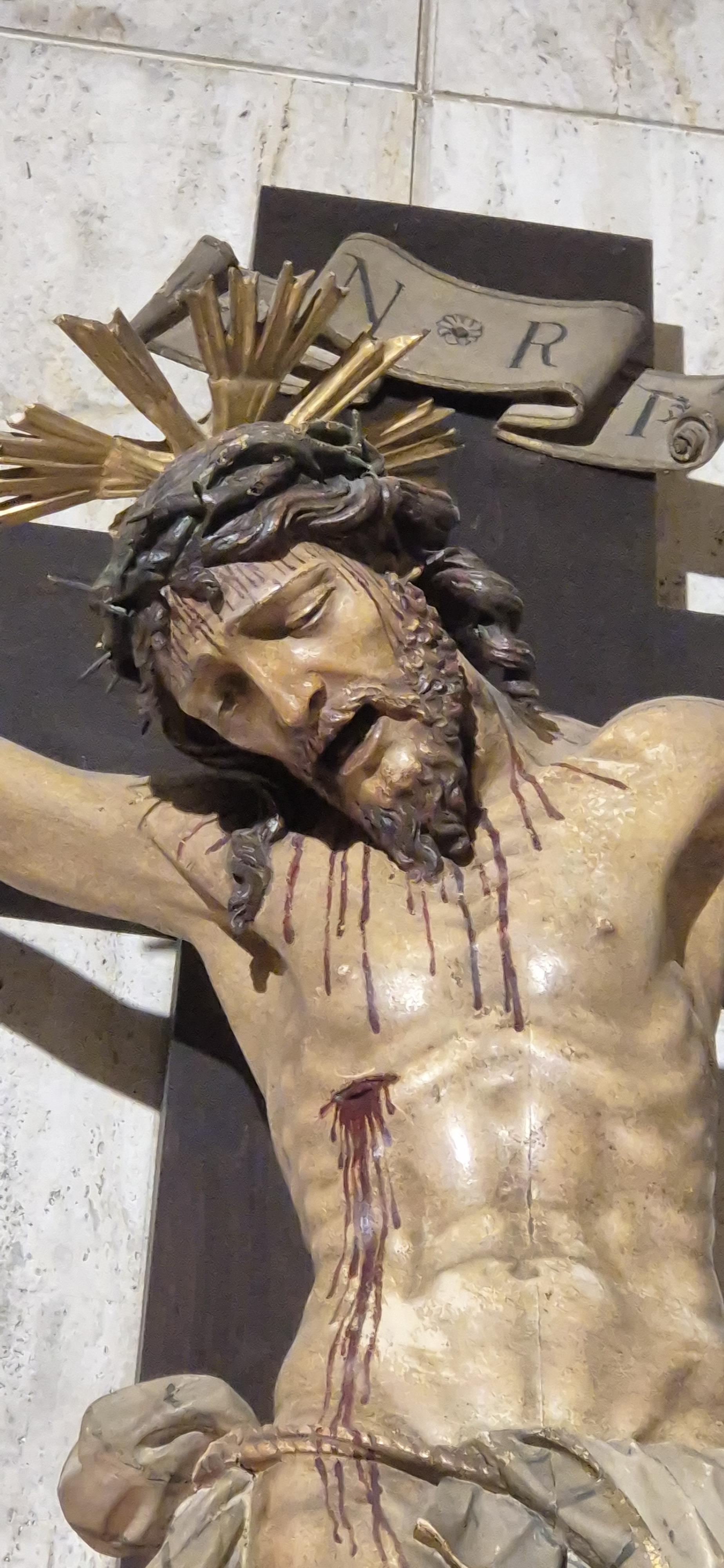
Ambito siciliano, Crocifisso, XVII secolo, legno intagliato policromo, 170x140, Forlì, Santa Maria del Fiore dettaglio

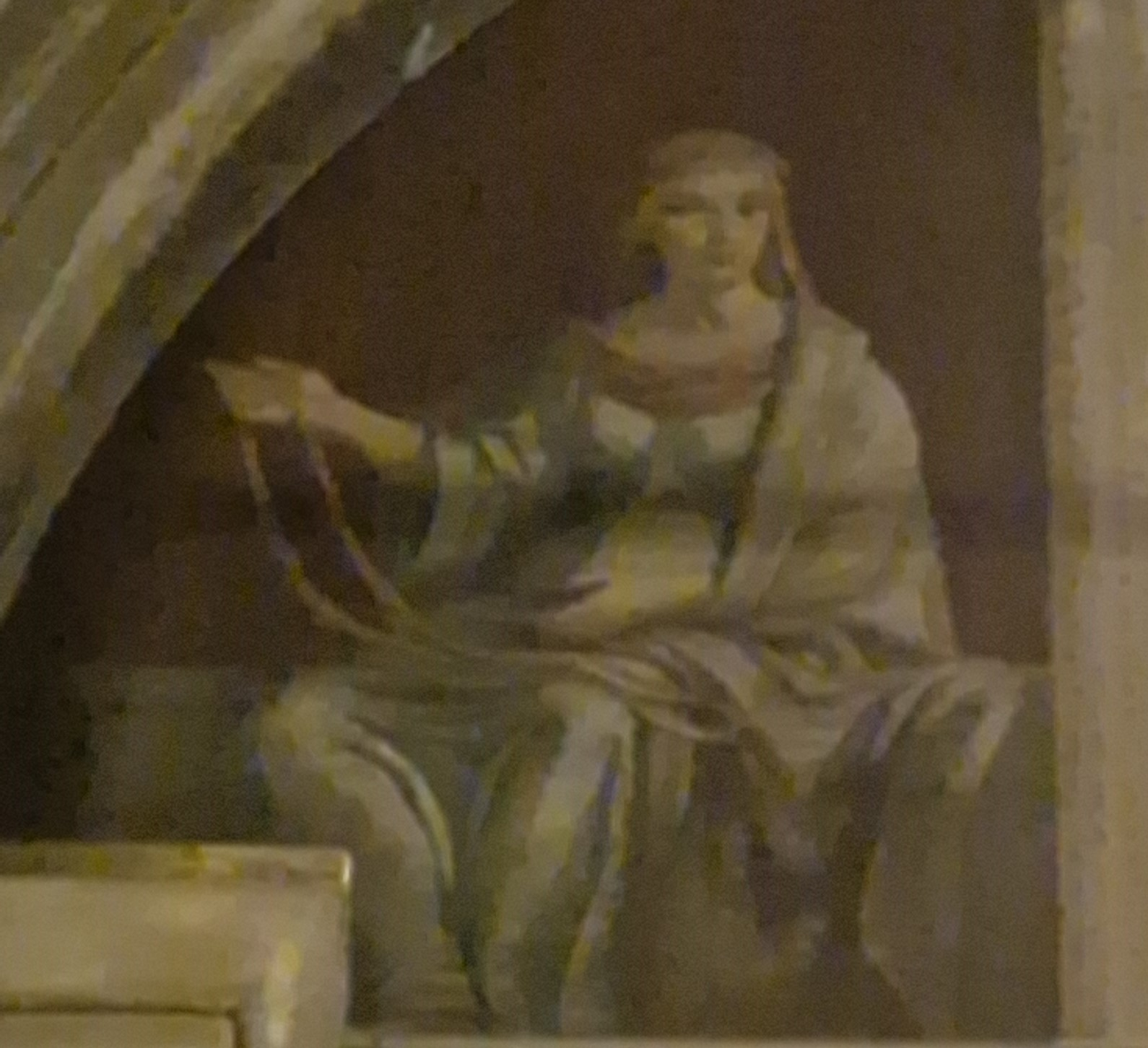
Temperanza
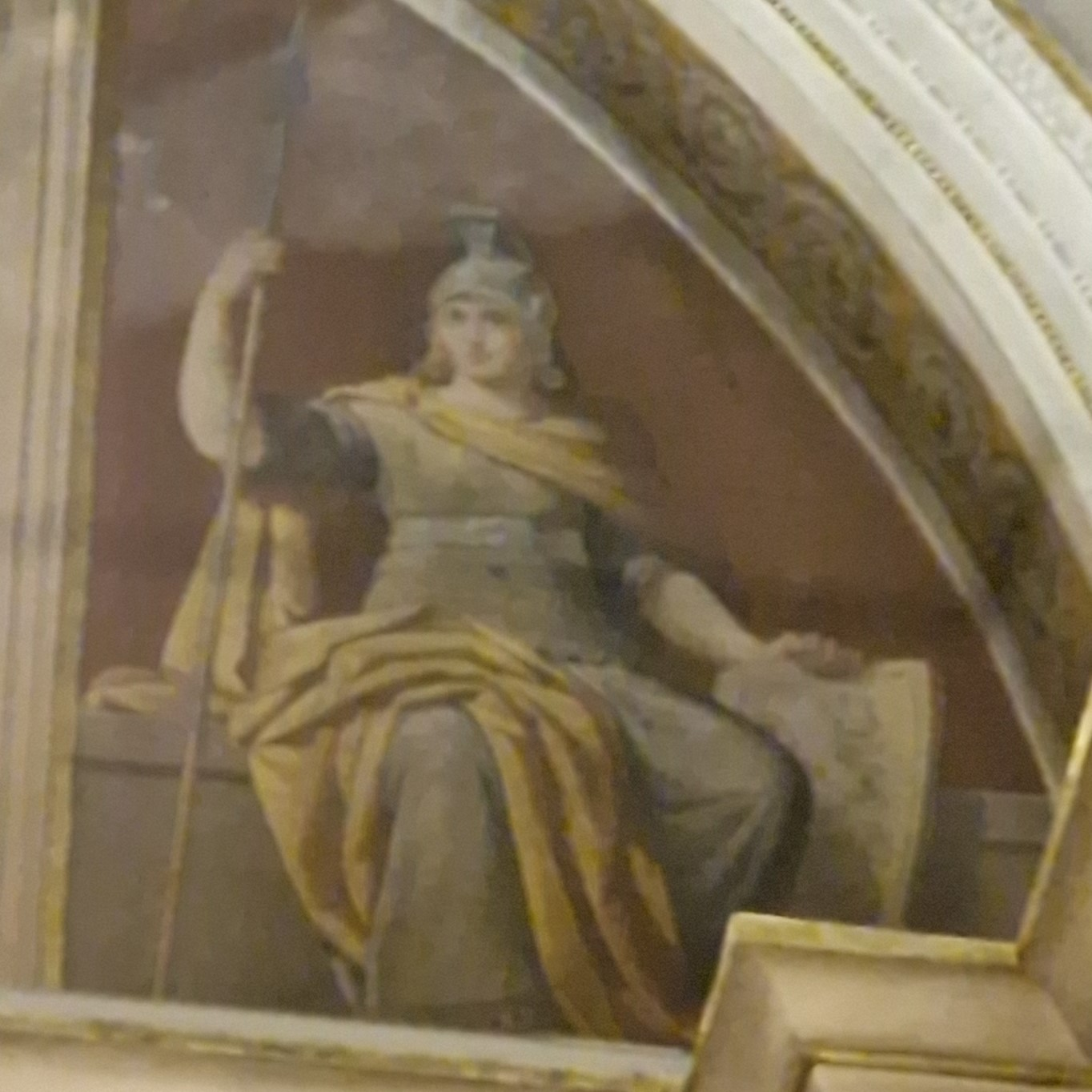
Fortezza
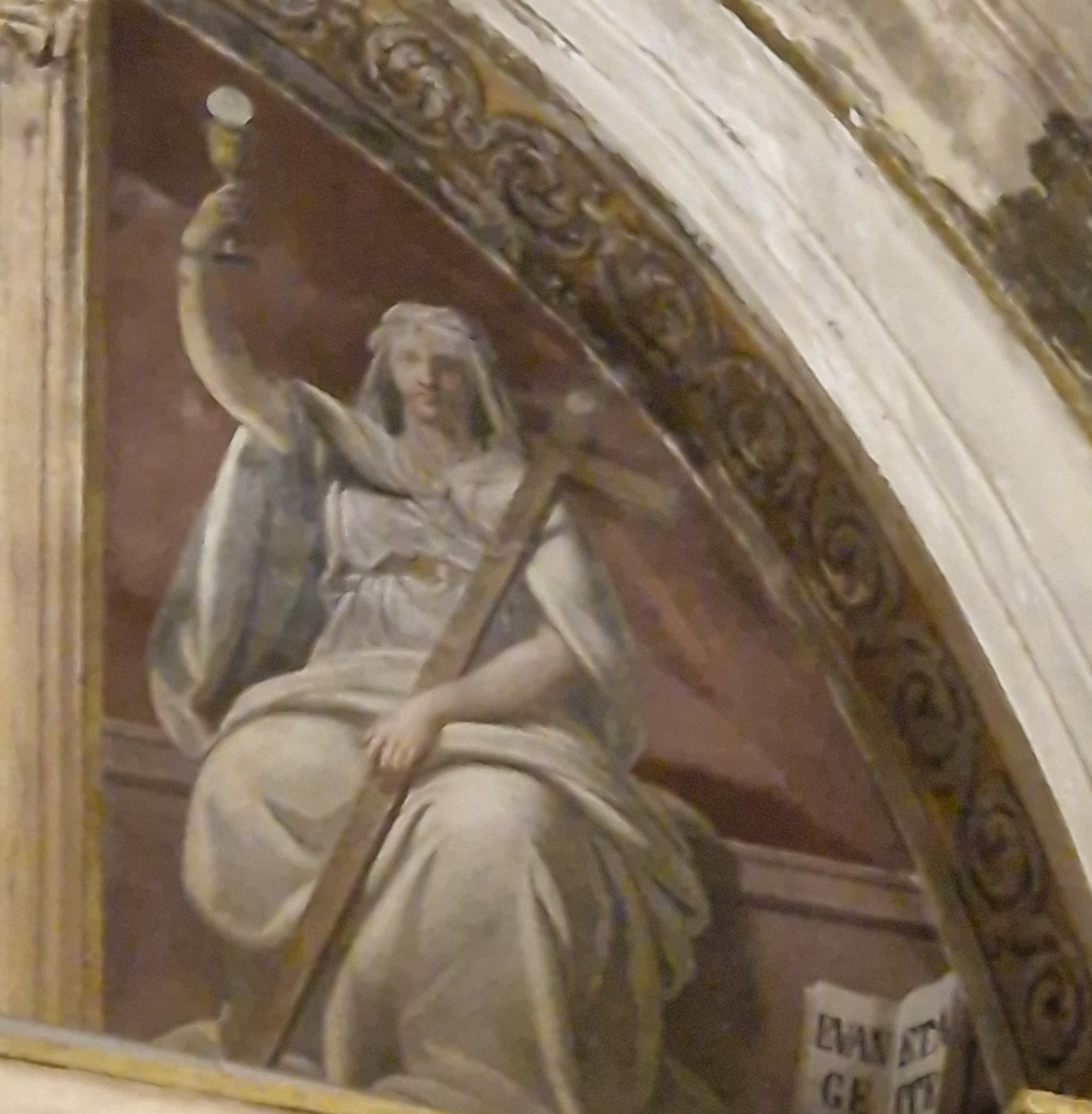
Fede
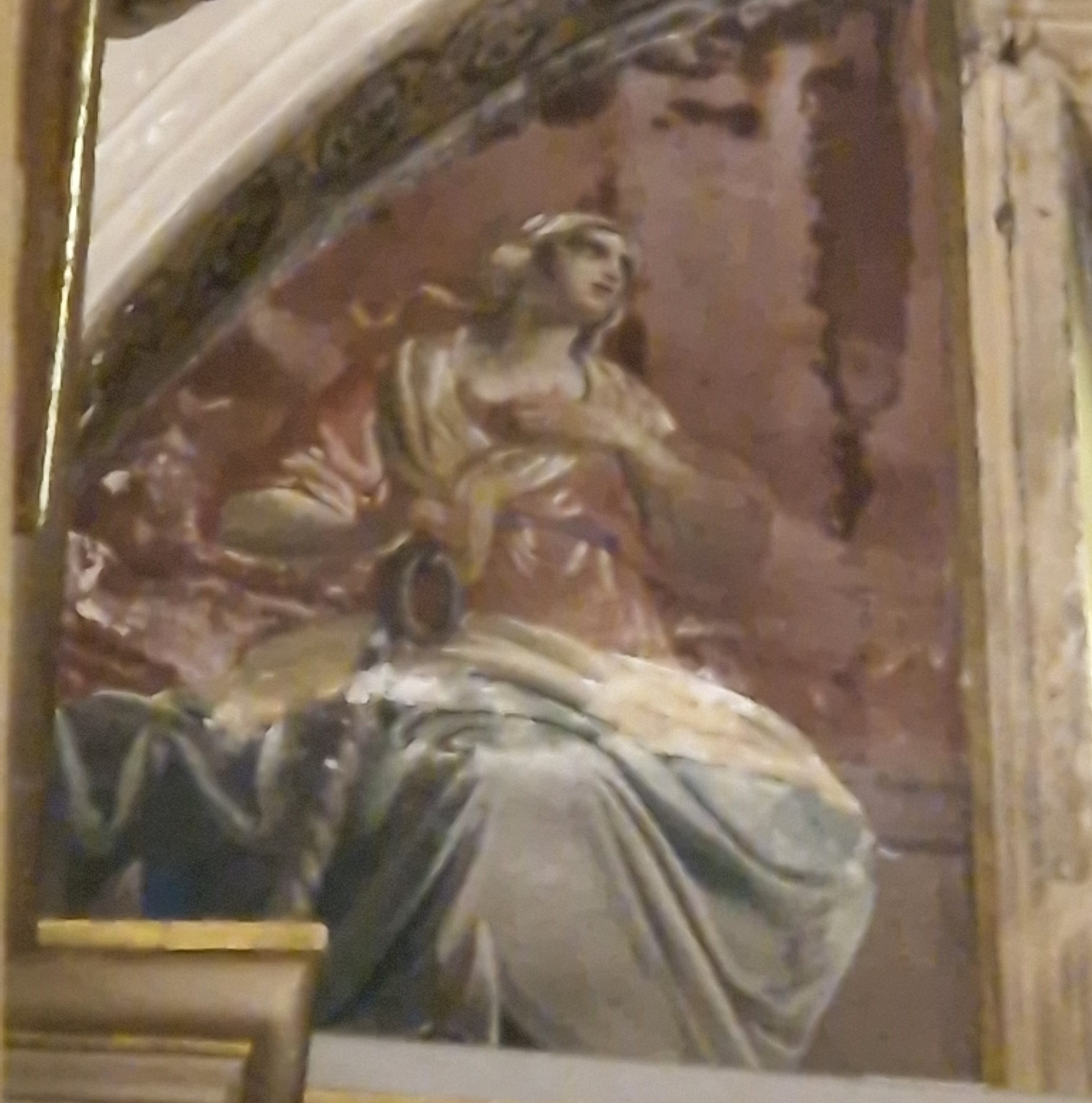
Speranza
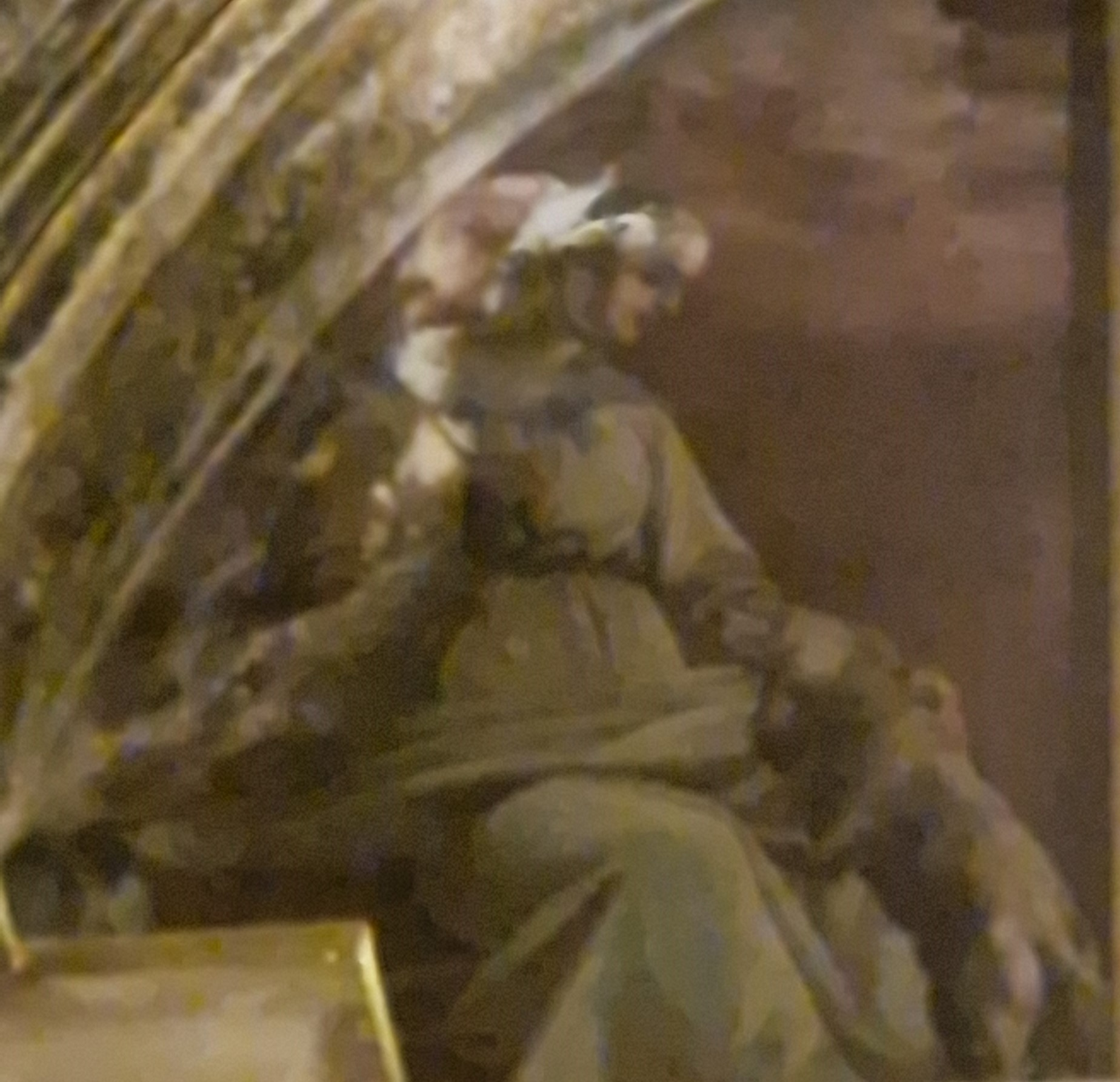
Fedeltà
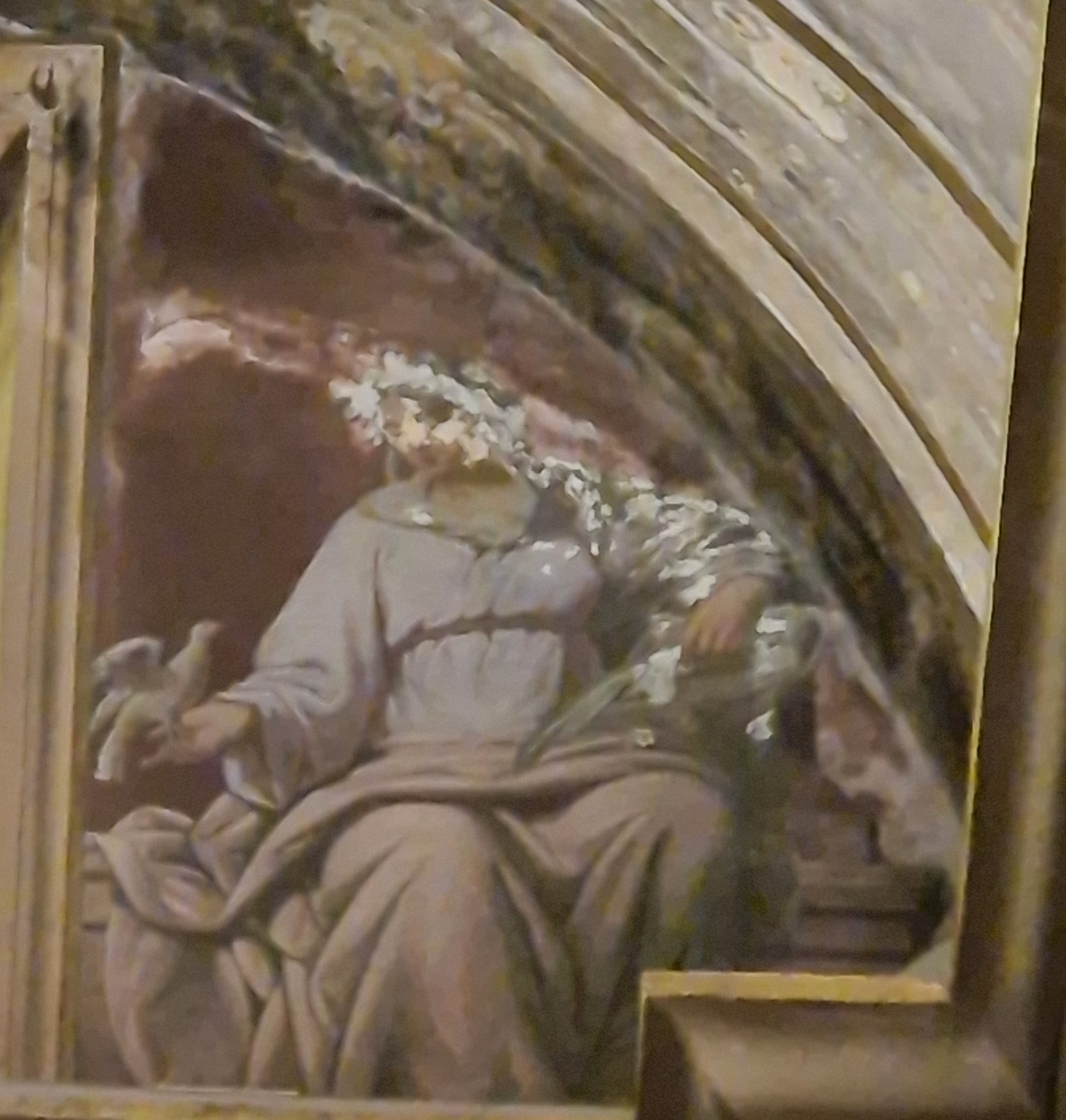
Pace
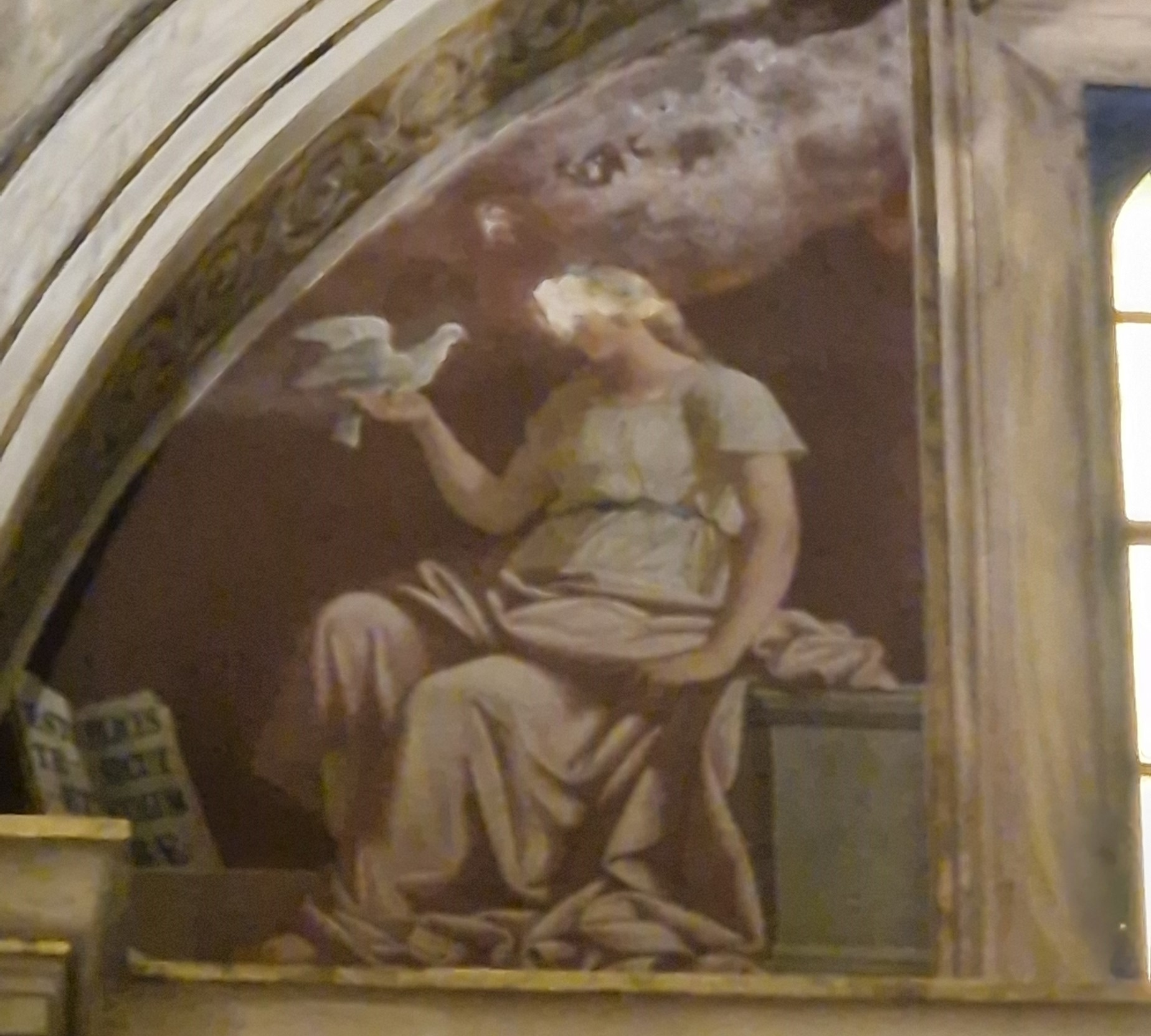
Purezza
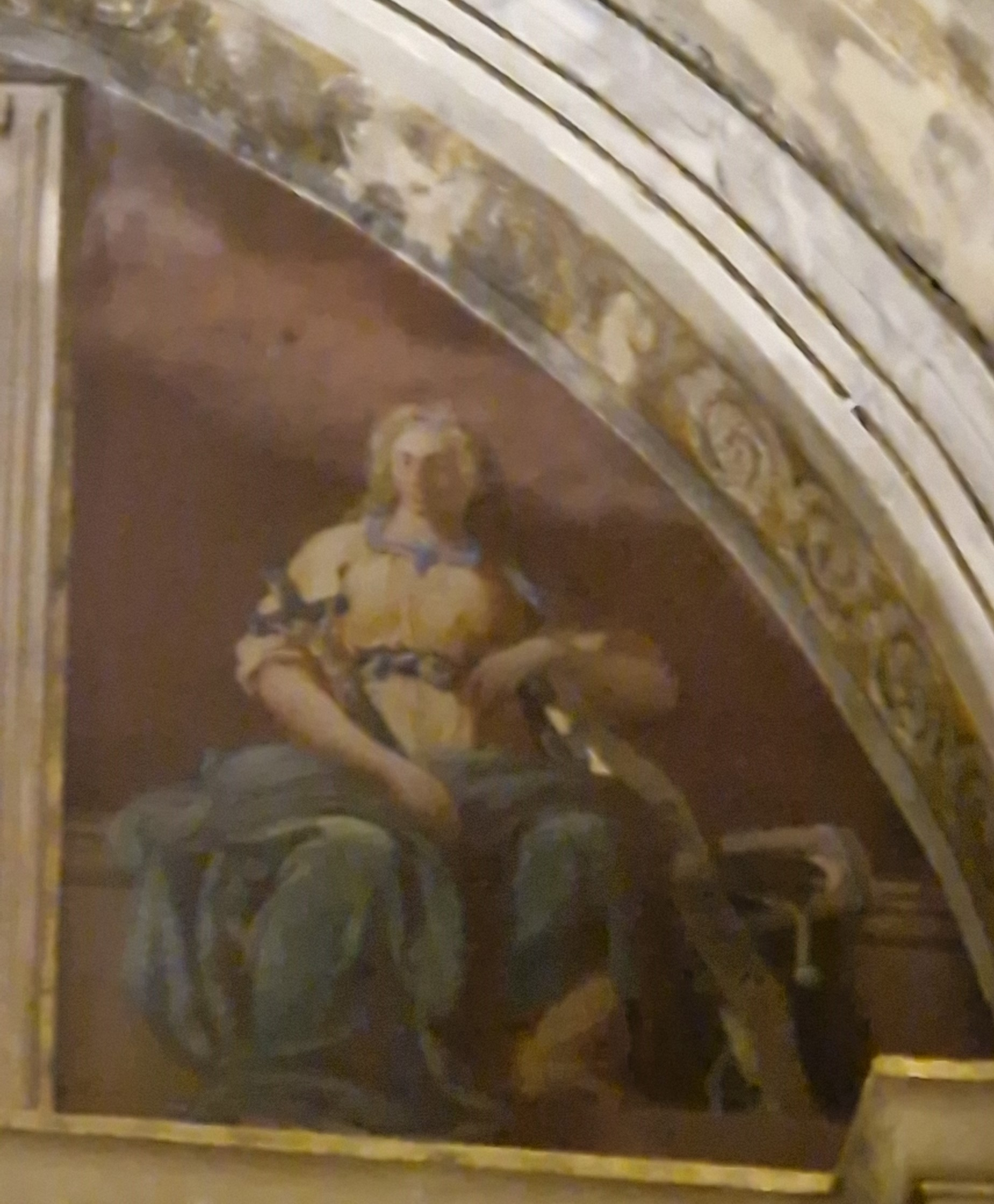
Obbedienza
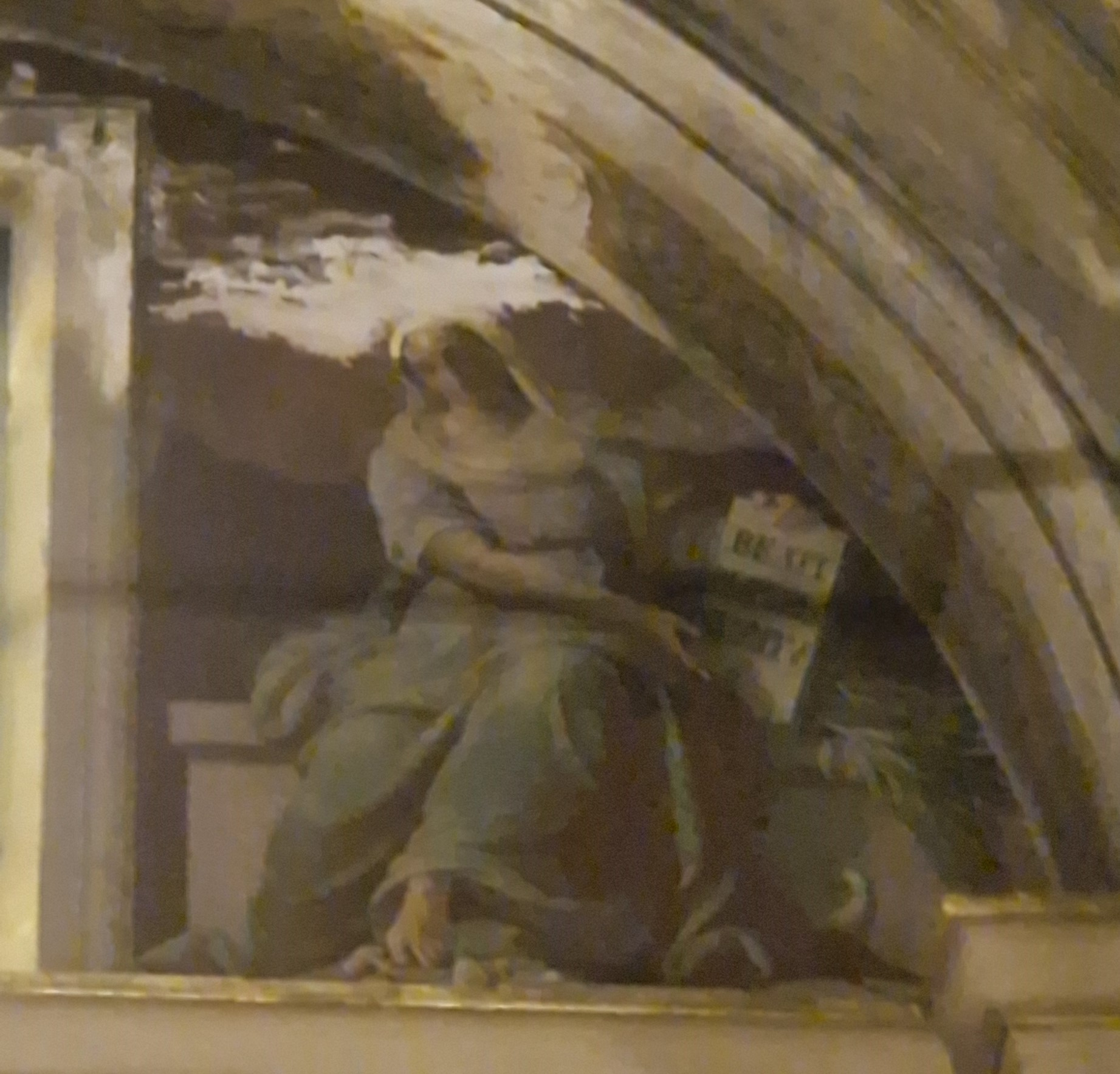
Povertà in Spirito
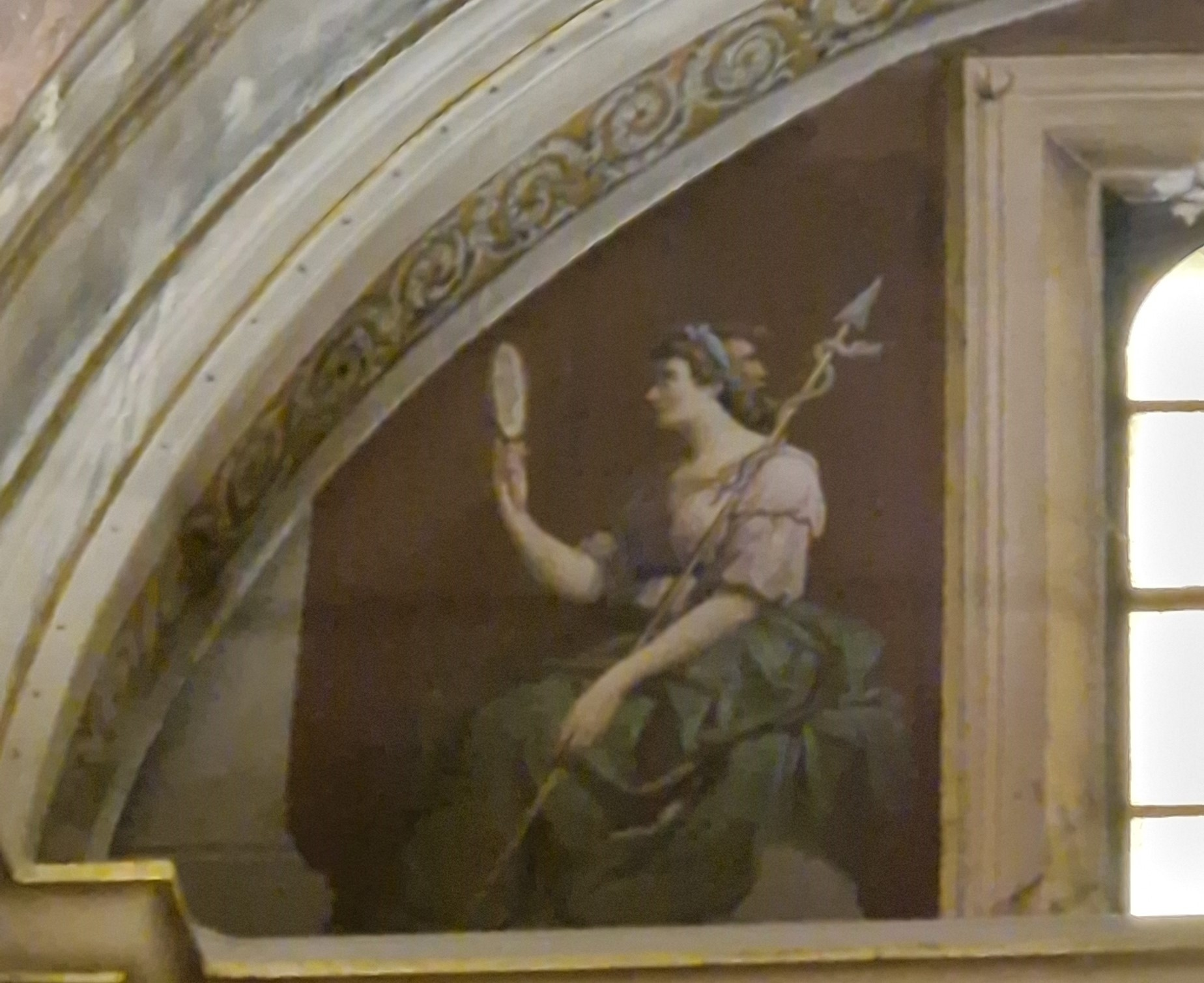
Prudenza
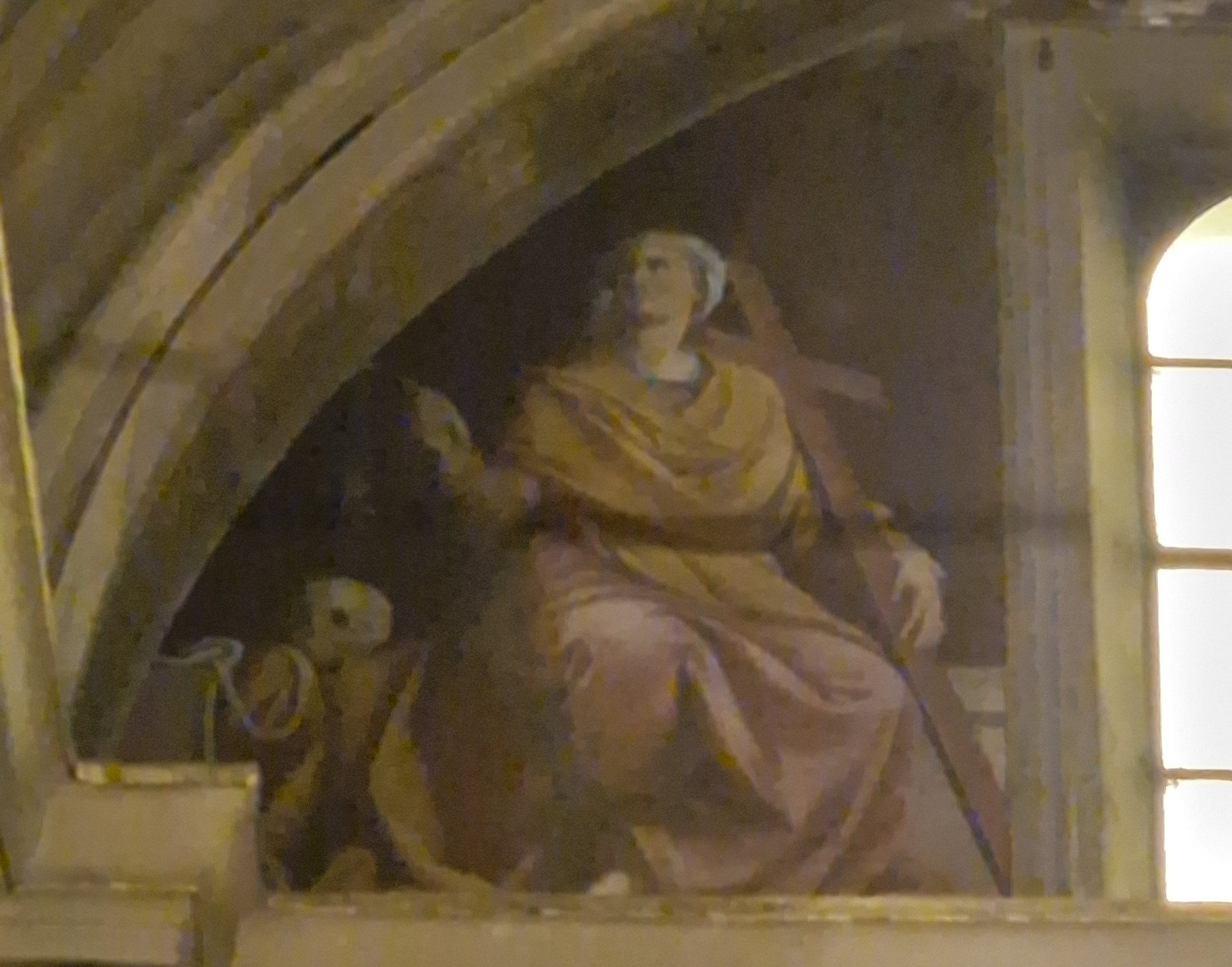
Penitenza
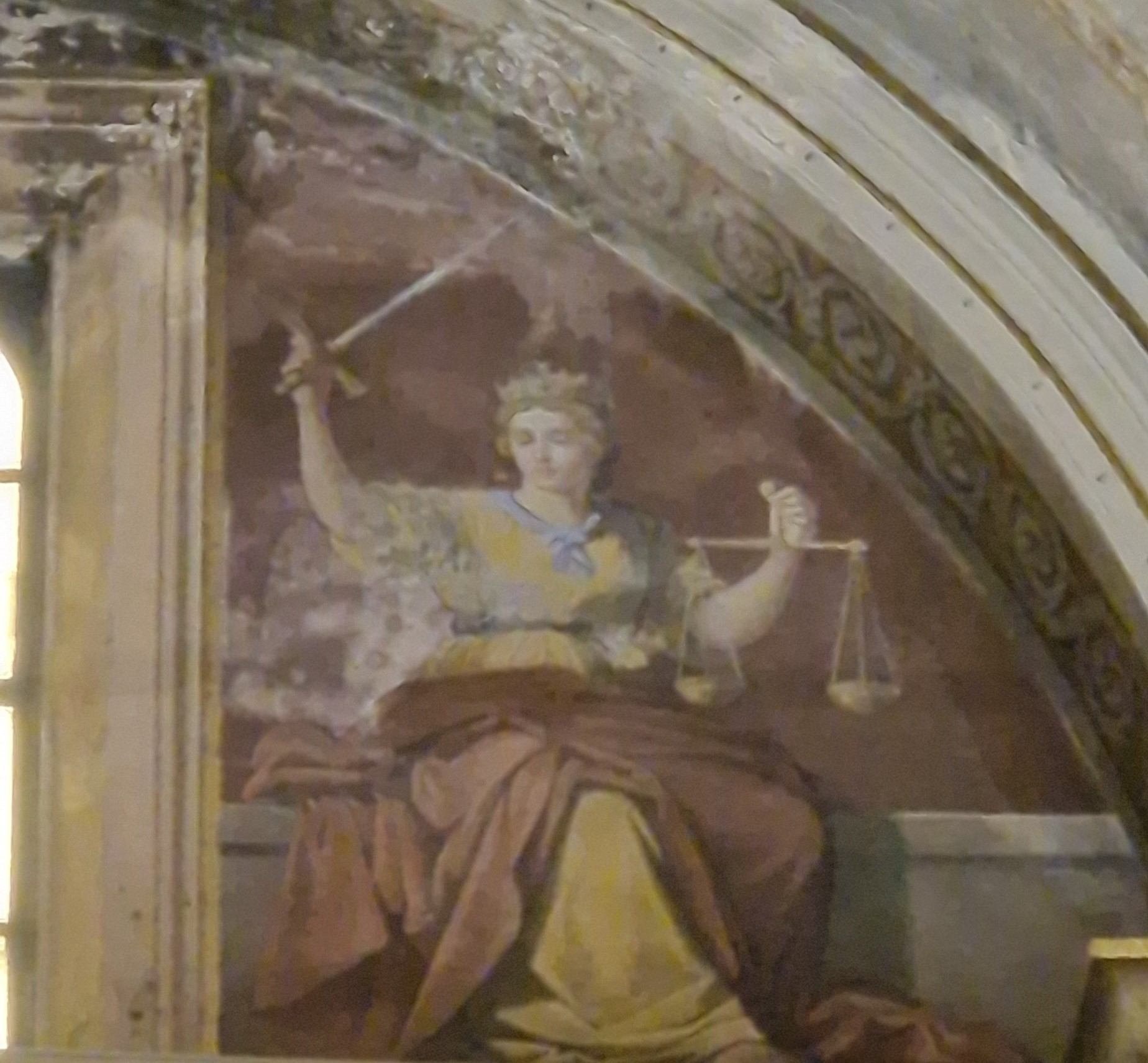
Giustizia

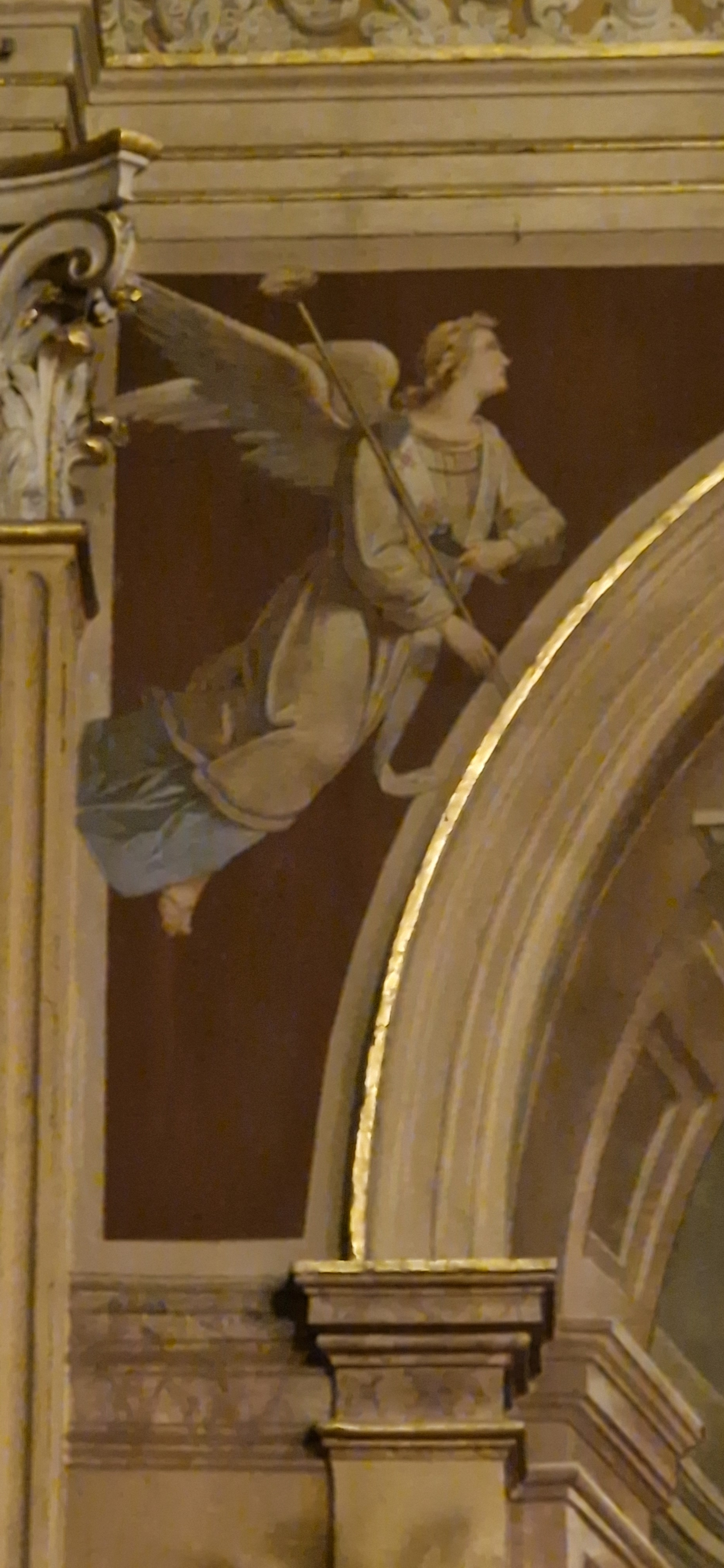
Pompeo Randi, Angelo
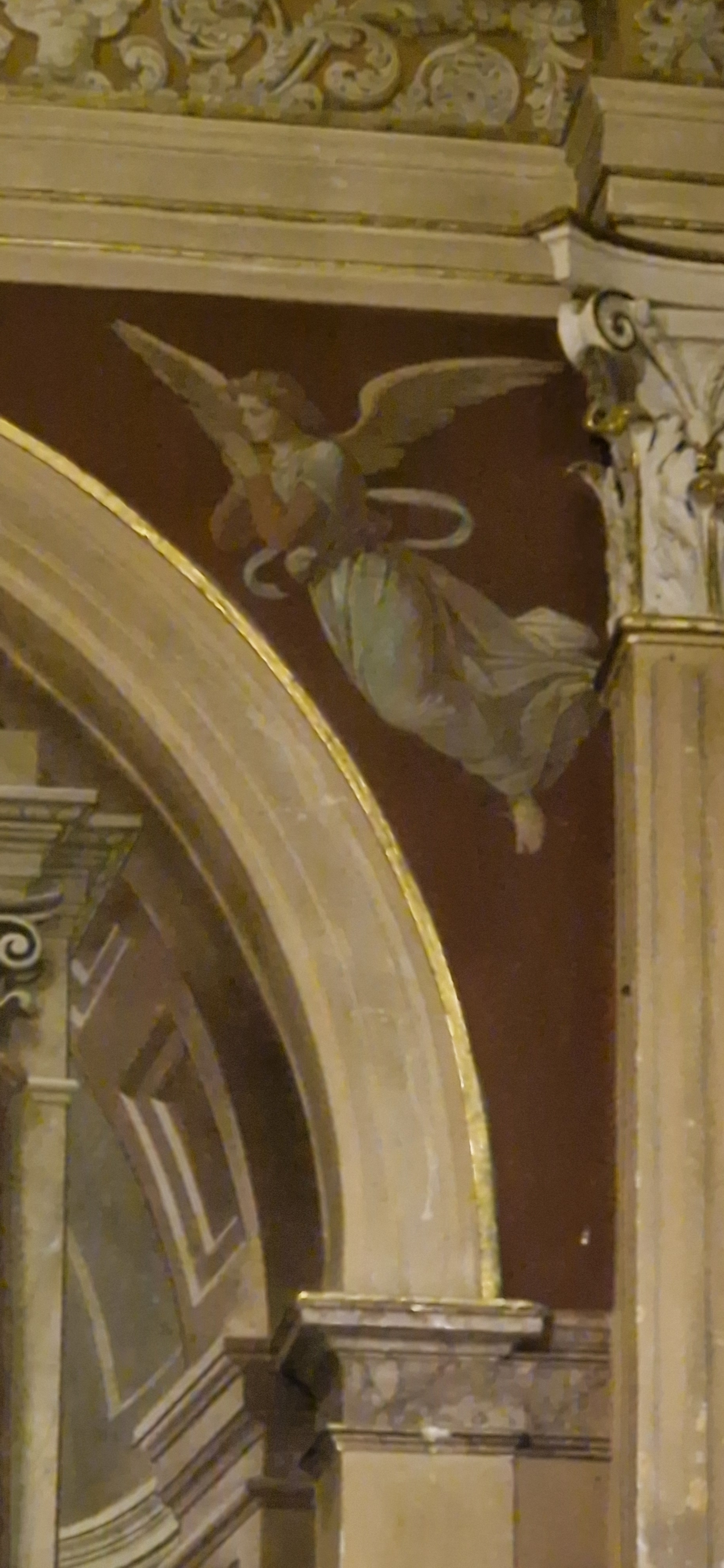
Pompeo Randi, Angelo
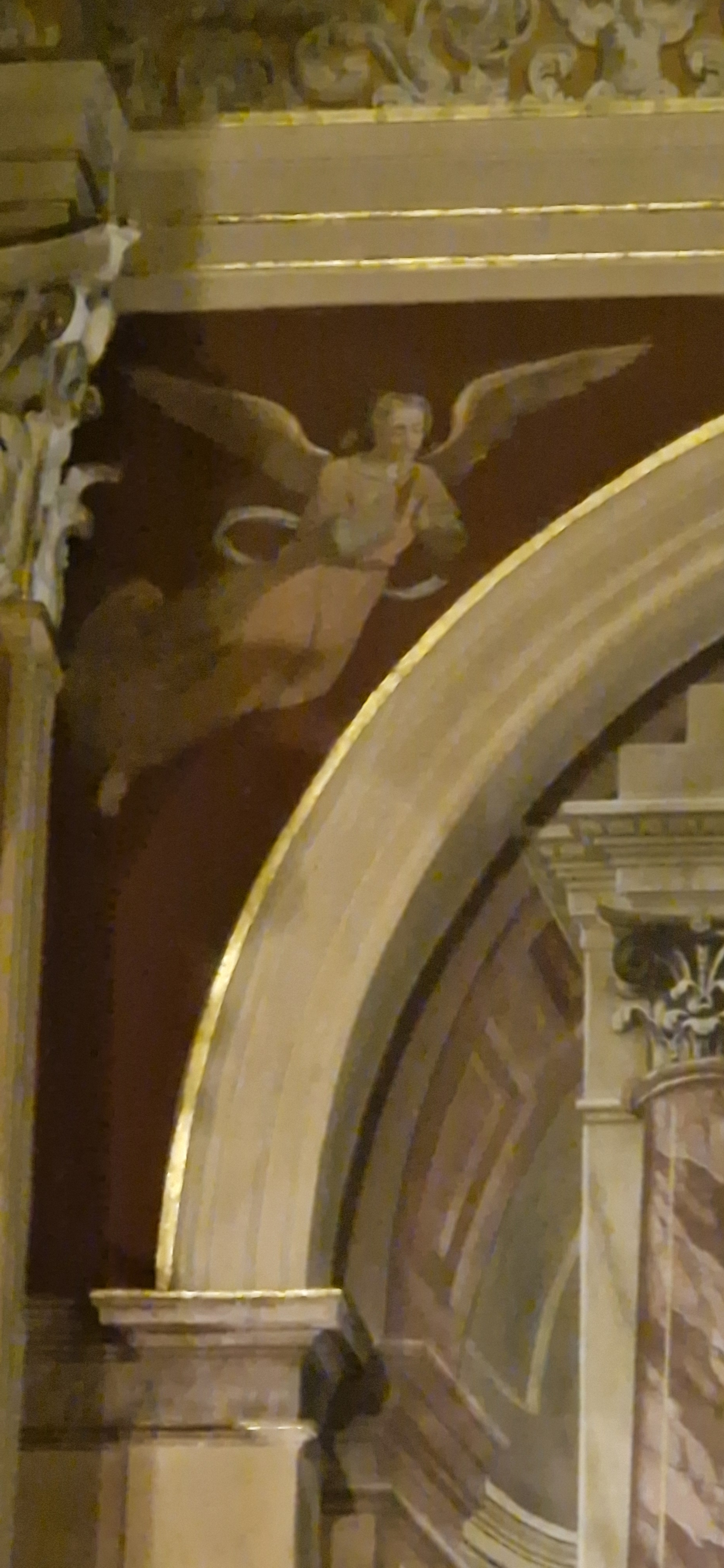
Pompeo Randi, Angelo
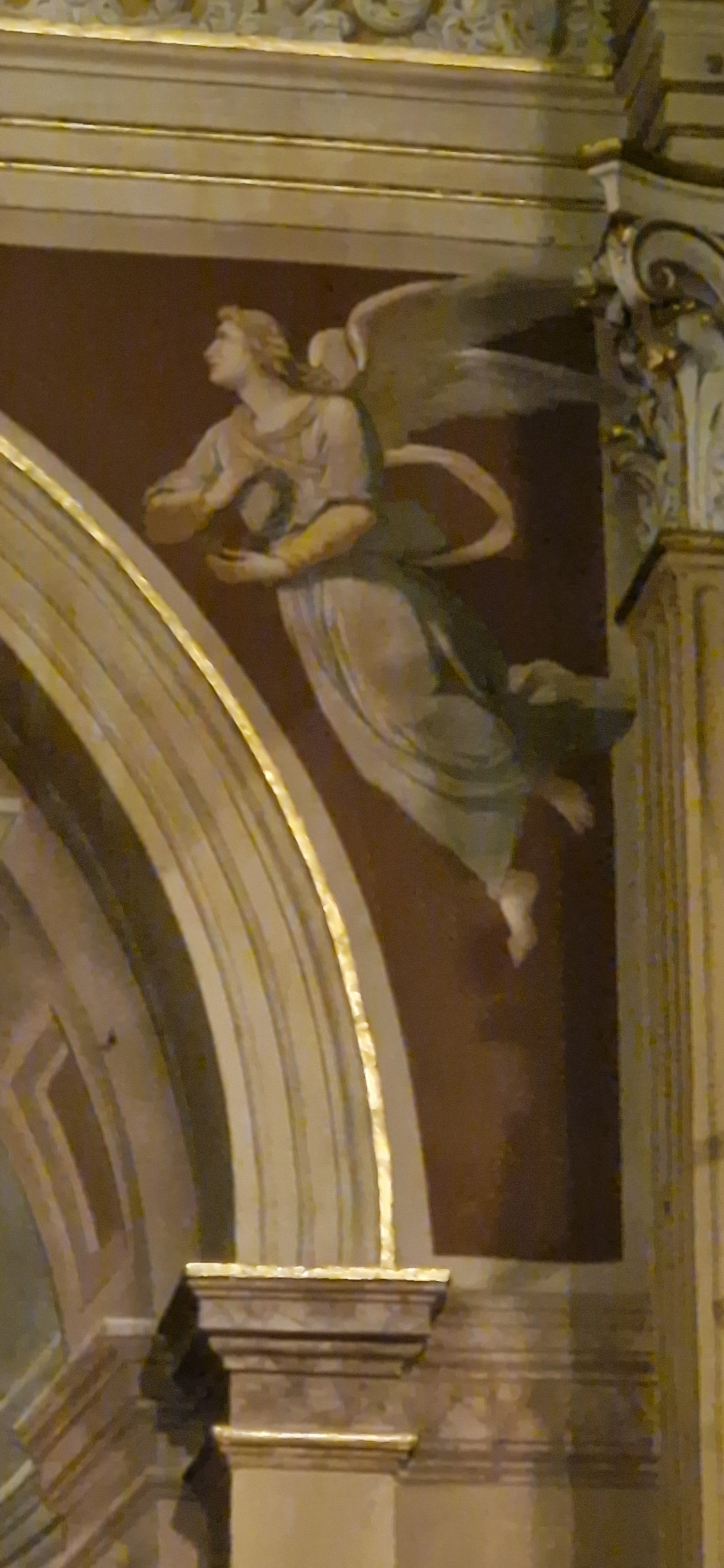
Pompeo Randi, Angelo

### Controfacciata

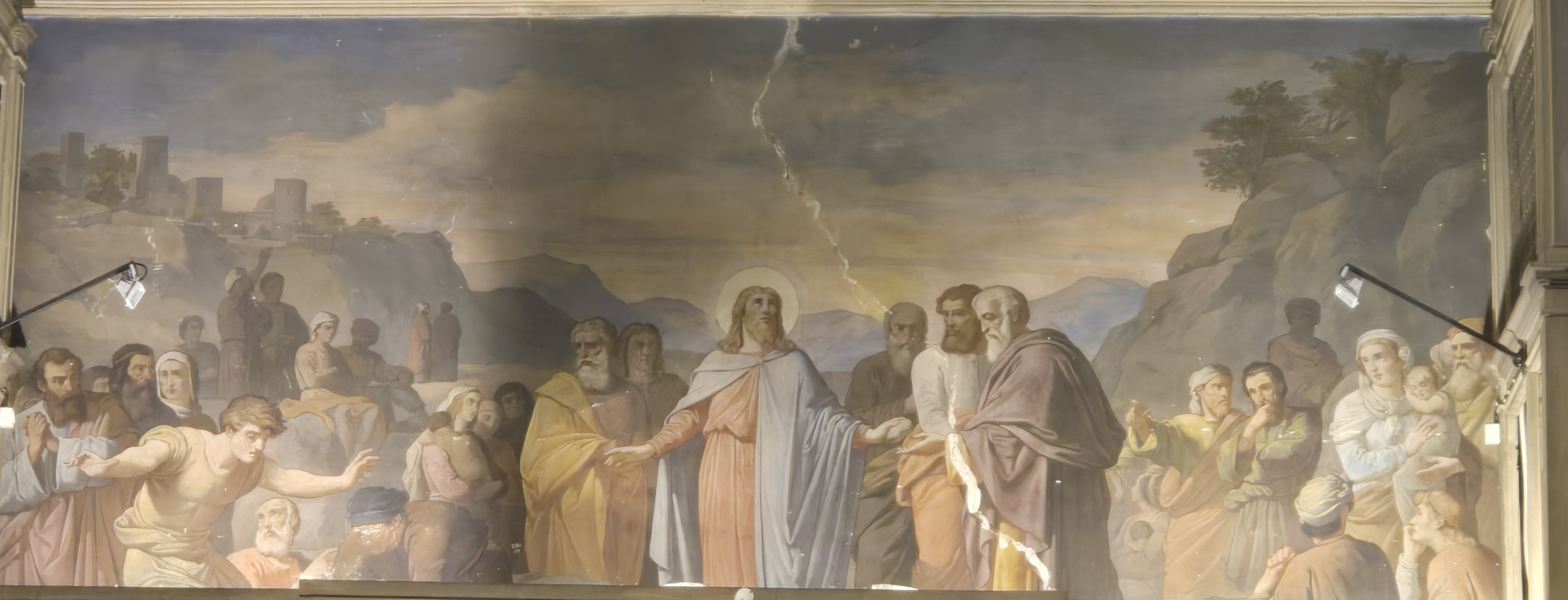
Pompeo Randi, Moltiplicazione dei pani, 1860, affresco, 365x647, Forlì, Santa Maria del Fiore

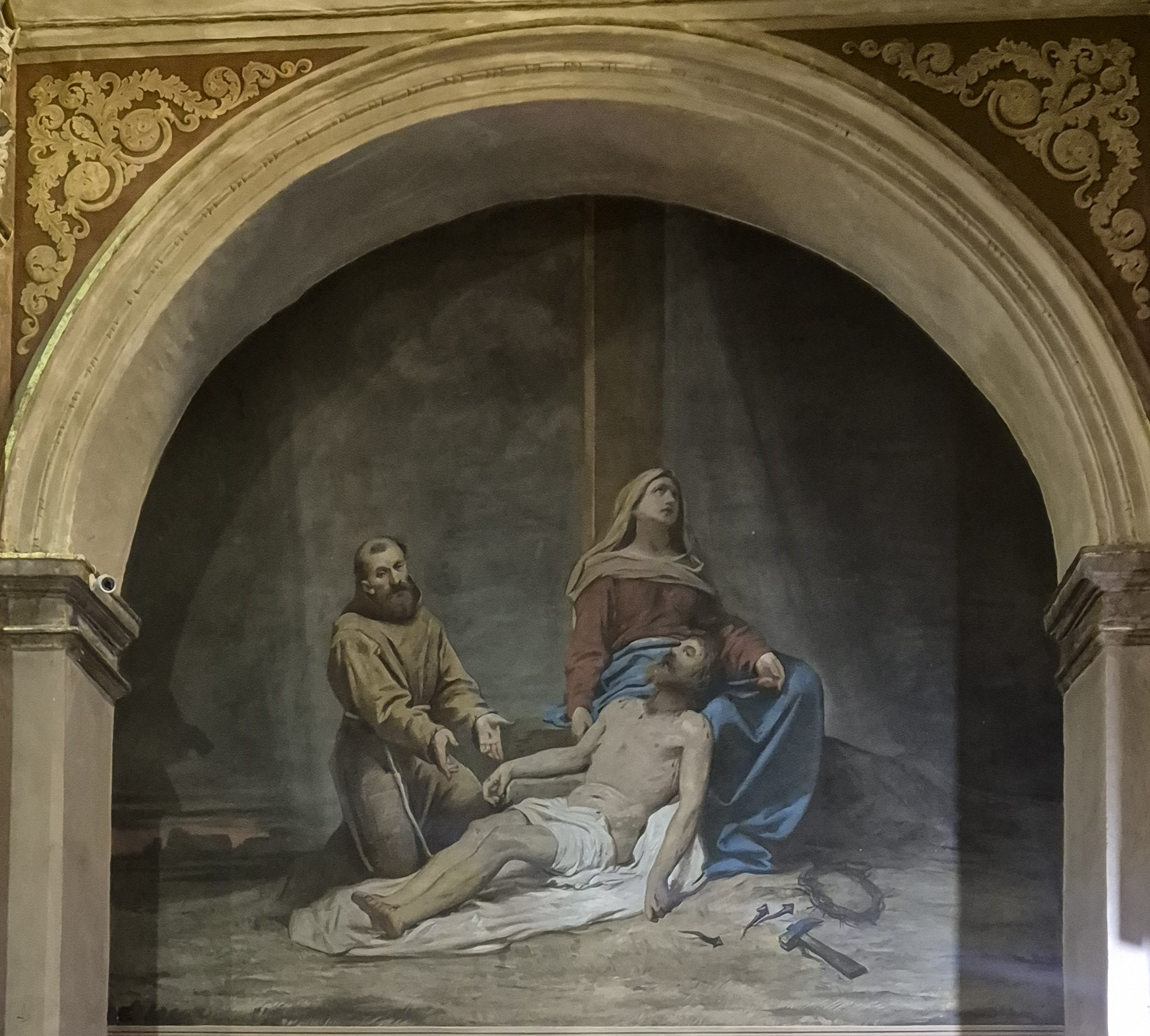
Alessandro Guardassoni, Pietà con san Francesco, tempera su intonaco, 350x400, Forlì, Santa Maria del Fiore

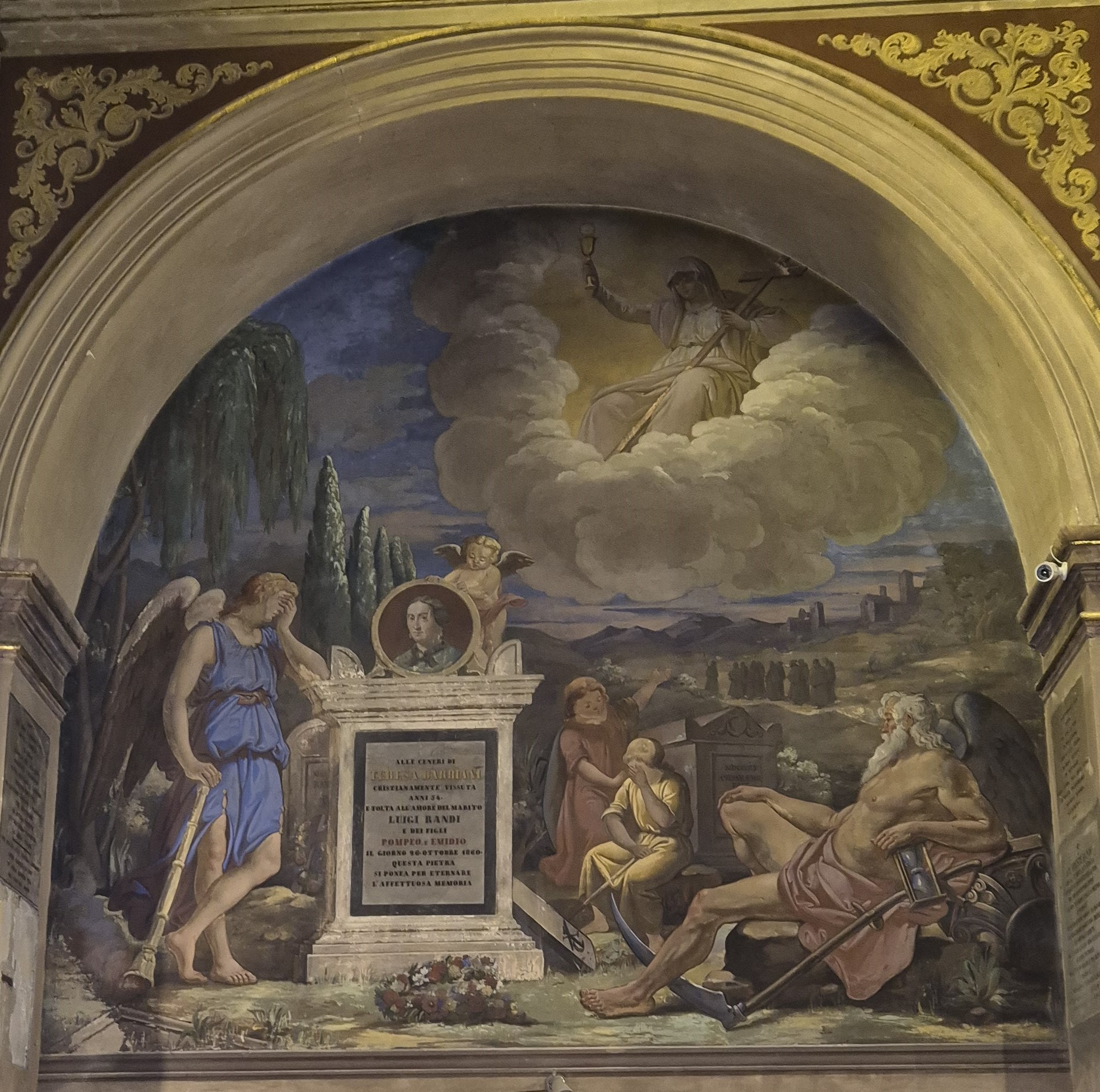
Pompeo Randi, La Morte, omaggio alla madre, 1860, affresco, 400x385, Forlì, chiesa di Santa Maria del Fiore

In controfacciata si trovano tre dipinti murali: la Pietà di Alessandro Guardassoni, La Moltiplicazione dei pani di Pompeo Randi e La raffigurazione simbolica della tomba di Teresa Barbiani, madre del pittore, sempre di Pompeo Randi. La Pietà è impostata in maniera solida e accademica, con grande sapienza anatomica da parte del pittore bolognese. A Maria e al Cristo viene associato anche San Francesco, seguendo la pratica dell’iconografia francescana che prevede di associare le sofferenze di san Francesco a quelle di Cristo, legame qui reso esplicito dagli strumenti del martirio, chiodi e martello, responsabili delle stimmate a Cristo e dunque di conseguenza anche di quelle di Francesco. Sotto l’affresco, è stata ricavata, nel 1931, la Grotta di Sant’Antonio, con statue coeve a cui sono stati associati due angeli porta candela ottocenteschi. L'affresco della Moltiplicazione dei pani è ora sacrificato dalla cantoria novecentesca, costruita nel 1962, e presenta problemi conservativi a causa della crepa causata da una scossa di terremoto nel 1928. L’opera è impostata con la figura di Cristo al centro contornato da personaggi in atteggiamenti vari, di solido impianto costruttivo su uno sfondo paesaggistico. Il lavoro testimonia una prima prova in cui Randi si confronta con uno spazio rettangolare di ampio respiro, che poi sfrutterà anche nell’abside del Duomo di Forlì, affrescata con l'Invenzione della Croce nel 1863. Sopra, molto rovinati e sempre di Pompeo Randi, si trovano i santi Pietro e Paolo, riconoscibili dai tradizionali attributi delle chiavi e della spada. 
Il dipinto che si trova entrando a destra è dedicato alla madre del pittore, Teresa Barbiani, a cui Pompeo dedicò anche un ritratto giovanile. La madre del pittore era morta nel 1860 a 54 anni. All'interno del dipinto sono inseriti motivi allegorici sul tema morte-speranza. Gli alberi sullo sfondo sono cipressi, tipici dei cimiteri e un salice piangente che si dice con i rami avesse sostenuto Cristo nell’andata al calvario. La processione di monaci richiama un corteo funebre. Il genio alato ha una fiaccola rivolta verso il basso, come simbolo della fine della vita. Tradizionale immagine di rinascita, spesso associata a quella del genio alato è la ghirlanda floreale che si vede per terra vicino alla figura. Le due giovani nel centro sono chiave di lettura dell'opera: una è infatti disperata per la morte, ma l'altra la consola e indica verso l’alto, dove compare fra le nubi l'allegoria della Fede con sfondo luminoso e un’ostia raggiante in mano. In basso a destra compare un vecchio, anche lui alato con falce e clessidra: si tratta dell'allegoria del Tempo che poggia su un capitello corinzio in rovina, simbolo della fine del paganesimo. L’impostazione anatomica richiama Dio Padre dipinto da Michelangelo nella Cappella Sistina. La lapide è un elemento reale murato all’interno dell’affresco, mentre sono presenti lapidi dipinte che ricordano altri membri della famiglia Randi. Sempre riguardo alla famiglia Randi, si trova nel muro di fondo un'altra lapide che ricorda Oreste, fratello di Pompeo, morto a Vicenza durante il Risorgimento, battaglia a cui partecipò anche il pittore, riuscendo però a sopravvivere.

Sotto è presente una piccola porta che conduceva alle scale dell’antico campanile, non più esistente.

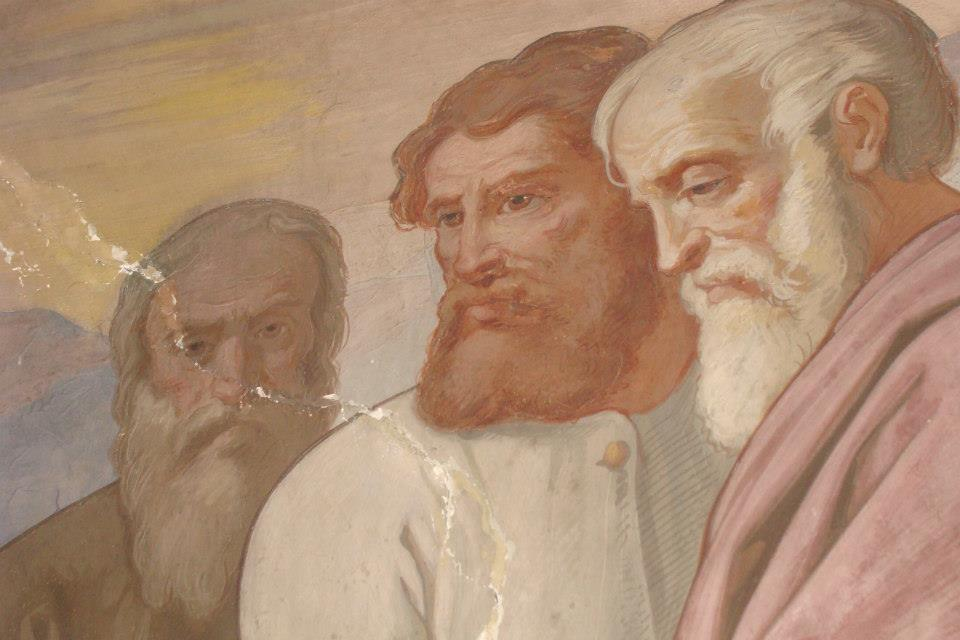
Pompeo Randi, Moltiplicazione dei pani (dettaglio)
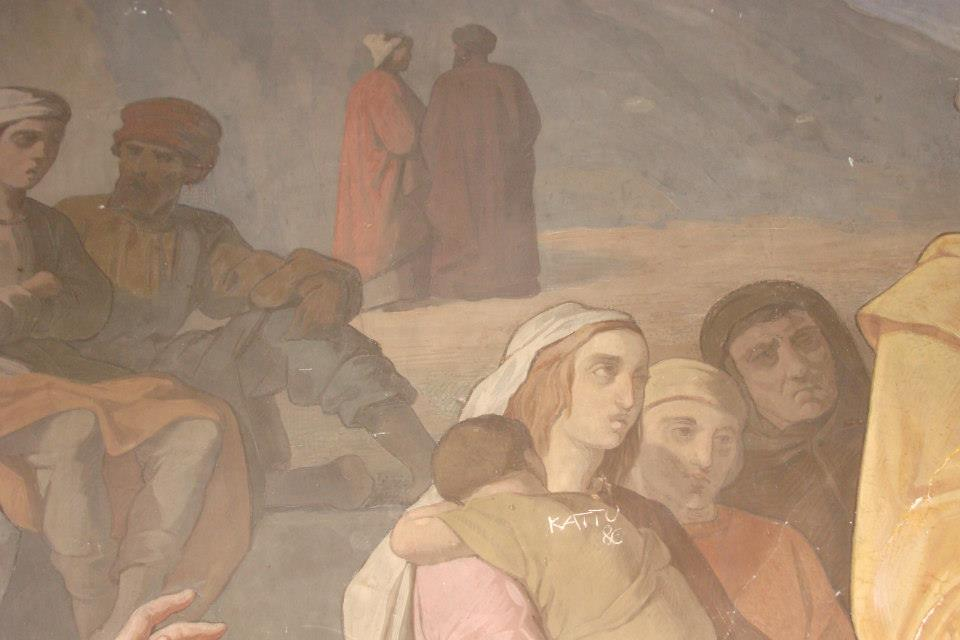
Pompeo Randi, Moltiplicazione dei pani (dettaglio)
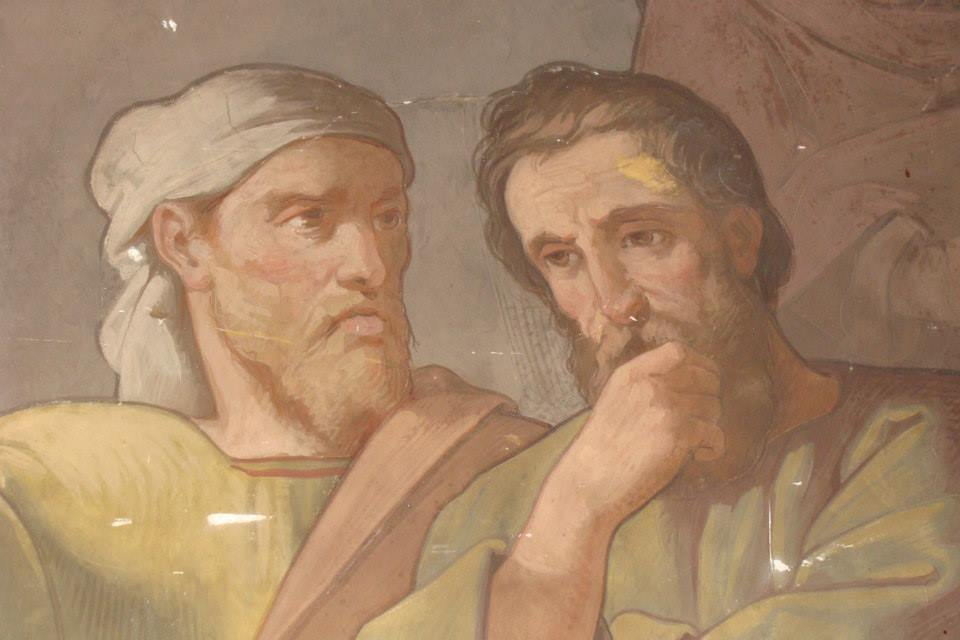
Pompeo Randi, Moltiplicazione dei pani (dettaglio)
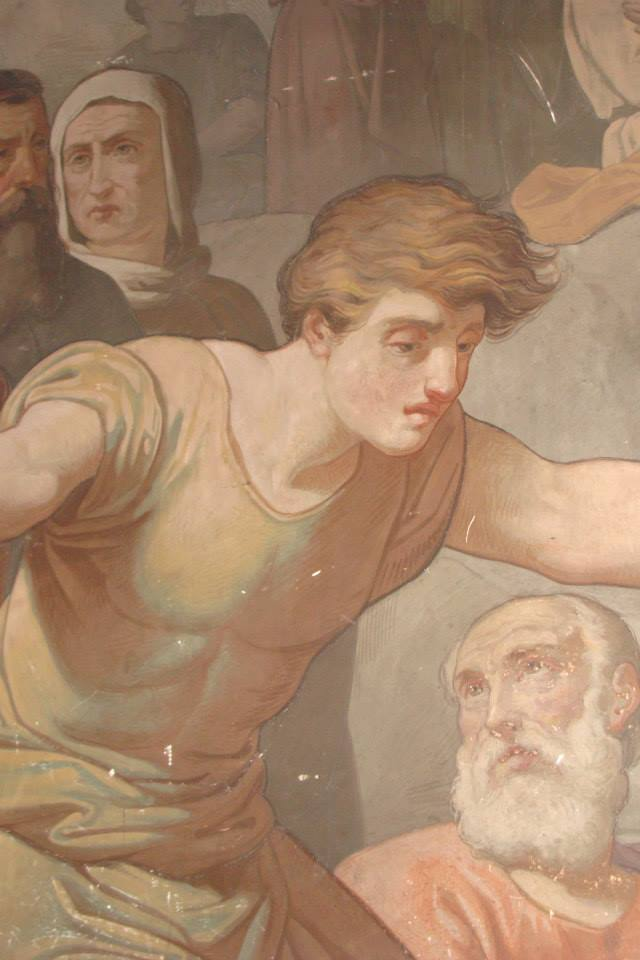
Pompeo Randi, Moltiplicazione dei pani (dettaglio)
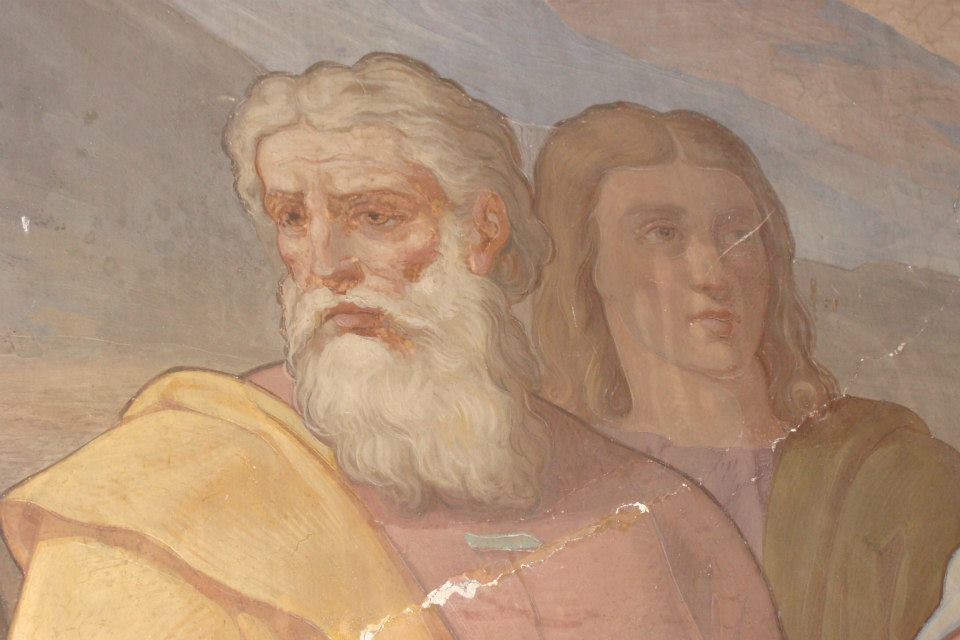
Pompeo Randi, Moltiplicazione dei pani (dettaglio)
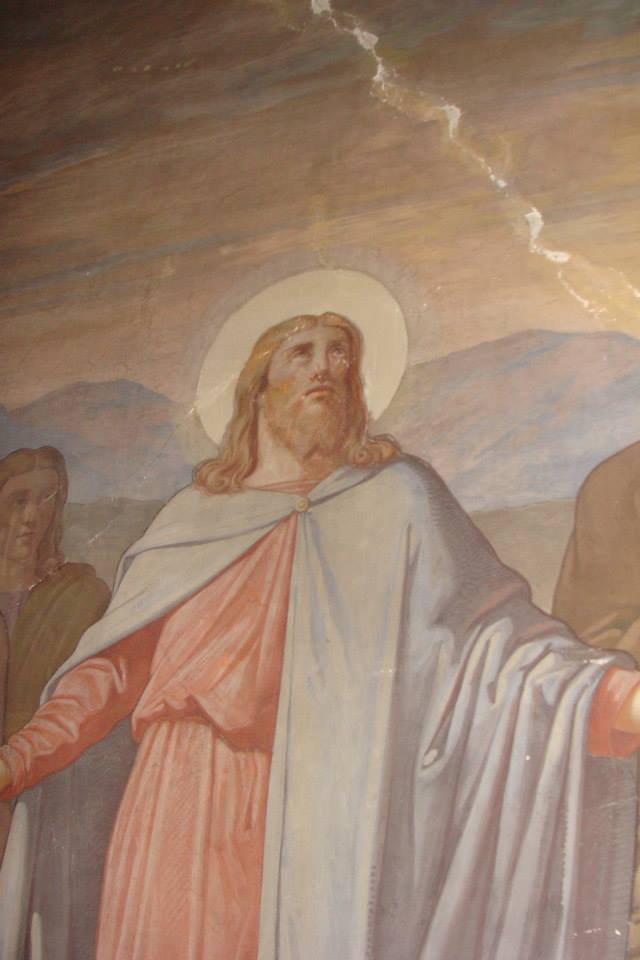
Pompeo Randi, Moltiplicazione dei pani (dettaglio)
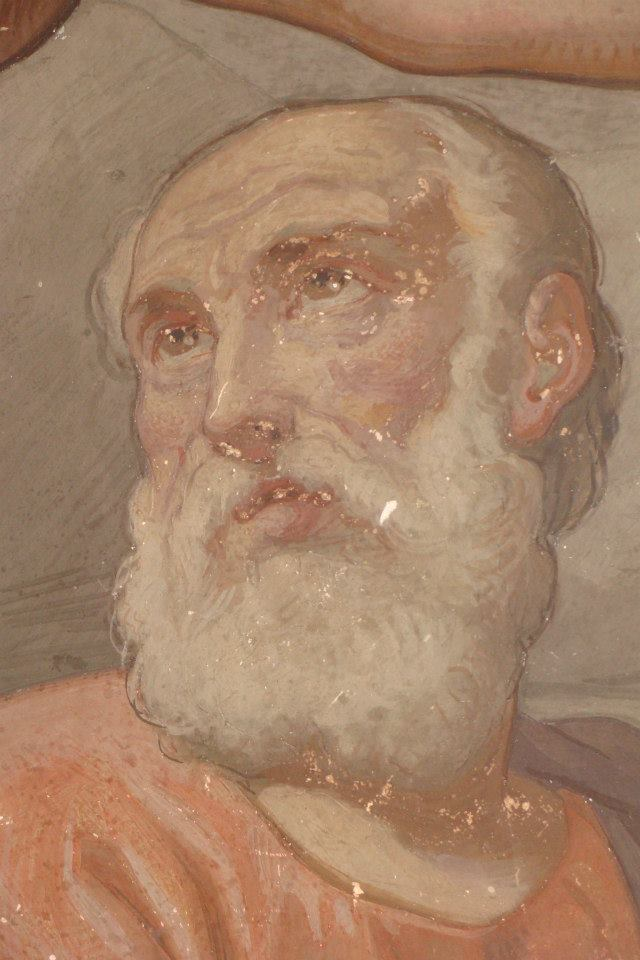
Pompeo Randi, Moltiplicazione dei pani (dettaglio)
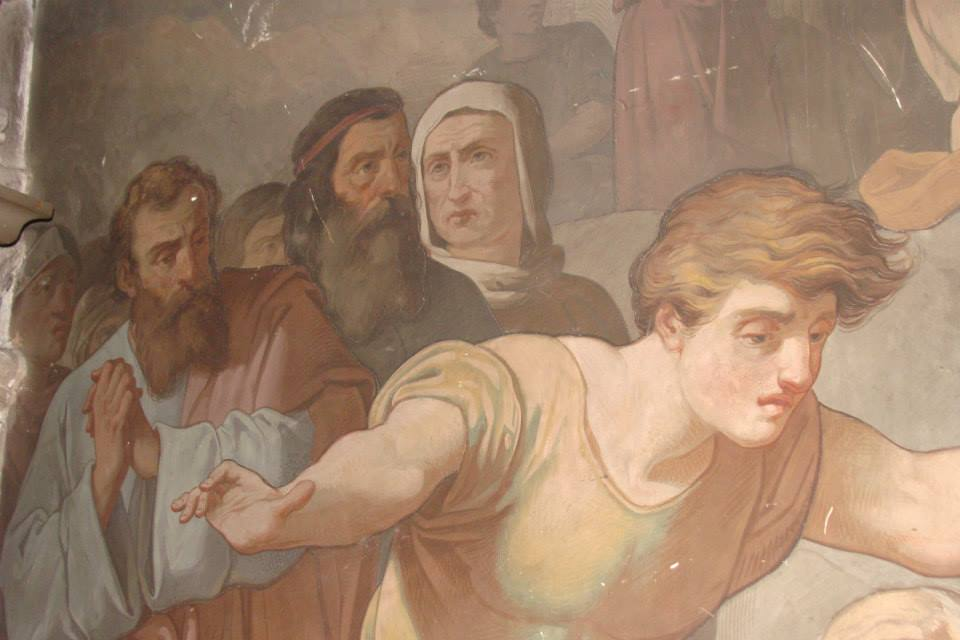
Pompeo Randi, Moltiplicazione dei pani (dettaglio)

### Piccolo Coro

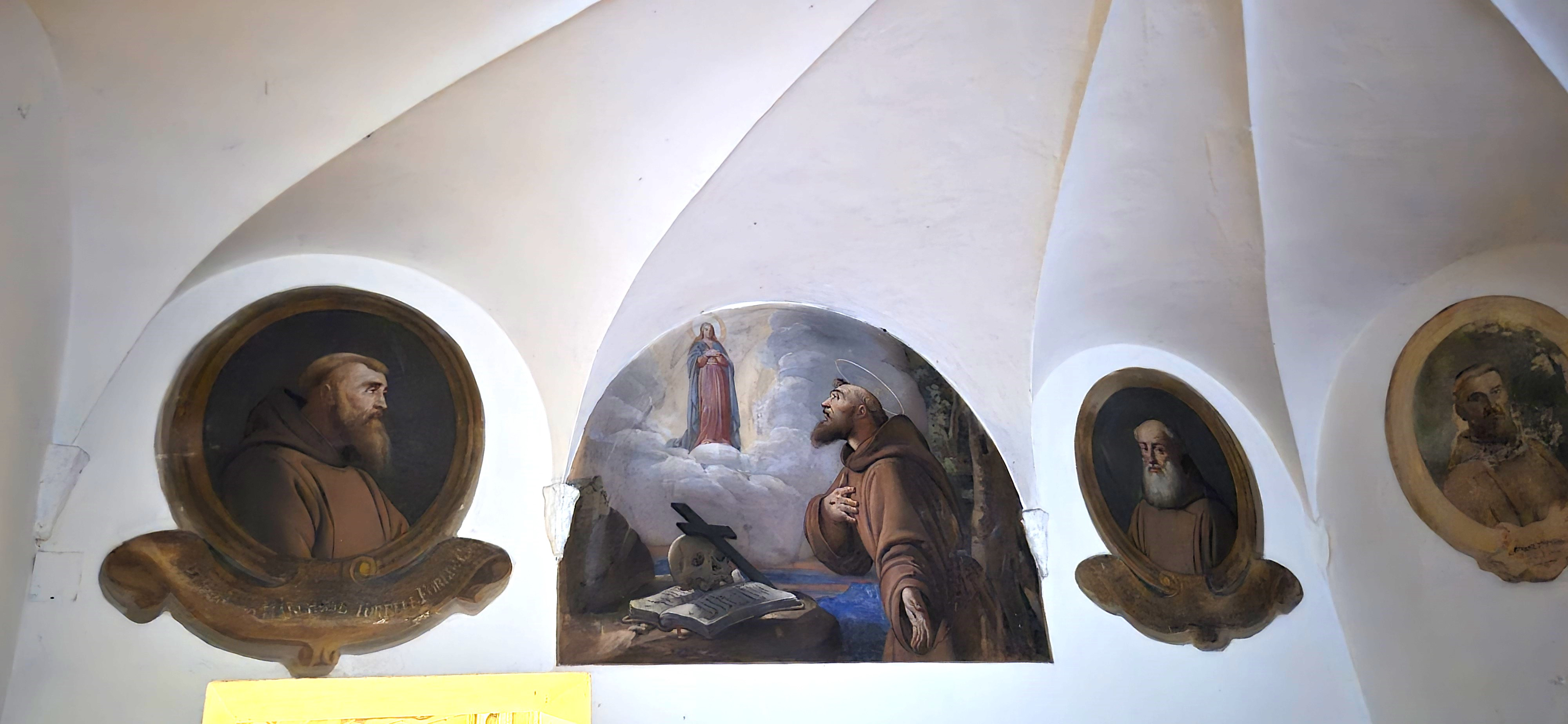
Pompeo Randi, Padre Girolamo Torelli (70x60); Apparizione della Madonna a San Francesco (115x150); Padre Girolamo Paulucci di Calboli (70x60), affreschi

Un piccolo ambiente mette in comunicazione la sagrestia con il presbiterio. Qui si trovano altri affreschi di Pompeo Randi del 1861: due tondi e una lunetta. La lunetta rappresenta l’apparizione della Madonna a san Francesco e ha l’intento di armonizzare le due dedicazioni della chiesa. Anche i due tondi si rifanno alla tradizione francescana, nello specifico quella forlivese, con due cappuccini venerabili. Il primo è padre Girolamo Torelli, cappuccino vissuto nel Cinquecento. C’è poi Girolamo Paulucci de' Calboli, conosciuto come apostolo della Madonna, per la grande devozione mariana. L’ultimo è un tondo più tardo, che raffigura padre Venanzio Menegatti (1897-1946) che fu il primo parroco della chiesa quando questa diventò parrocchia nel 1940.

### Sagrestia
Il mobilio della sagrestia è realizzato da botteghe romagnole. I pezzi più pregiati sono l’armadio monumentale in legno di noce e la cassapanca, entrambi del XVIII secolo.

### Coro

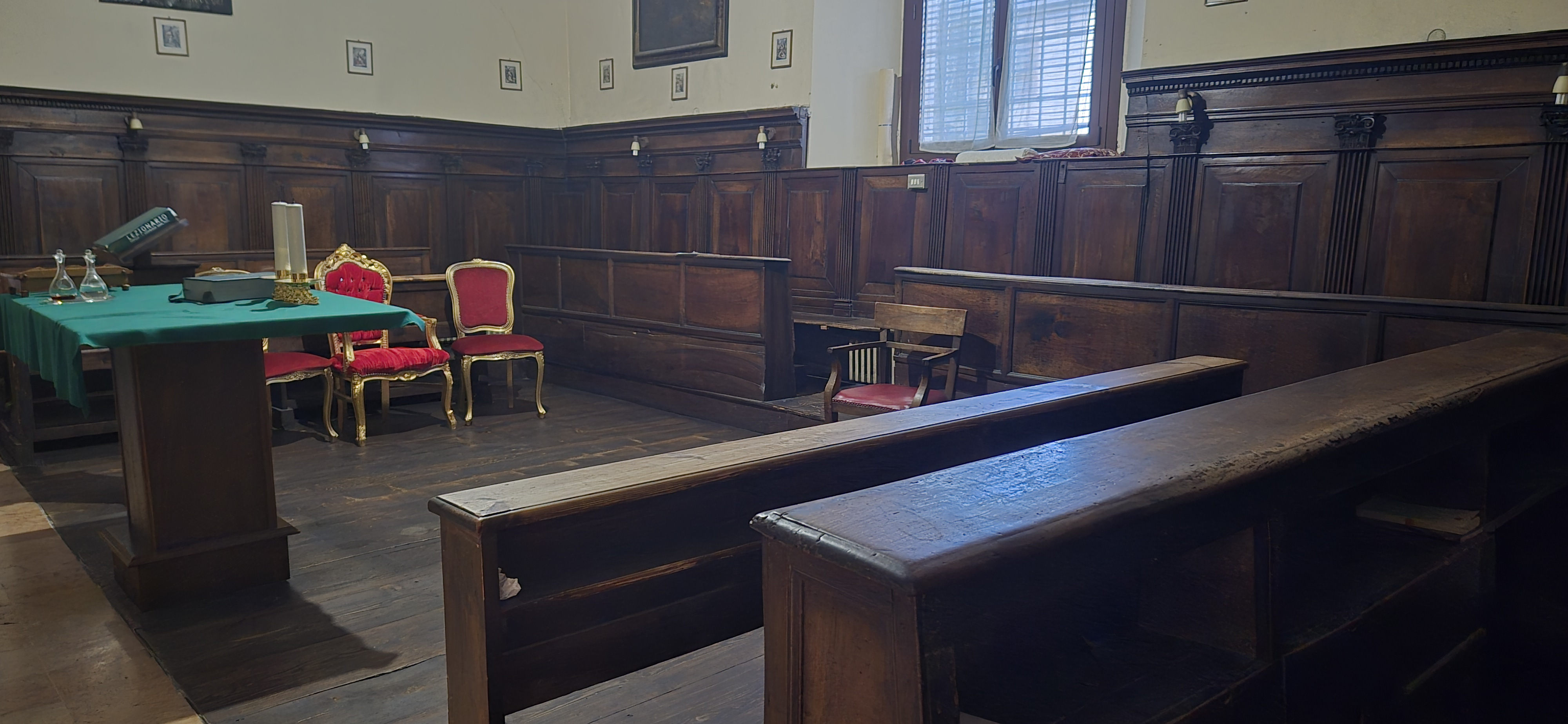

Nel coro si può ammirare lo splendido mobile in legno di noce intagliato e patinato risalente al Settecento e una serie di quadri realizzati fra Seicento e Settecento. Non più presente, invece, il leggio che si trovava nel centro e ora è stato spostato a Bologna nella sede provinciale dei Cappuccini. Questo ambiente è stato realizzato con pavimento in legno, tanto che risuona come cassa di risonanza. Le campane venivano suonate aprendo una finestrella.
I quadri secenteschi e settecenteschi, presentano temi legati all'ambito francescano ed educativo: si ha infatti San Francesco che adora la Croce, dipinto impostato su una diagonale ascendente che culmina con la croce, con un buono scorcio della figura umana e un’impostazione da destra a sinistra non banale. C’è poi San Bernardino, santo senese del Quattrocento, anche lui francescano, visto in preghiera di fronte al Crocifisso e Sant’Antonio. Antonio è raffigurato giovane, con la tonsura e i suoi attributi tipici: il giglio, simbolo di purezza e il Bambin Gesù, riferito alla visione del conte Tiso. L’altro dipinto è molto particolare: raffigura infatti San Gioacchino, padre di Maria, che le fa da maestro. L’iconografia dell’educazione della Madonna Bambina non è rara, meno comune è però che sia il padre a occuparsi di lei: probabilmente la scelta tiene conto del fatto che siamo in un convento maschile con chiesa dedicata alla Madonna.

## Convento
Anche se tradizionalmente in questo luogo ci sono sempre stati edifici di ospitalità legati al luogo di culto, è difficile ricostruirne la storia e ritrovarne le tracce prima dell’arrivo dei francescani. Dagli archivi dei francescani si sa che il convento dei Trinitari, requisito in seguito alle spoliazioni napoleoniche, era in pessime condizioni nel 1822, dato che era stato adibito a granaio e usato da sbandati come rifugio provvisorio negli anni in cui la chiesa era abbandonata. Il primo intervento è quello che riguarda il restauro della parte di convento che già esisteva, ovvero il braccio che parte dal coro e procede in linea parallela con la via Ravegnana. Il piano inferiore viene adibito a locali comuni con dispensa, refettorio e cucina, mentre al piano superiore vengono allestite le celle, sette per ogni lato, in totale quattordici. Il progetto prevedeva di creare due cortili interni e dunque si procede, nel corso dell’Ottocento a realizzare altri due bracci che isolano una struttura a forma di tenaglia. Tali bracci vengono dotati degli ambienti necessari alla vita monastica. In mezzo si ha il cortile oggi chiuso da una cancellata, visibile dal retro. L’altra parte della struttura, che individua il secondo cortile e che sarà poi occupata dalla scuola elementare, viene realizzata dall’ingegner Gino Cervesi, nel 1931, perché all’epoca il convento ospitava uno studentato ed erano necessari nuovi ambienti. L’ingegnere è lo stesso che ha progettato il portico di fronte alla chiesa. Per quello che riguarda le proprietà di terreno, esso era più esteso, perché nel 1859 il Governo espropriò una parte dei possedimenti, che era adibito a orto, per realizzare la ferrovia, contestualmente alla quale è stato costruito anche il muro di cinta.